# Dresdner Heide
Die Dresdner Heide, ein großes Waldgebiet in Dresden, ist das bedeutendste Naherholungsgebiet der Stadt und wird forstwirtschaftlich genutzt. Etwa 6133 Hektar der Dresdner Heide sind als Landschaftsschutzgebiet Dresdner Heide (d16) ausgewiesen; damit ist sie einer der flächenmäßig größten Stadtwälder Deutschlands. Während im Osten überwiegend landwirtschaftliche Flächen angrenzen, ist die Heide in allen anderen Himmelsrichtungen von Stadtteilen und Ortschaften Dresdens umgeben und reicht im Südwesten bis an den Dresdner Vorstadtgürtel heran.
Die für eine Heide typische Landschaft mit stark ausgeprägter Strauchschicht und Heidekraut ist in der Dresdner Heide eher nicht vorhanden, weshalb es sich zumindest im engeren Sinne nicht um eine Heidelandschaft handelt.

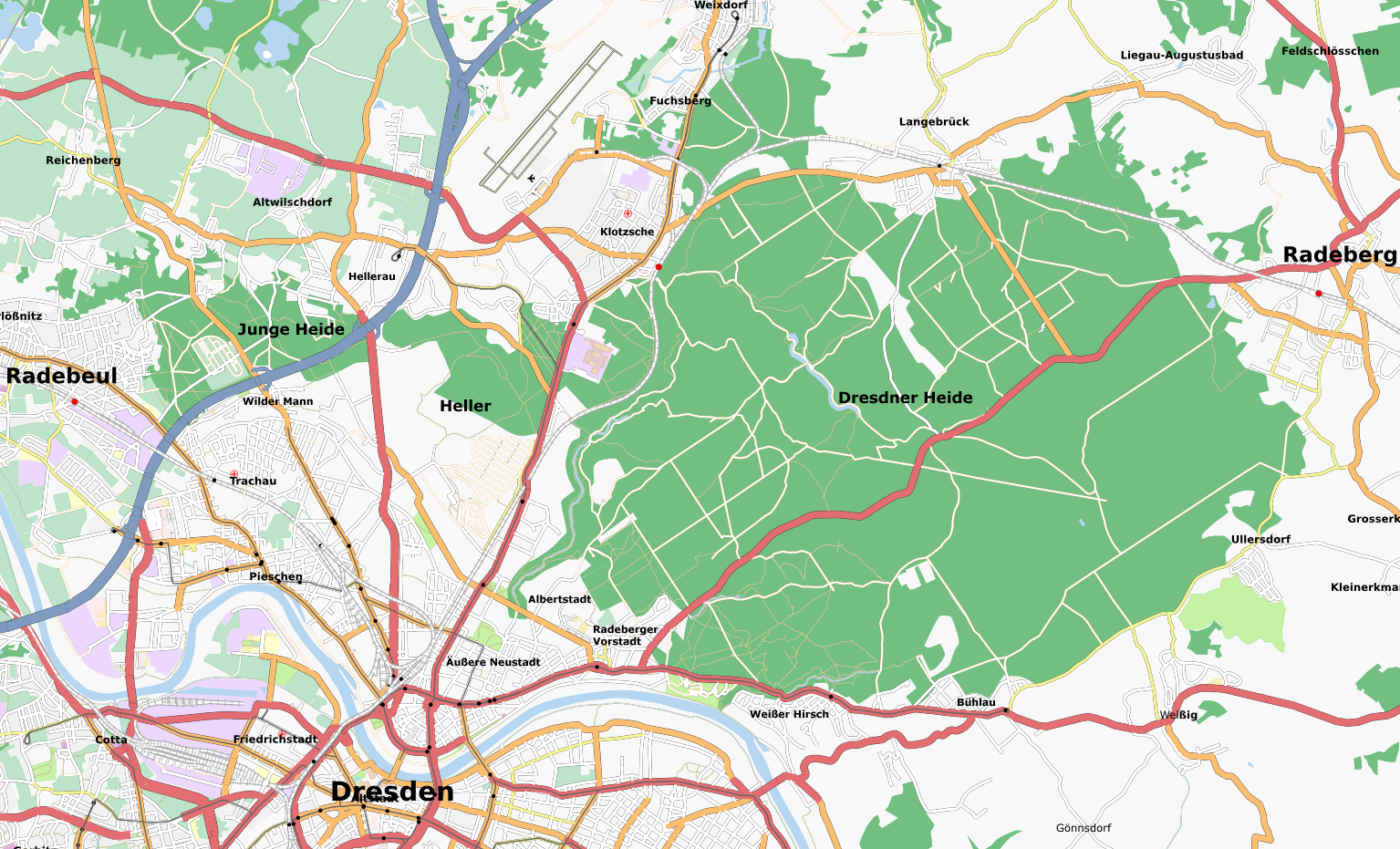
Lage der Dresdner Heide

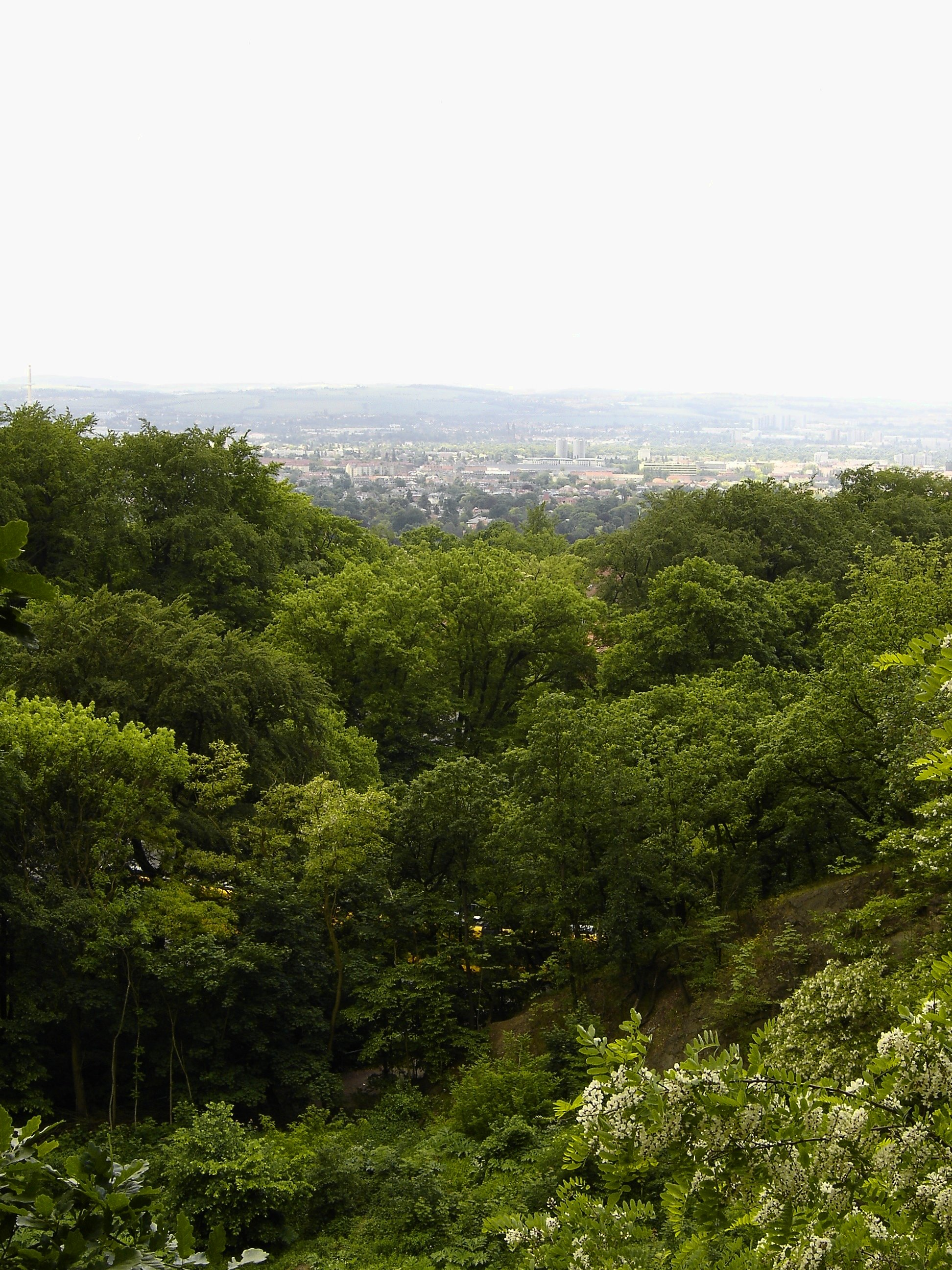
Blick aus der Dresdner Heide am Mordgrund über die Johannstadt und Strehlen

Das Waldgebiet markiert in seiner Geologie und in der Pflanzen- und Tierwelt einen Übergangsraum zwischen dem Norddeutschen Tiefland und den Mittelgebirgen. Es wird bis auf kleine Flächen dem Westlausitzer Hügel- und Bergland zugeordnet und stellt damit einen der westlichsten Ausläufer der Sudeten dar. Während der felsige Untergrund des Waldes im Laufe der schollentektonischen Bildung des Elbtalkessels, den die Dresdner Heide nördlich flankiert, angehoben wurde, ist der Mischwald großflächig durch dünenartige Sandablagerungen der Saale- und Elster-Kaltzeit geprägt. Die Nähe der Dresdner Heide zur Innenstadt Dresdens war ausschlaggebend für die historische Nutzung als kurfürstliches Jagdrevier sowie die intensive Kultivierung und kulturelle Prägung.

## Dresdner Heide und Junge Heide
Die Dresdner Heide besteht aus zwei voneinander isolierten Teilen. Der wesentlich größere Teil bildet die gleichnamige Gemarkung und wird im Folgenden als Hauptteil bezeichnet. Der weiter westlich gelegene, kleinere Teil heißt Junge Heide. Beide bilden zwar eine historische und forstwirtschaftliche Einheit sowie ein gemeinsames Landschaftsschutzgebiet, sind aber auf Grund früherer Rodungen durch den Heller räumlich zerschnitten und wegen ihrer Abgeschiedenheit voneinander auch administrativ getrennt. Aus Unwissenheit wird häufig von der Dresdner Heide im Unterschied zur Jungen Heide gesprochen. Dies ist jedoch nicht korrekt, da die beiden Begriffe teilidentisch sind.

## Geographie

### Lage
Im Nordosten der sächsischen Landeshauptstadt gelegen, dehnt sich der Hauptteil der Dresdner Heide zwischen der Innenstadt und der Stadtgrenze aus. Er liegt hauptsächlich außerhalb der geschlossenen Ortschaft und ist weitgehend dem Stadtbezirk Loschwitz zugeordnet. Mit einer Fläche von 4836 Hektar ist der größte Teil des Waldgebiets als eigenständiger statistischer Stadtteil „Dresdner Heide“ mit der laufenden Nummer 44 definiert. Der statistische Stadtteil ist weitgehend, aber nicht vollständig identisch mit der etwa ebenso großen, gleichnamigen Gemarkung. Kleinere Randgebiete des zusammenhängenden Waldes gehören bereits zu den Stadtbezirken Neustadt und Klotzsche beziehungsweise zur Stadt Radeberg. Im Süden reicht der Hauptteil zwischen Loschwitz und dem Waldschlösschenviertel bis an den Elbhang heran und grenzt direkt an den Weißen Hirsch, Bühlau und Weißig sowie an die Radeberger Vorstadt. Die südlichsten Ausläufer tangieren sogar die dicht besiedelte Äußere Neustadt. Im Westen trifft das Waldgebiet auf die Albertstadt und Klotzsche. Im Norden wird es durch die Weixdorfer Ortsteile Lausa und Friedersdorf sowie durch Langebrück und Liegau-Augustusbad begrenzt. Anlieger im Osten sind Radeberg und dessen Ortsteile Großerkmannsdorf und Ullersdorf.
Die Junge Heide, der kleinere Teil, liegt westlich des Hauptteils im Nordwesten Dresdens. Begrenzt wird sie im Norden durch die Stadtteile Wilschdorf und Hellerau, im Osten durch den Heller und im Süden durch Trachenberge und Trachau. Im Westen trifft sie auf die Radebeuler Stadtteile Oberlößnitz und Alt-Radebeul, im Nordwesten auf Boxdorf. Jener Teil der Jungen Heide, der in den Gemarkungen Hellerberge und Wilschdorf liegt, gehört zum Stadtbezirk Klotzsche. Der Westteil der Jungen Heide wurde dagegen der Gemarkung Trachau zugeordnet. Gemeinsam mit einem kleinen Randstück im Süden, das zu Trachenberge gehört, zählt er demnach bereits zum Bereich des Stadtbezirks Pieschen. Weitere kleine Randstücke im Westen der Jungen Heide werden schon von Moritzburg oder Radebeul aus verwaltet.
Umliegende Landschaften sind die Lößnitz im Westen, der Friedewald und das Moritzburger Teichgebiet beziehungsweise die Moritzburger Kleinkuppenlandschaft sowie das Wilschdorf-Rähnitzer Sandhügelland im Nordwesten, die Königsbrück-Ruhlander Heiden im Norden, das Seifersdorfer Tal im Nordosten und im Südosten das Schönfelder Hochland. Am Südrand geht die Dresdner Heide in einer Park- und Gartenlandschaft in das Dresdner Elbtal über.

### Name
Im Gegensatz zur weit verbreiteten Schreibung Dresdner Heide wird in den topographischen Landeskartenwerken die Schreibung Dresdener Heide angewandt.

### Verkehr

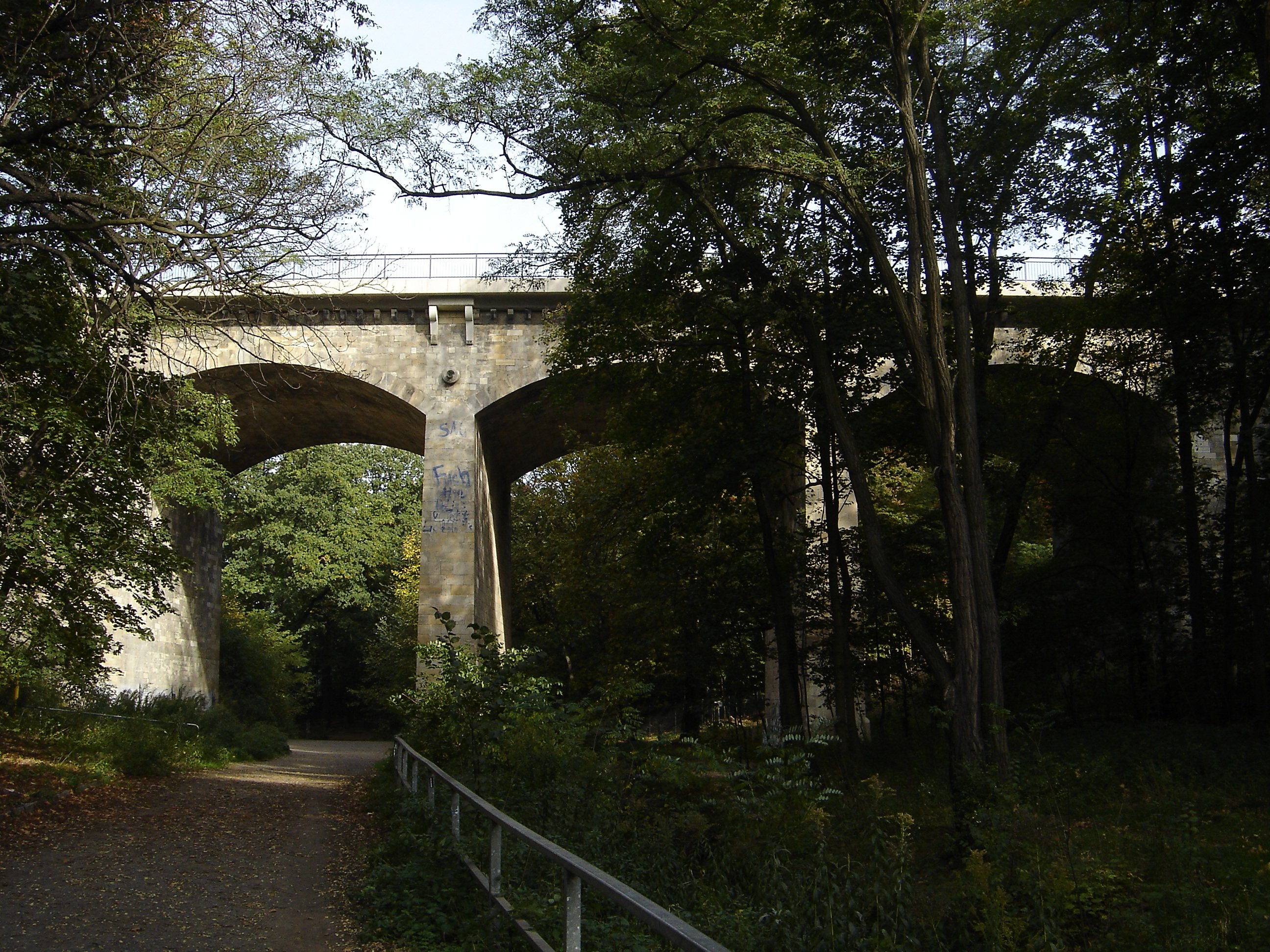
Der Prießnitztalviadukt (früher Carolabrücke genannt) über den Prießnitzgrund in der Albertstadt

Der Hauptteil der Dresdner Heide wird nur von zwei Straßenverkehrswegen durchquert: Die Radeberger Landstraße verläuft von Südwesten nach Nordosten diagonal durch den Wald zwischen der Neustadt und Radeberg; im Norden zweigt hiervon die Ullersdorf-Langebrücker Straße in Richtung Langebrück ab. Die Königsbrücker, Langebrücker, Bautzner sowie die Ullersdorfer Landstraße durchschneiden teilweise die Dresdner Heide an deren Rändern. Mitten durch die Junge Heide führen die Moritzburger Landstraße, die Straße Am Walde sowie der Boxdorfer Weg; an ihrem Südostrand verläuft die Bundesautobahn 4. Auf allen sonstigen Wegen in der Heide herrscht Kraftfahrzeug-Fahrverbot (ausgenommen Forstbetrieb). Viele der historischen Brücken stehen unter Denkmalschutz.
Die seit 1845 bestehende Bahnstrecke Görlitz–Dresden der Sächsisch-Schlesischen Eisenbahngesellschaft verläuft im Westen, Nordwesten und Nordosten auf drei Abschnitten durch Randlagen der Dresdner Heide. Auch die am Bahnhof Dresden-Klotzsche beginnenden Abzweige der Bahnstrecke Dresden-Klotzsche–Straßgräbchen-Bernsdorf (seit 1884) und der Bahnstrecke Dresden-Klotzsche–Dresden Flughafen (seit 1937 bis zum damals militärischen Teil des Flughafens) zerschneiden die Heide nur in Randgebieten.

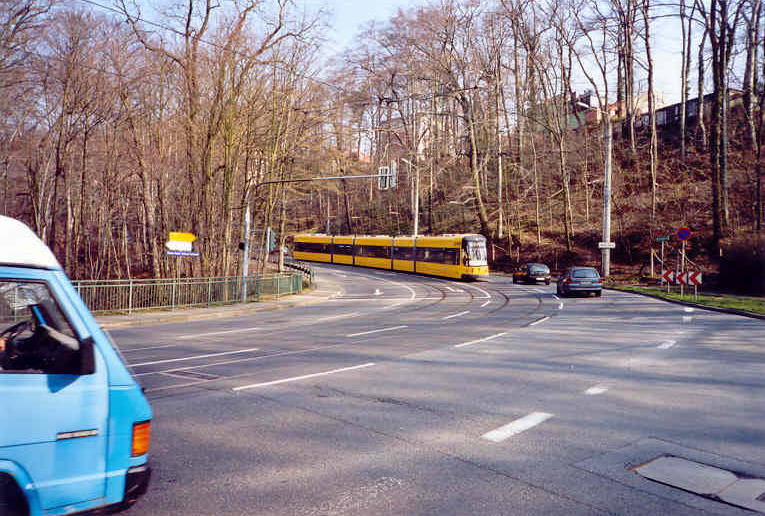
Bautzner Straße im Mordgrund

Mit öffentlichen Verkehrsmitteln sind vornehmlich die Ränder des Hauptteils gut zu erreichen. Regional- und S-Bahn-Haltepunkte in der Umgebung sind Dresden-Industriegelände, Klotzsche, Langebrück und Radeberg. Von Süden erreicht man die Heide von den Haltestellen der Straßenbahnlinie 11 und den Buslinien 61 und 64 der Dresdner Verkehrsbetriebe (DVB). An der Westseite des Hauptteils bestehen Anschlüsse  an die Straßenbahnlinien 7 und 8 sowie die Buslinie 80. Regionalbusse des Regionalverkehr Sächsische Schweiz-Osterzgebirge (RVSOE) zwischen Dresden und Radeberg umfahren ihn im Norden (Linie 308) und Osten (Linie 309) und verkehren auch über die Radeberger Landstraße (Linie 305, Haltestelle Heidemühle).
Die Junge Heide wird von der Buslinie 80 und mehreren Regionalbuslinien durchquert. Am Wilden Mann befindet sich die Endhaltestelle der Straßenbahnlinie 3.

## Natur

### Landschaft

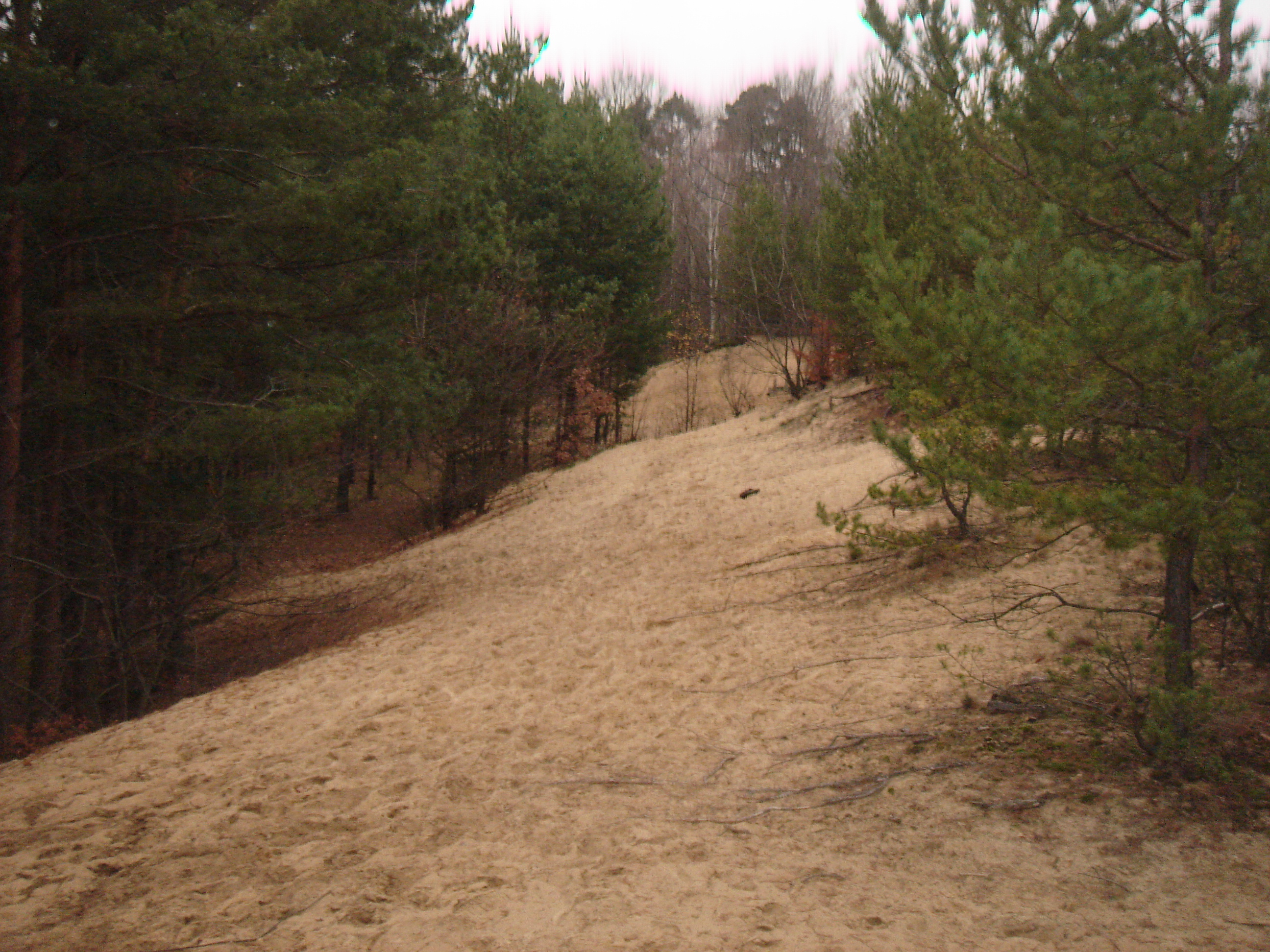
Hang einer heidetypischen, inaktiven Binnendüne mit aufgeschlossenem Sand in der Nähe von Klotzsche

Bei der Dresdner Heide handelt es sich nicht um eine Heide-Landschaft im klassischen Sinn, denn in Sachsen und Brandenburg werden auch zusammenhängende Wälder als Heide bezeichnet. Ein beträchtlicher Abschnitt ihres Hauptteiles gehört zum Radeberger Land und zum Naturraum Westlausitz beziehungsweise zum Westlausitzer Hügel- und Bergland. Die niedrigeren Gebiete im Südwesten des Hauptteils, also die sogenannte Mittel- oder Heidesandterrasse, sowie fast die gesamte Junge Heide befinden sich hingegen schon im Bereich der Dresdner Elbtalweitung. Die durchschnittliche Höhenlage des Hauptteils beträgt 200 bis 240 m ü. NN, wobei das Gelände insgesamt leicht nach Südwesten in Richtung Elbe abfällt. Höchste Erhebung ist mit knapp 281 m ü. NN der Dachsenberg, der tiefste Punkt befindet sich nahe dem Prießnitztalviadukt (Carolabrücke der Stauffenbergallee) im Prießnitzgrund mit 111 m ü. NN. Die Junge Heide liegt mit durchschnittlich 120 bis 160 m ü. NN deutlich niedriger.
Das zusammenhängende Waldland im Nordosten Dresdens ist, von oben betrachtet, etwa kreisförmig und wird von wenigen Wiesen unterbrochen. Seine Fläche beträgt ungefähr 52 Quadratkilometer, dazu kommen noch 7 Quadratkilometer der Jungen Heide. Dies entspricht insgesamt rund 17 Prozent der Stadtfläche und macht Dresden zu einer der waldreichsten Städte Deutschlands. Die Oberfläche ist reich zergliedert. Die vielen Bäche fließen in flachen Mulden oder tiefen Kerbtälern. An deren Rändern sind Sandhänge und Felsklippen ausgebildet. Die Anhöhen dazwischen sind leicht hügelig. Es gibt aber auch recht flache Gebiete sowie bis zu zehn Meter hohe, kilometerlange fossile Dünen. Die Junge Heide erdtreckt sich fast ausschließlich auf den Bereich der Mittelterrasse. In weiten Teilen recht eben, steigt sie im Nordosten und Norden stark an. Im Westen geht sie in die Landschaft der Lößnitz über.

### Geologie

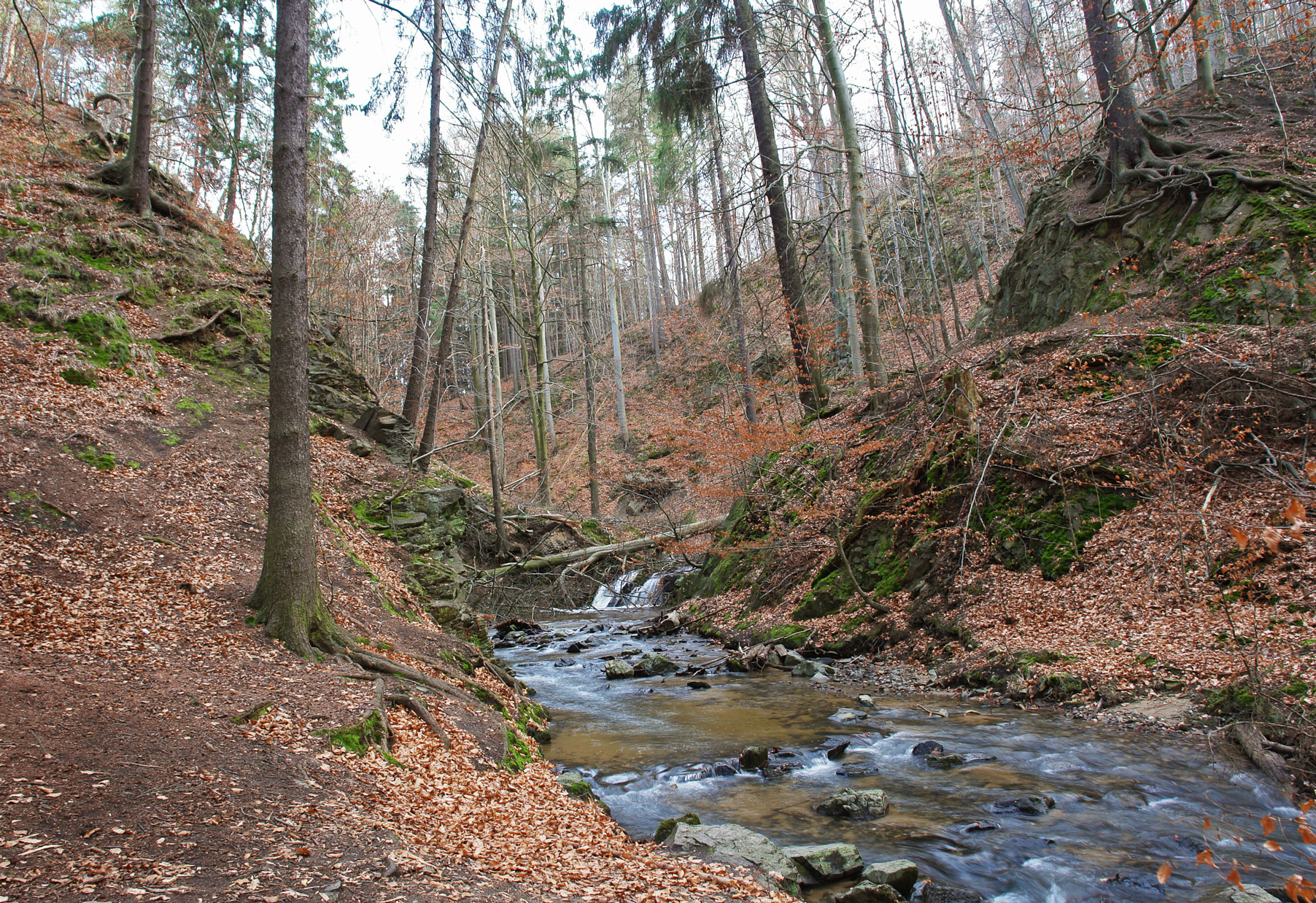
Der Wasserfall der Prießnitz bei Klotzsche und die Granodiorit-Felsen im Zuge der Lausitzer Störung

Ein Großteil der Dresdner Heide gehört zur Lausitzer Platte, welche nach Südwesten zur Elbe abfällt. Entlang der Linie Wahnsdorf–Baumwiese–Hellerau–Klotzsche–Wolfshügel–Loschwitz verläuft die Lausitzer Verwerfung quer durch die Heide und macht sich in Form eines bis zu 80 m hohen, abschnittsweise aber auch recht flachen Hanges bemerkbar. Das Gestein besteht aus Syenit oder Granodiorit, welcher als Störungslinie am Prießnitzwasserfall kurz zu Tage tritt, ist aber fast im gesamten Heidegebiet durch eine mächtige Schicht gleichmäßig und grob gekörnten Sandes oder Kieses überdeckt. Diese entstand während der Elster-Kaltzeit und ist ein Schwemmfächer der Schmelzwässer südlich des damaligen Gletscherrandes, die hier in einen damals im oberen Elbtal gelegenen Stausee einmündeten. Entlang der Lausitzer Störung befindet sich ferner eine bis zu 60 m hohe Flugsandschicht aus der Saalekaltzeit. Das Material wurde hier teilweise zu Dünen aufgeweht.

### Böden
Auf dem sauren Untergrund der Sandschicht und des Granits hat sich ein verbreitet nährstoffarmer Podsolboden entwickelt, der die Flora der Dresdner Heide großflächig vor allem im Westen bestimmt (siehe unten). Durch Gesteinsverwitterung befinden sich auch lehmhaltige Böden in der Heide, die Grundlage für anspruchsvollere Pflanzengemeinschaften sind. Diese Böden kommen vor allem im Süden und Osten vor, wo die Lausitzer Platte in den Grabenbruch des Elbtalkessels abbricht. Dort ist die obere Bodenschicht von Felsen durchsetzt.
In den Kerbsohlentälern der Prießnitz und ihrer Nebengewässer im Nordosten befinden sich feuchte, da grundwassernahe, Auenböden, die reich an Humus und Schwemmmaterial sind. In Niederungen gibt es auch Vorkommen junger Moorböden, die bei der Verlandung kleiner, stehender Gewässer entstanden. Auch in den Altarmen der Prießnitz entwickeln sich torfhaltige sehr nährstoffreiche Moorböden, die teilweise durch den Versickerungsprozess auf den Sandböden oberhalb der Täler stark unter Quelldruck stehen.

### Gewässer

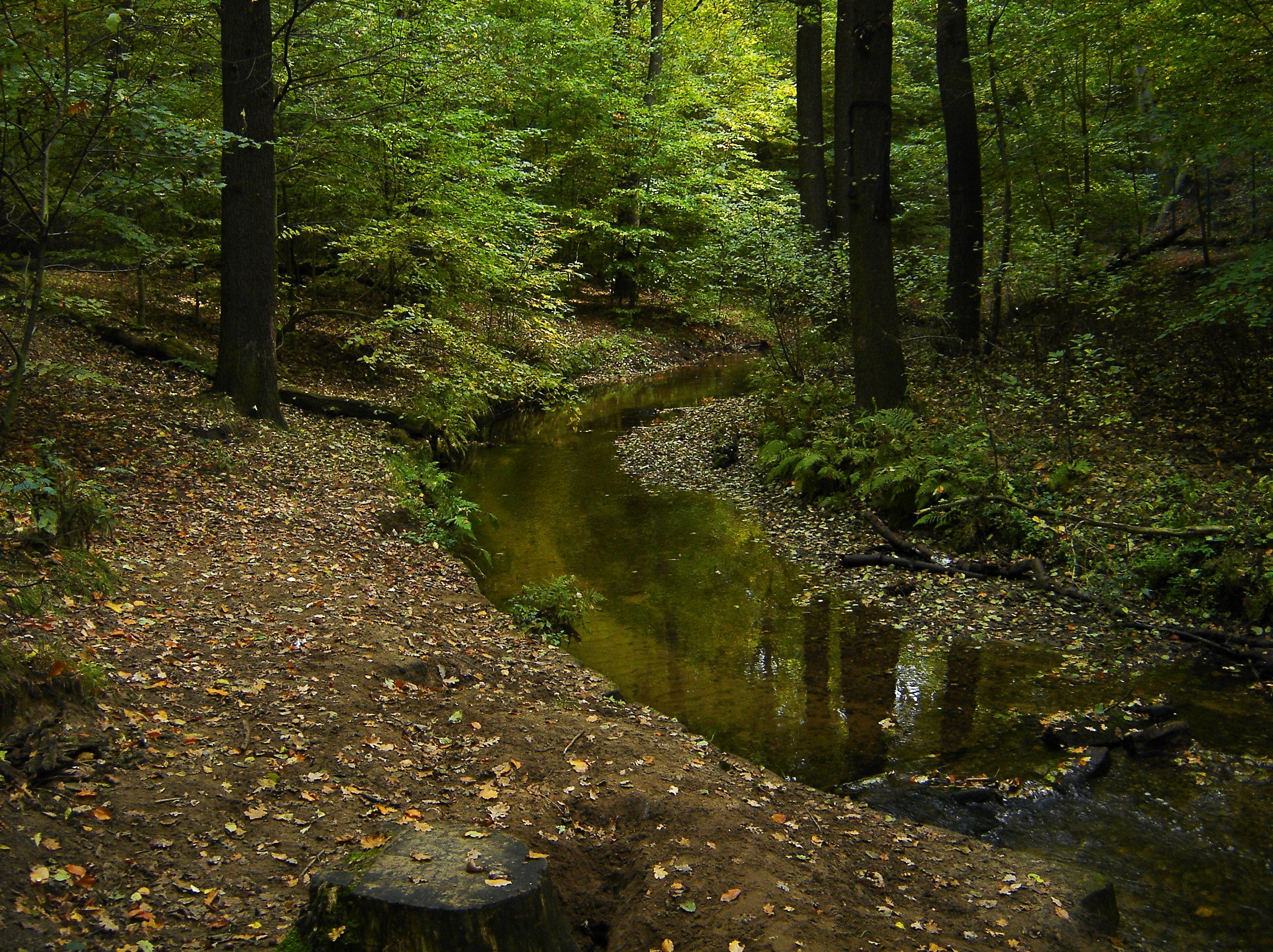
Im Prießnitzgrund

Das wichtigste Gewässer in der Dresdner Heide ist die Prießnitz. Sie ist der einzige Heidebach, der weder in dem Waldgebiet entspringt noch in ihm mündet, und mit Abstand der längste und wasserreichste in diesem Bereich. Die Prießnitz verläuft zunächst in einer flachen Mulde nach Nordwesten mittig durch den Hauptteil der Heide. Etwa ab der Heidemühle hat sie sich dann als Prießnitzgrund stellenweise bis zu 40 m tief in das Gelände eingeschnitten und wendet sich, kurz nachdem sie einen seit 1967 als Naturdenkmal ausgewiesenen Wasserfall bildet, bei Klotzsche nach Süden. Sie trieb in früherer Zeit in der Heide mehrere Mühlräder an und wird an zwei Stellen zu Tümpeln gestaut. Ihr Wasser speiste ferner das inzwischen geschlossene Waldbad Klotzsche, das in der Nähe des S-Bahnhofes Dresden-Klotzsche liegt. Einige Prießnitzzuflüsse sind der Haarweidenbach von links sowie das als Naturdenkmal ausgewiesene Ullersdorfer Dorfwasser, das Steingründchenwasser und das Schwarzes-Bild-Wasser von rechts.
Kleinere, aber ebenfalls direkt der Elbe tributäre Bäche sind das Mordgrundwasser sowie der Eisenbornbach im Schotengrund, in den außerdem der Gutebornbach mündet. In der Heide verläuft außerdem eine untergeordnete Wasserscheide, denn die nördlichen Teile werden bereits in die Große Röder entwässert. Das Wasser fließt somit erst bei der Lutherstadt Wittenberg in die Elbe. Davon betroffen sind der Lausenbach sowie der Rote Graben in Langebrück.

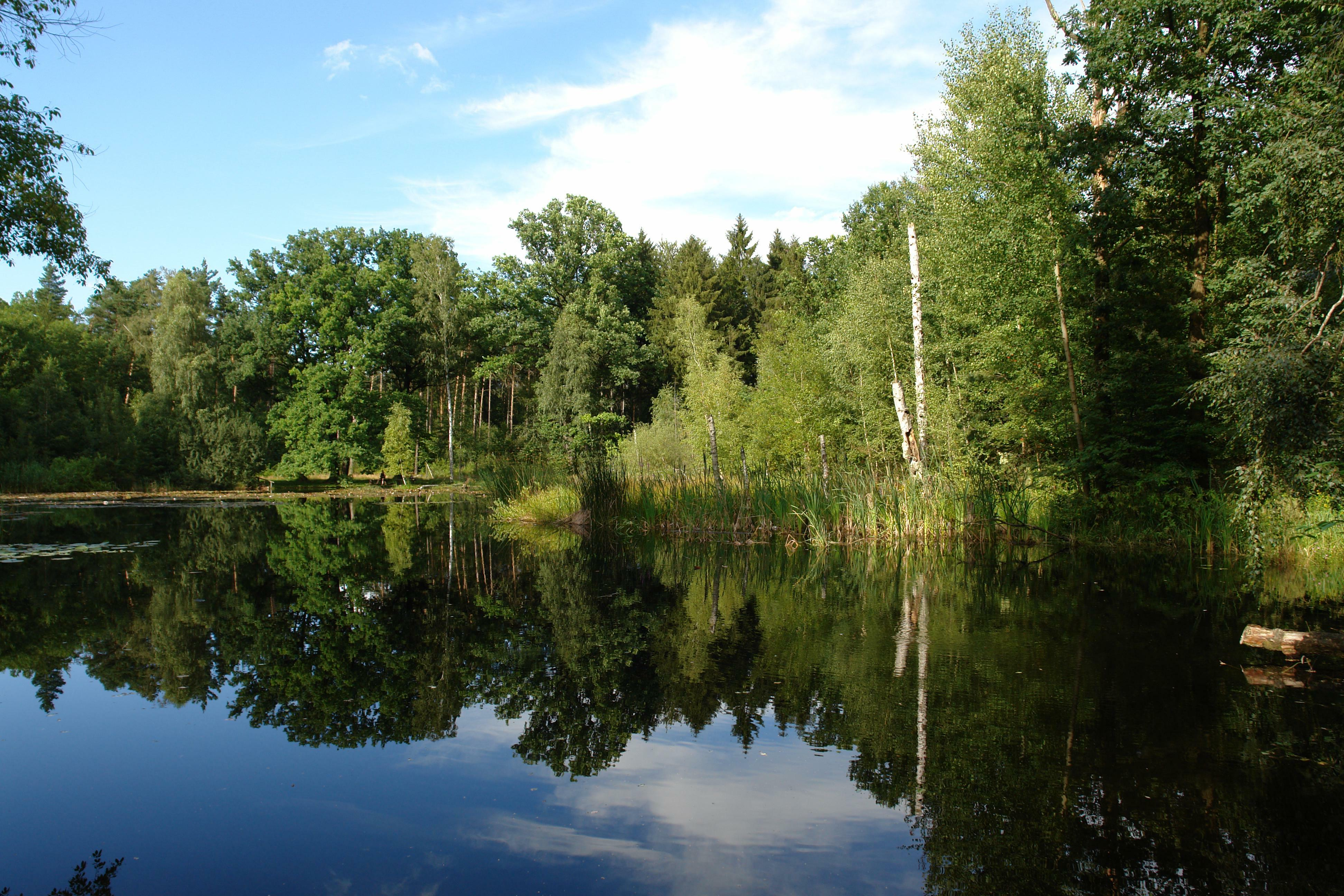
Der Silbersee

Bekannt ist die Dresdner Heide auch für ihre vielen Quellen. Die geläufigsten unter ihnen sind die Degele- und die Schwesternquelle im Stechgrund am Weißen Hirsch sowie die Pusch- und die Melzerquelle im mittleren Prießnitzgrund bei Klotzsche. Durch die Standortfaktoren hochanstehender Fels einerseits sowie mächtige Sandhorizonte andererseits sind die großflächigen, sehr trockenen Forstparzellen hin und wieder durch staunasse Flächen unterbrochen. Sie werden als Brüche bezeichnet. Hier sind vereinzelt Moore ausgebildet. Beispiele hierfür sind Hormanns-, Faul- und Schindelbruch, die alle entlang des Kuhschwanzes zu finden sind.
Interessant ist auch das in der Heide auftretende Phänomen des Verlorenen Wassers. So versickern beispielsweise die aus dem Fiedlergrund, dem Boxdorfer Grund und dem Jungferngrund kommenden Bäche im wasserdurchlässigen Heidesand. Gleiches gilt für mehrere nominelle Prießnitzzuflüsse, so das Sandschluchtflüsschen oder die Bäche in den Kretzschelgründen.

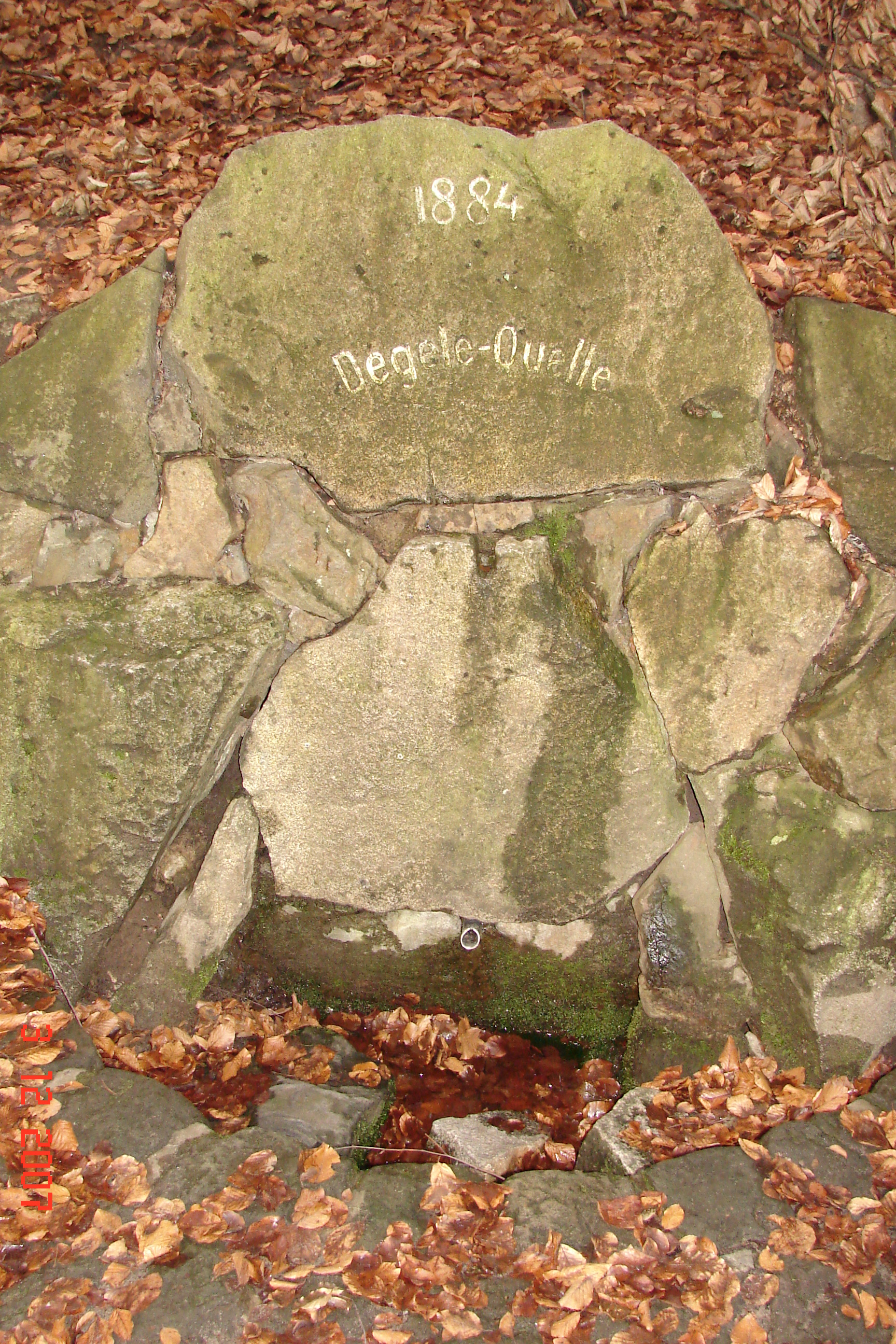
Degelequelle im Stechgrund, am Weißen Hirsch

Neben den Fließgewässern gibt es eine Reihe stehende, zum Teil künstliche Gewässer. Das sind der seit 1920 existierende Stauweiher am Haarweidenbach im Osten der Heide, die Fischmannsteiche nahe dem Fischhaus, der verlandende Kranichsee im Süden, eine geflutete ehemalige Sandgrube namens Silbersee bei Klotzsche, die Forellenteiche bei Langebrück und der vom Höllenborn gespeiste Farbgrubenteich im Prießnitzgrund sowie die Fischteiche an der Heidemühle, von denen einer zu einem Freibad umfunktioniert wurde. In der Jungen Heide befinden sich der Rote und der Olterteich.

### Flora
Durch die unterschiedlichen Standortfaktoren finden sich in der Dresdner Heide verschiedene Habitate. Die Dresdner Heide enthält Pflanzenarten, die (regional) gefährdet oder bedroht sind. Bemerkenswert an der Flora ist nicht unbedingt das Vorkommen einzelner Arten, sondern die Vermischung in den Pflanzengemeinschaften der Dresdner Heide. An den unterschiedlichen Standorten befinden sich so Gemeinschaften von Pflanzen, die der planaren oder kollinen bis montanen Höhenstufe (und deren typischen Pflanzengemeinschaften) zugeordnet werden. Die Dresdner Heide markiert somit auch geobotanisch einen Übergangsraum zwischen den Großlandschaften Norddeutsches Tiefland, zu dem es an dessen Südgrenze zählt, und Deutsche Mittelgebirgsschwelle.
Die Dresdner Heide ist in der Gesamtheit und im Ursprung ein Mischwald, der örtlich als Nadel-Laub-Mischwald, Nadelmischwald, Kiefer-Birken-Wald, Fichtenwald, Hainsimsen-Buchenwald, Schluchtwald oder Bruchwald ausgeprägt ist. Durch die Nutzung als Forstwald ist er mitunter mit Monokulturen bepflanzt worden.

#### Verbreitete Waldgesellschaften
Auf den trockenen Sandböden dominieren vor allem tiefwurzelnde, anspruchslose Bäume wie Waldkiefern und vereinzelt Traubeneichen in der Baumschicht. Wenig ausgeprägt ist dort die Strauchschicht. Fichten können auf nährstoffarmen Böden vorkommen, sofern sie mit ihren flachen Wurzeln das Grundwasser erreichen. Die Krautschicht ist mitunter auf den trockenen Böden sehr wenig ausgeprägt und besteht aus Gräsern, Heidekraut sowie Preisel- und Heidelbeeren.
Im Norden befinden sich auch naturnahe Gemeinschaften von Rotbuchen und Fichten, die durchsetzt sind mit Schwarz-Erlen und Birken. In der ausgeprägteren Strauchschicht stehen dort Stieleichen. Auf den etwas nährstoffreicheren und feuchteren Böden der Rotbuchenwälder wachsen auch anspruchsvollere Arten wie Winterlinde oder Faulbaum.
Auf den lehmigen mit Felsen durchsetzen Böden im Süden dominiert der Hainsimsen-Buchenwald an teilweise südexponierten Hängen. In der Strauchschicht befinden sich dort der Faulbaum an sonnenreichen Hanglagen und auch seltene Arten wie die Gemeine Eibe.

#### Prießnitztal und Nebentäler

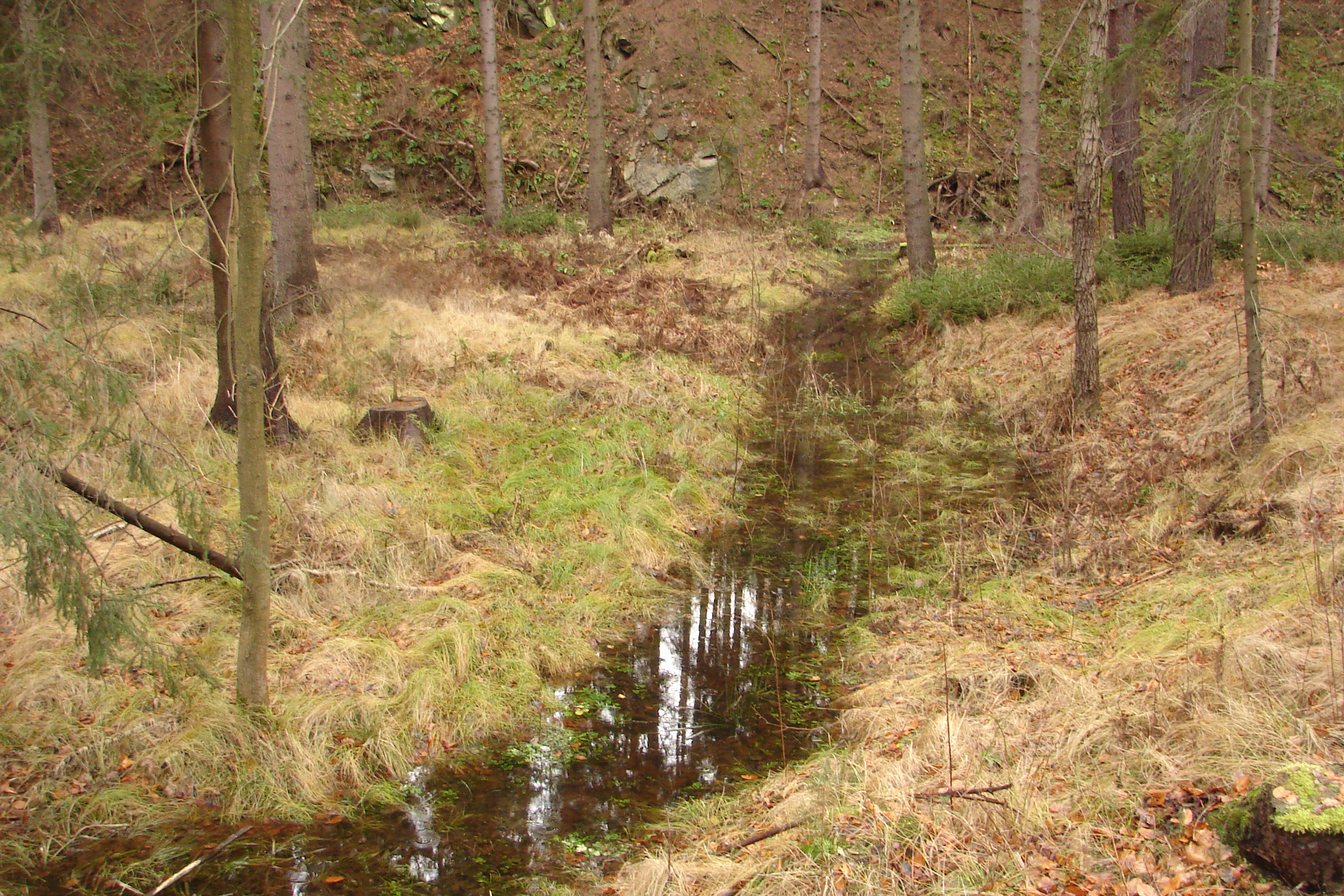
Der Prießnitzaltarm

Im Tal der Prießnitz befindet sich in allen Waldschichten eine sehr umfangreiche und wechselhafte Vegetation, die im Verlauf des Tals wechselt. In der Nähe des Wasserfalls, wo das Tal keine wesentliche Sohle hat, wachsen Schluchtwälder an südexponierten Hängen, die am Ufer ansetzen. Dort ist neben den Fichten der Berg-Ahorn vertreten, der sonst vor allem bis in die hochmontanen Lagen der deutschen Mittelgebirge vorkommt. Ursprünglich war auch die Weiß-Tanne weit verbreitet.
Dort, wo eine Sohle mit teilweise moorartigen Gebieten neben dem Fluss gebildet wurde, finden sich Schwarzerle, Hänge-Birke, Esche, Erle, Roteiche und am Rand der Sohle am Übergang zu den umliegenden Waldgesellschaften Rotbuche, Kiefer, Berg-Ahorn und Fichte in der Baum- und Strauchschicht. Durch moorartige Quellflächen und die Gewässer ist die Baumschicht teilweise unterbrochen, und so wachsen dort auch lichtbedürftige Arten wie die Espe an exponierten Stellen.
Als besonders artenreich erweist sich die Krautschicht mit geschützten Arten wie Sumpfdotterblume, Rundblättrigem Sonnentau, Sumpf-Schwertlilie, Wasserfeder und weiteren. Sonnige Stellen in Hang- oder Sohlenlage begünstigen das Vorkommen des Großen Springkrauts. In den Nebentälern enthält die Krautschicht auch sonst eher montanere Pflanzenarten wie Hain-Gilbweiderich oder Berg-Ehrenpreis.

#### Niederungen und Lichtungen

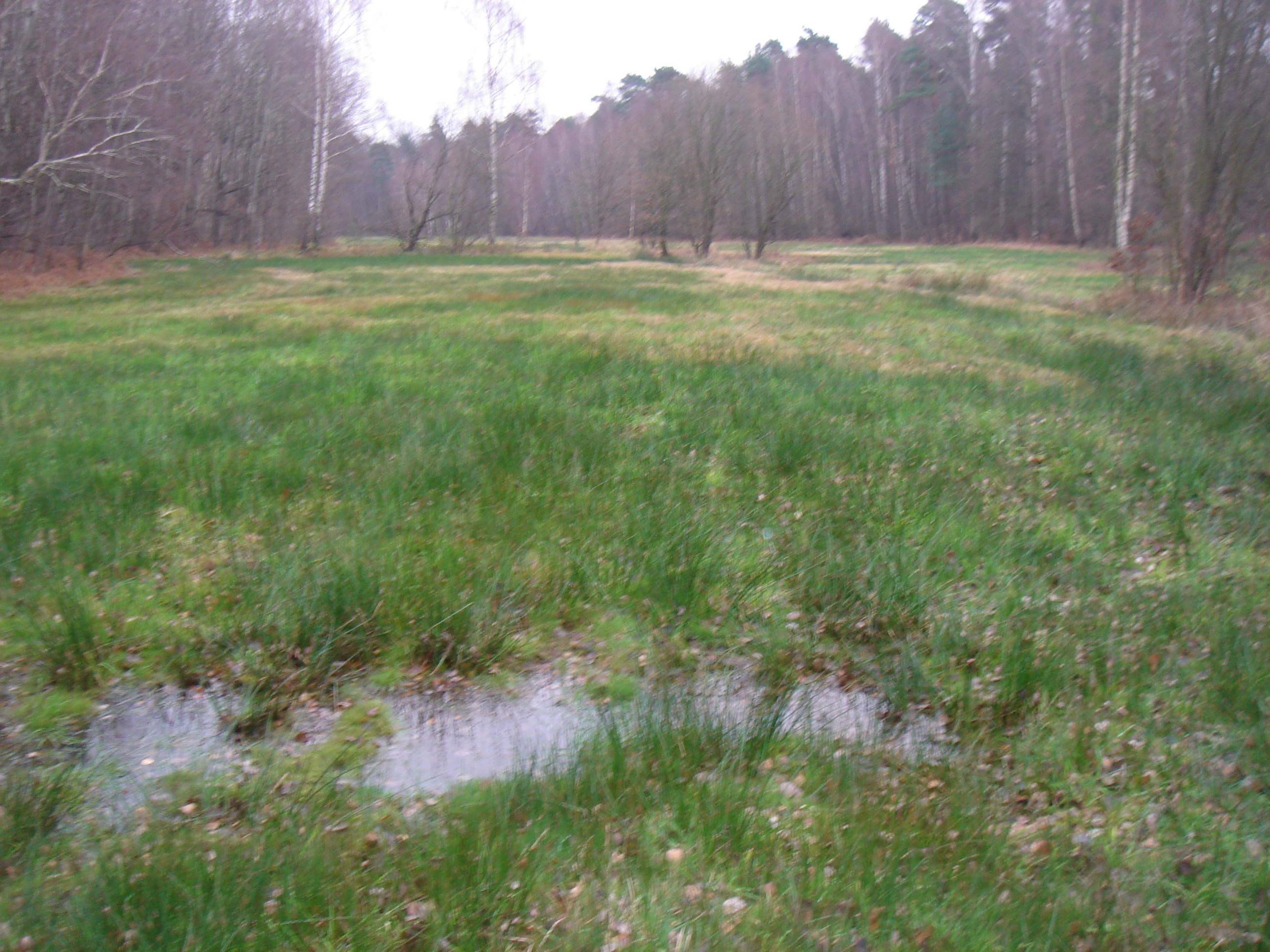
Die Kurwiese Klotzsche

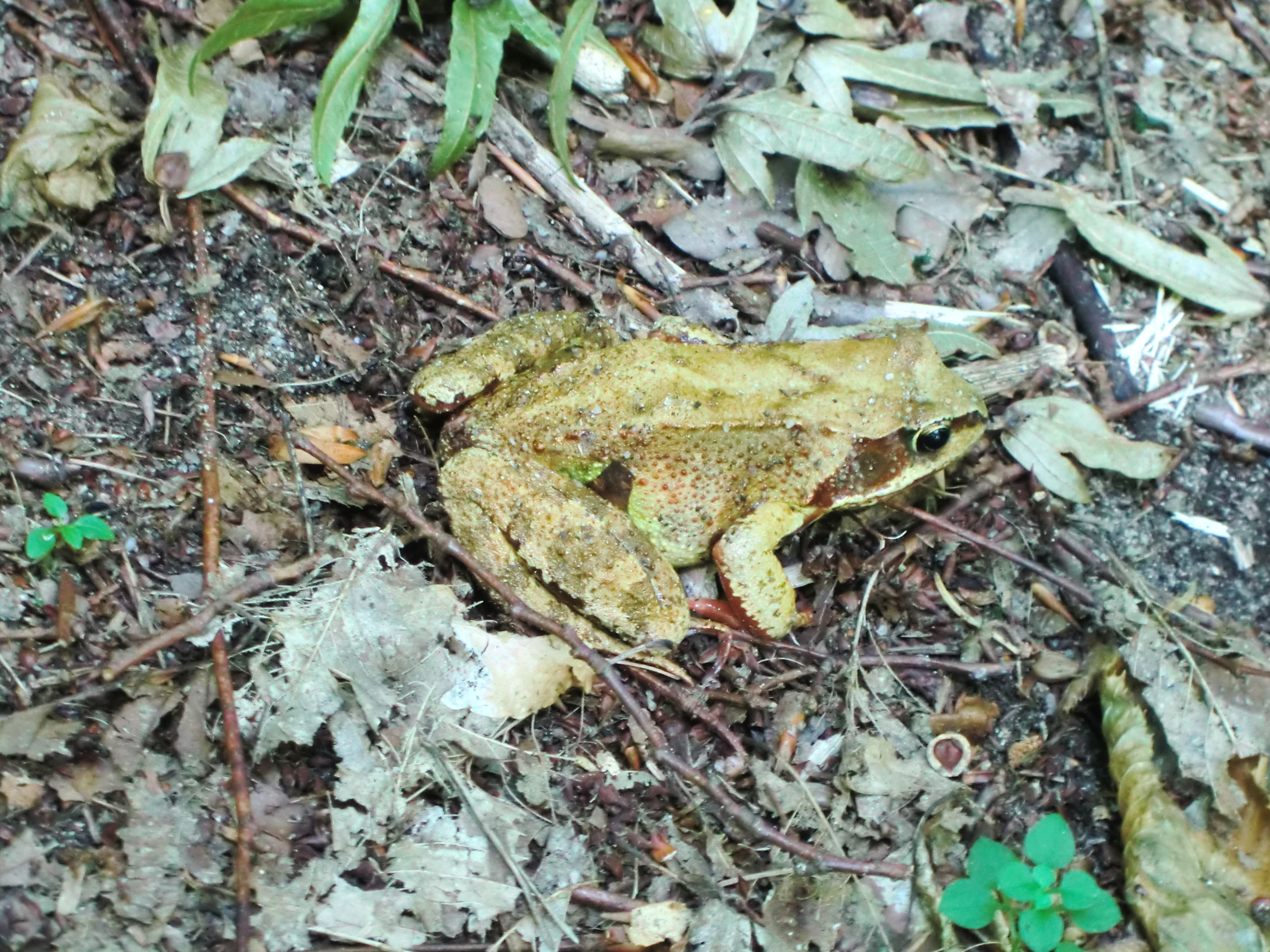
Frosch 2016

Die Dresdner Heide ist geomorphologisch durch Hügel geprägt, die sich durch Dünenanwehungen des Sandes oder durch unterschiedliche Erosion des Granituntergrunds bildeten. Insbesondere die Dünen können Flächen einschließen, sodass Niederungen ohne Abfluss entstanden. Durch den Quelldruck an den Hängen der Niederungen sind diese mitunter durchwässert, ohne dass es eine oberflächliche Speisung durch ein Gewässer gibt (Niederungsquellmoor). Von den ursprünglich verteilten Niedermooren in der Dresdner Heide ist nur das Saugartenmoor erhalten geblieben. Dort befindet sich noch die typische Vegetation der Moore, also Arten der Torfmoose und Binsen. Einzelne Arten an diesem Standort sind der Kleine Wasserschlauch oder das Weiße Schnabelried.
Die Lichtungen gehen teilweise auf Niederungen und ursprüngliche Moore zurück. Sie sind deshalb geprägt von eher für Norddeutschland typischen Nasswiesen mit hoher Artenvielfalt. Auf den Wiesen wachsen unter anderem der geschützte Rundblättrige Sonnentau und das Große Haarmützenmoos.

### Fauna
Während für große Säugetiere die Dresdner Heide als Gesamtheit Lebensraum ist, finden Arten der Avi- und Herpetofauna weitaus kleinräumigere Habitate vor allem in den feucht-moorigen Niederungen und den Tälern (vgl. Flora).

#### Säugetiere
In der Dresdner Heide kommen Rotfuchs, Dachs, Marder, Wiesel, Hase, Igel und Eichhörnchen vor. Neben Rothirsch, Reh und Wildschwein wurde in jüngster Zeit zunächst ein nennenswerter Bestand an Wildschafen (Mufflons) aufgebaut, der jedoch bis zum Jahr 2013 durch Jäger wieder ausgerottet wurde. Zudem war die Heide zwischen 1893 und 1945 von einem Maschendrahtzaun mit selbstschließenden Toren und Türen umgeben, um in angrenzenden Gebieten Wildschäden zu vermeiden. So wird der Bestand durch geregelten Abschuss in Grenzen gehalten.
Die Gefangennahme des letzten Bären erfolgte 1612 im Bereich der Jungen Heide, wenig später fand der vorläufig letzte Wolf den Tod. 2019 wurde erneut ein Wolfsrudel in der Heide nachgewiesen. Über einen Zeitraum mehrerer Jahrhunderte war die Heide extrem wildreich. Jäger reduzierten den Bestand zu Beginn des 19. Jahrhunderts aus forstwirtschaftlichen Gründen recht drastisch.
Nennenswert sind kleinere Populationen verschiedener Fledermausarten, zum Beispiel die Kleine Hufeisennase. Diese finden Habitate in Baumhöhlen, Steinbrüchen und Felsspalten. Die Prießnitz und ihre Aue ist Lebensraum für Fischotter.

#### Vögel
Die Prießnitz bietet einen besonderen Lebensraum für Wasseramsel, Eisvogel und Gebirgsstelze. Das Vorkommen des Schwarzspechts begünstigt die Lebensbedingungen der Hohltaube, die die Höhlen des Spechts im Folgejahr nachnutzt, aber auch der Fledermäuse. Außerdem finden sich Kleiber, Gartenbaumläufer und Waldlaubsänger.

#### Reptilien, Frösche und Fische

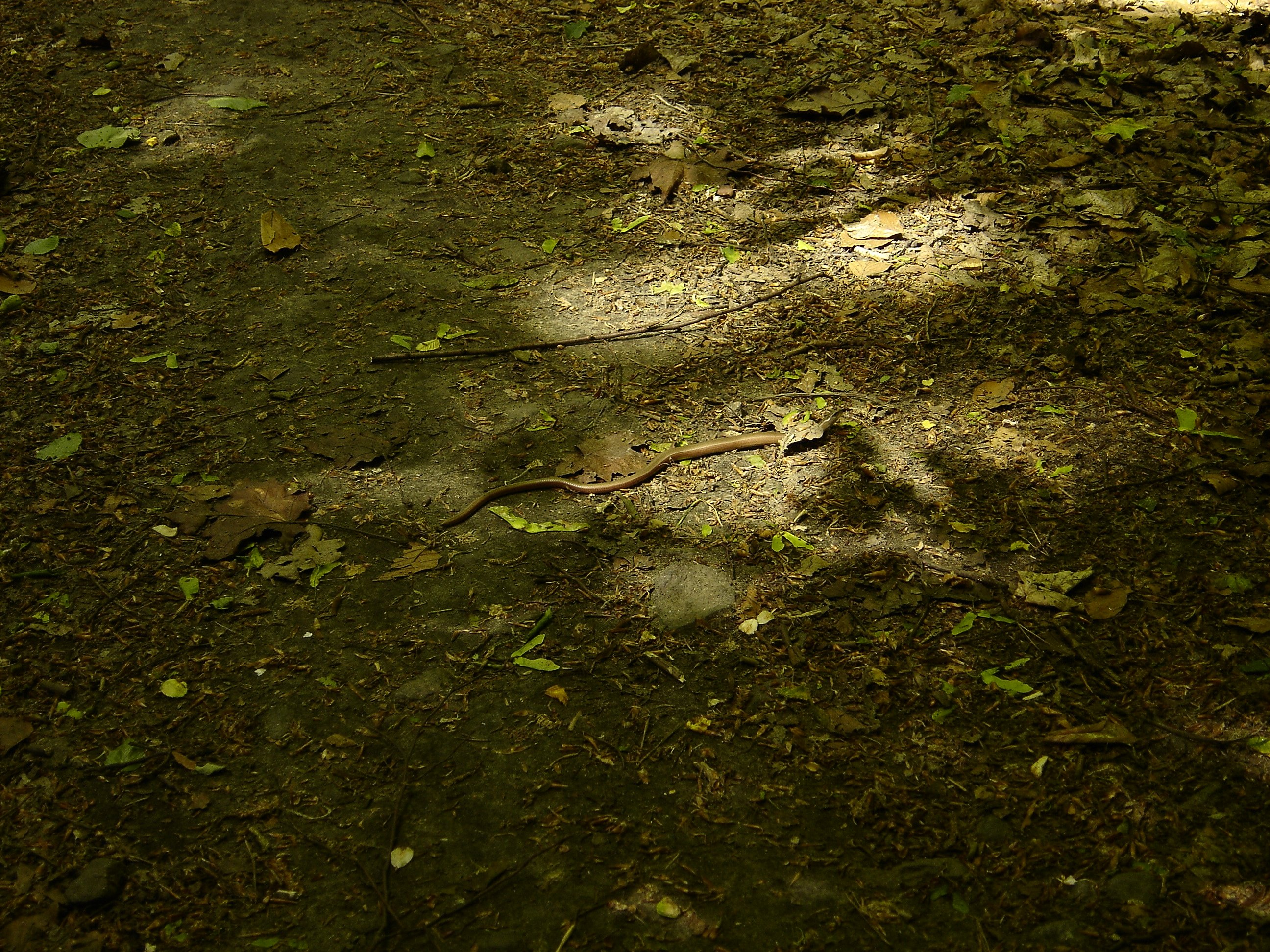
Eine Blindschleiche beim Sonnenbad in der südlichen Dresdner Heide

Häufig vorkommende Arten in der Dresdner Heide sind Blindschleichen und Erdkröten. Durch die teils wenig ausgeprägte Strauchschicht finden wechselwarme Arten genug sonnige Stellen am Boden vor. In den feuchten Niederungen und Tälern kommen die geschützten Waldeidechsen, Gras- und Springfrösche vor. Auf den Wiesen ist die Ringelnatter anzutreffen. Im und am Olterteich gibt es daneben noch Teichfrösche und -molche.
Als Teil der Ichthyofauna seien hier noch die stark gefährdeten Fischarten Bachneunauge und Groppe in der Prießnitz erwähnt.

#### Wirbellose
Für wirbellose Tiere stellen die moorartigen Gebiete, Auenflächen und Nasswiesen die wichtigsten Habitate. Dort finden sich verschiedene Libellenarten, so die Zweigestreifte Quelljungfer, die Grüne Flussjungfer, die Große Moosjungfer, die Gebänderte Prachtlibelle und die Blauflügel-Prachtlibelle. Auf den Wiesen konnten besondere Falterarten wie der Kaisermantel, der C-Falter, der Braunkolbige Braun-Dickkopffalter, der Dunkle Wiesenknopf-Ameisenbläuling und da, wo Espen am Waldrand eine Nahrungsquelle für die Raupen bilden, auch Kleine Schillerfalter nachgewiesen werden. In den Laubwaldbereichen kommen Faulbaum-Bläuling und Waldbrettspiel, in den moorartigen Bereichen auch der seltene Helle Wiesenknopf-Ameisenbläuling vor. In den Buchenwaldgebieten konnte der Haarschildige Halsbock, der als Bockkäfer auf Alt- und Totholz angewiesen ist, gefunden werden.

### Schutz
Die Heide ist fast auf ihrer gesamten Fläche seit dem 27. März 1969 ein Landschaftsschutzgebiet. Unter Schutz standen zunächst insgesamt rund 5876 Hektar in der Dresdner und der Jungen Heide. Mit Wirkung vom 19. Februar 2008 wurde das LSG auf 6133,2 Hektar ausgedehnt. Davon liegen etwa 6067 Hektar auf Dresdner Territorium. Möglich wurde die Vergrößerung dadurch, dass ehemals militärisch genutztes Gebiet einer zivilen Nutzung zugeführt wurde.

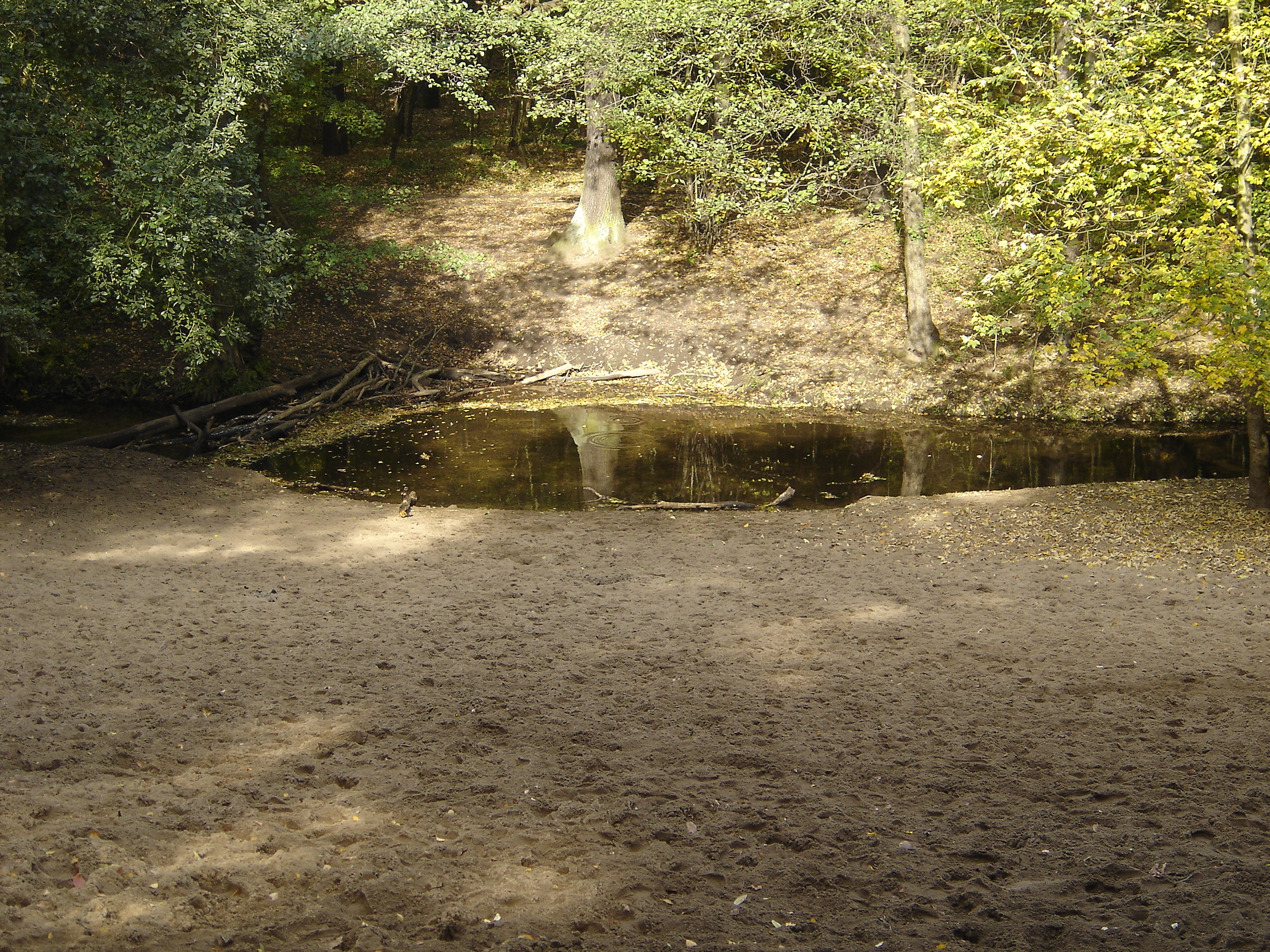
Künstliche Aufstauung als Maßnahme der Fließverlangsamung im FFH Prießnitzgrund. Erkennbar ist die dichte Abfolge unterschiedlicher Boden- und Lichtverhältnisse

Der Prießnitzgrund mit seinen besonderen Standorten ist als Fauna-Flora-Habitat ausgewiesen. Dieses Gebiet durchläuft die gesamte Dresdner Heide von Osten her im Bogen des Flussverlaufes bis zum Prießnitztalviadukt (Carolabrücke der Stauffenbergallee) im Südwesten. Es erfasst den Fluss, die Talsohle und die unterschiedlich ausgeprägten Hänge und Teile der Nebentäler. Schutzziele sind dort der Erhalt naturnaher Fließgewässerabschnitte, der Bruchwälder, Torfmoor-Schlenken und Staudenfluren sowie die Bewahrung der Habitate für gefährdete Arten der Fauna. Speziell auf den Fluss bezogen gehen dafür Maßnahmen der naturnahen Ufergestaltung, Verlangsamung und Durchlässigkeit einher. Im Umfeld werden monokulturelle Forstgebiete naturnaher umgestaltet. Die Grünlandbereiche müssen durch eine extensive Bewirtschaftung erhalten werden (jährlich alternierende stückweise Mahd als Gegenmaßnahme gegen Verstaudung). Bezogen auf die Naherholungsfunktion der Dresdner Heide wird eine Vermeidung der weiteren Freizeitnutzung des Gebietes als Schutzmaßnahme genannt.

### Naturdenkmale
In der Dresdner Heide gibt es 17 Naturdenkmale. Fünf davon liegen vollständig oder teilweise im FFH Prießnitzgrund. Dreizehn der Denkmale beziehen sich auf Flächen mit besonderen Artenvorkommen der örtlichen Fauna und Flora und drei beziehen sich auf Einzelbäume oder Baumgruppen.
| Die 17 Naturdenkmale in der Dresdner Heide und ihre Lage, Fläche und Kurzbeschreibung | Die 17 Naturdenkmale in der Dresdner Heide und ihre Lage, Fläche und Kurzbeschreibung | Die 17 Naturdenkmale in der Dresdner Heide und ihre Lage, Fläche und Kurzbeschreibung | Die 17 Naturdenkmale in der Dresdner Heide und ihre Lage, Fläche und Kurzbeschreibung | Die 17 Naturdenkmale in der Dresdner Heide und ihre Lage, Fläche und Kurzbeschreibung |
| Nummer                                                                                | Bezeichnung                                                                           | Lage | Fläche in ha                                                                          | Kurzbeschreibung und Schutzziel |
| ------------------------------------------------------------------------------------- | ------------------------------------------------------------------------------------- | --- | ------------------------------------------------------------------------------------- | --- |
| ND 1                                                                                  | Buchenaltholz am Eisenbornbach                                                        | Revier Bühlau, Abteilung 68, am Eisenbornbach | 1,7                                                                                   | naturnahe Waldgesellschaft mit hohem Altbuchenanteil, letztes Vorkommen der Hohltaube (Columba oenas) in der Dresdner Heide |
| ND 2                                                                                  | Oberer Stechgrund                                                                     | Revier Bühlau, Abt. 29, östlich des HG-Weges am Mordgrundwasser | 0,5                                                                                   | Bruchpflanzenbestand, z. B. Vorkommen der Drachenwurz (Calla palustris), südliche Verbreitungsgrenze des Sumpffarnes (Dryopteris thelypteris) |
| ND 3                                                                                  | Ullersdorfer Dorfwasser                                                               | Revier Ullersdorf, Abt. 9, westlich des Nachtflügelweges am Dorfwasser | 5,0                                                                                   | Quell- und Bachflurflora mit submontanem Einschlag; z. B. Berg-Ehrenpreis (Veronica montana) als botanische Seltenheit |
| ND 4                                                                                  | Altarme der Prießnitz                                                                 | Teilgebiet 1: Revier Ullersdorf, Abt. 42, 800 m von der Heidemühle flussaufwärts nördlich des Prießnitztalweges, Teilgebiet 2: Revier Hofewiese, Abt. 201, 200 m von der Heidemühle flussabwärts zwischen Prießnitztalstraße und Prießnitz | 3,0                                                                                   | Refugium einstmals in der Prießnitz verbreiteter Pflanzen- und Tierarten beschatteter saurer mesophiler Gewässer, z. B. Wasserfeder (Hottonia palustris), Berchtolds-Laichkraut (Potamogeton berchtoldii) |
| ND 5                                                                                  | Saugartenmoor                                                                         | Revier Klotzsche, Abt. 203, 200 m von der alten Säule am Saugarten | 2,4                                                                                   | letztes von einstmals mehreren in der Dresdner Heide vorkommenden Mooren, wertvolles Zeugnis der Landschafts- und Kulturgeschichte und Erhaltungsgebiet für Pflanzen und Tiere der Feuchtbiotope, Zwischenmoor mit stellenweisen Übergängen zum Hochmoor mit typischer Hochmoorflora, Torfmoos-Bultenzone als Schwingdecke ausgebildet mit Insektivoren, z. B. Rundblättriger Sonnentau (Drosera rotundifolia) und Weißes Schnabelried (Rhynchospora alba), moorspezifische Arten weniger Arthropodengruppen |
| ND 6                                                                                  | Prießnitz-Wasserfall und Uferhänge                                                    | Revier Klotzsche, Abt. 233, 500 m nordöstlich des Waldbades Klotzsche | 2,1                                                                                   | Prießnitz-Wasserfall, pleistozänes epigenetisches Durchbruchstal im Lausitzer Granodiorit, auf den Felspartien Vorkommen der Teufelsklaue (Huperzia selago) als seltene Charakterart der Berg-Nadelwälder in hier bemerkenswert niedriger Höhenstufe, auf dem linksseitigen Hang einziger Standort des Christophskrautes (Actaea spicata) in der Dresdner Heide |
| ND 7                                                                                  | Böses Loch                                                                            | Revier Klotzsche, Abt. 203, südlich der Alten Eins | 2,2                                                                                   | größtes Vorkommen des geschützten Keulenbärlapp (Lycopodium clavatum) in der Dresdner Heide, außerdem montan-atlantische Arten (Hain-Gilbweiderich [Lysimachia nemorum]) und Arten der Erlenbrüche (Wiesen-Reitgras [Calamagrostis canescens]) |
| ND 19                                                                                 | Oltersteine                                                                           | Junge Heide, Revier Klotzsche, Gemarkung Dresden-Wilschdorf, zwischen Oltersteinweg und Am Weinberg, direkt nördlich von ND 25 | 0,1                                                                                   | tertiäre Knollensteine, windgeschliffener Braunkohle-Quarzit |
| ND 24                                                                                 | Rehwiese Bühlau                                                                       | An der Alten Zwei, nördlich der Bühlauer Waldgärten | 0,7                                                                                   | von einem Bach durchflossene binsen- und seggenreiche Nasswiese mit Rundblättrigem Sonnentau (Drosera rotundifolia) und Natternzungenfarn (Ophioglossum vulgatum) |
| ND 25                                                                                 | Olterteich                                                                            | Junge Heide, Revier Klotzsche, Gemarkung Dresden-Wilschdorf, an Kleingartenanlage zwischen Am Olter und Oltersteinweg | 1,6                                                                                   | Teich und Quellsumpf in der Jungen Heide mit reicher Wasserpflanzenflora, Laichgewässer für Amphibien |
| ND 32                                                                                 | Rotkiefer                                                                             | Revier Ullersdorf, Abt. 4363 | –                                                                                     | Einzelbaum, Waldkiefer (Pinus sylvestris) |
| ND 41                                                                                 | Waldbestand Neuländer Straße                                                          | Gemarkung Dresden-Trachau, Neuländer Straße | 3,7                                                                                   | Sandmagerrasen mit Bergjasione (Jasione montana), übergehend in einen naturnahen Eichen-Kiefernwald, Grasnelkenflur |
| ND 47                                                                                 | Kurwiese Klotzsche                                                                    | Im Heiderandbereich östlich Klotzsches, Nähe Kretzschelgrund | 3,4                                                                                   | binsen- und seggenreiche Nasswiese, die von einem Bach durchflossen wird, Vorkommen von Gras- und Springfrosch, Erdkröte, Wald- und Zauneidechse, Blindschleiche und Ringelnatter |
| ND 48                                                                                 | Steinbruch am Mordgrund                                                               | Nördlich der Mordgrundbrücke am Mordgrundweg | 0,9                                                                                   | ehemaliger Granodioritbruch mit Stollen als potentielles Fledermausquartier |
| ND 60                                                                                 | Linden am Augustusweg                                                                 | Junge Heide, am südlichen Heiderand westlich der Radeburger Straße | –                                                                                     | Baumgruppe, Winterlinde (Tilia cordata) |
| ND 72                                                                                 | Rieseneiche im Sauerbusch                                                             | Am Ostrand des Sauerbuschs, nördlich von Heidehof | –                                                                                     | Baumgruppe, Stieleiche (Quercus robur), Brusthöhenumfang von 6,60 m (2016). |
| ND 108                                                                                | Rotbuche Dresdner Heide                                                               | Revier Langebrück, Abt. 109 | –                                                                                     | Rotbuche (Fagus sylvatica) |

## Nutzung

### Forstwirtschaft

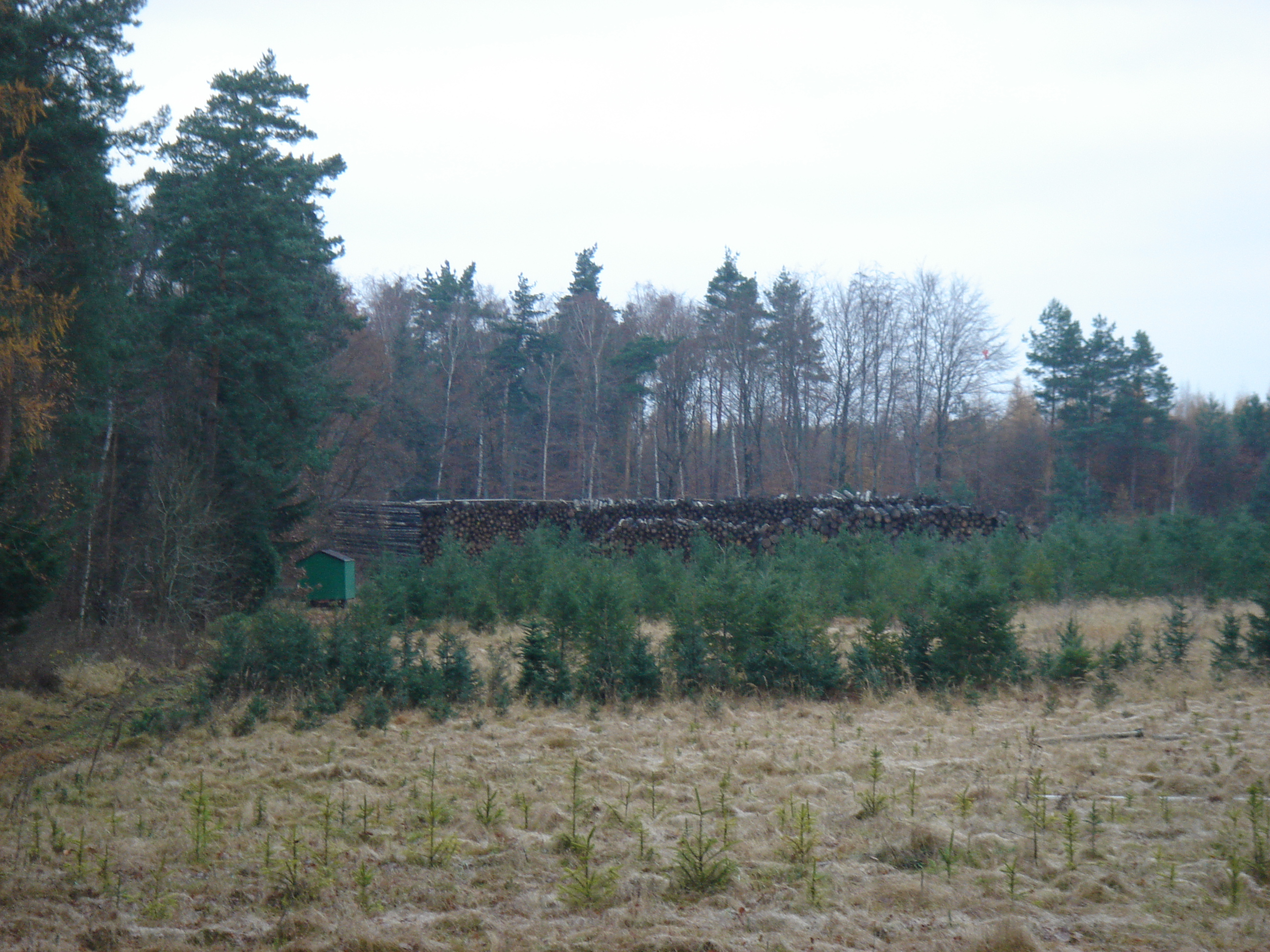
In der Forstbaumschule am HG-Weg zwischen Weißem Hirsch und Heidemühle

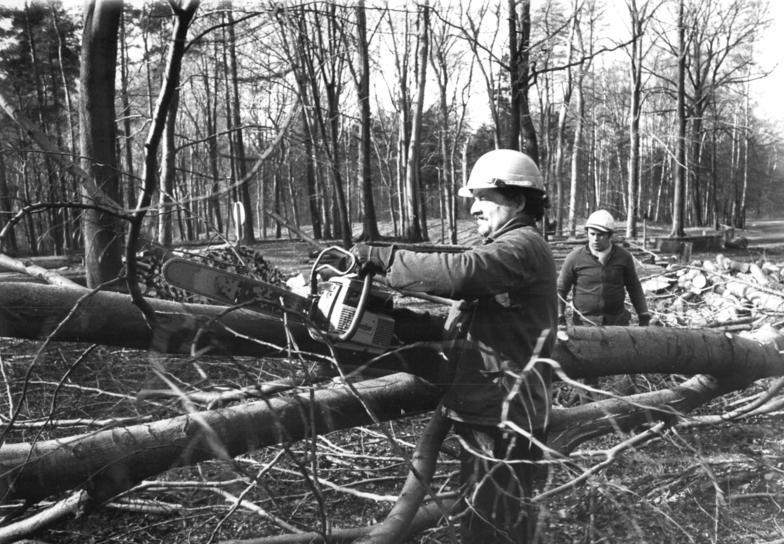
Forstarbeiten im Jahr 1982

Die Dresdner Heide wird bereits seit Jahrhunderten als Forst genutzt. Die erstmalige Erwähnung eines zuständigen Oberförsters erfolgte bereits 1447, die des Forstamtes selbst 1484. Die erste Forstordnung datiert aus dem Jahre 1543. Der Wunsch nach effektiverer Bewirtschaftung machte im Laufe der Jahre die Anlage verschiedener Wegenetze nötig. Das 1832 von Johann Heinrich Cotta eingeführte Schneisensystem ließ weit mehr als 100 je knapp 37 Hektar große Rechtecke, die sogenannten Abteilungen, entstehen, die noch in Gebrauch sind. Besonders nach 1860, im Zuge des allgemeinen forstwirtschaftlichen Aufschwungs in Deutschland, wurden die Waldbestände der Heide durch Saat und Bepflanzung mit überwiegend Nadelgehölzen fachgerecht verjüngt. Begonnen wurde damit, wenn auch weniger erfolgreich und intensiv, bereits 100 Jahre früher mit der Anlage dreier Pflanzgärten. Seit 1958 besteht im Süden der Heide die 16 Hektar große Forstbaumschule, ferner wird ein Holzausformungsplatz in Klotzsche forstwirtschaftlich genutzt. Bedrohungen für den Forst waren neben dem Raubbau in Kriegszeiten regelmäßiger Schädlingsbefall und häufige, durch Funkenflug aus Dampflokomotiven verursachte Waldbrände. Kiefern machen 58 % und Fichten 25 Prozent des Bestandes aus. Der Rest verteilt sich auf Rotbuchen, Stieleichen, Erlen, Birken und Lärchen. Genutzt wird vor allem das Holz selbst sowie Kiefernharz als Grundstoff der Terpentinherstellung. Aufgrund des Borkenkäferbefalls müssen v. a. Fichten gefällt werden. Sie sollen durch Roteichen, Weißtannen, Lärchen und Berg-Ahorne ersetzt werden.
Die zuständigen Revierförstereien befinden sich in Bühlau, Ullersdorf, Langebrück und Klotzsche. Letztere bewirtschaftet auch die Junge Heide, gemeinsam unterstehen sie dem Sächsischen Forstamt Dresden.

### Andere Wirtschaftszweige

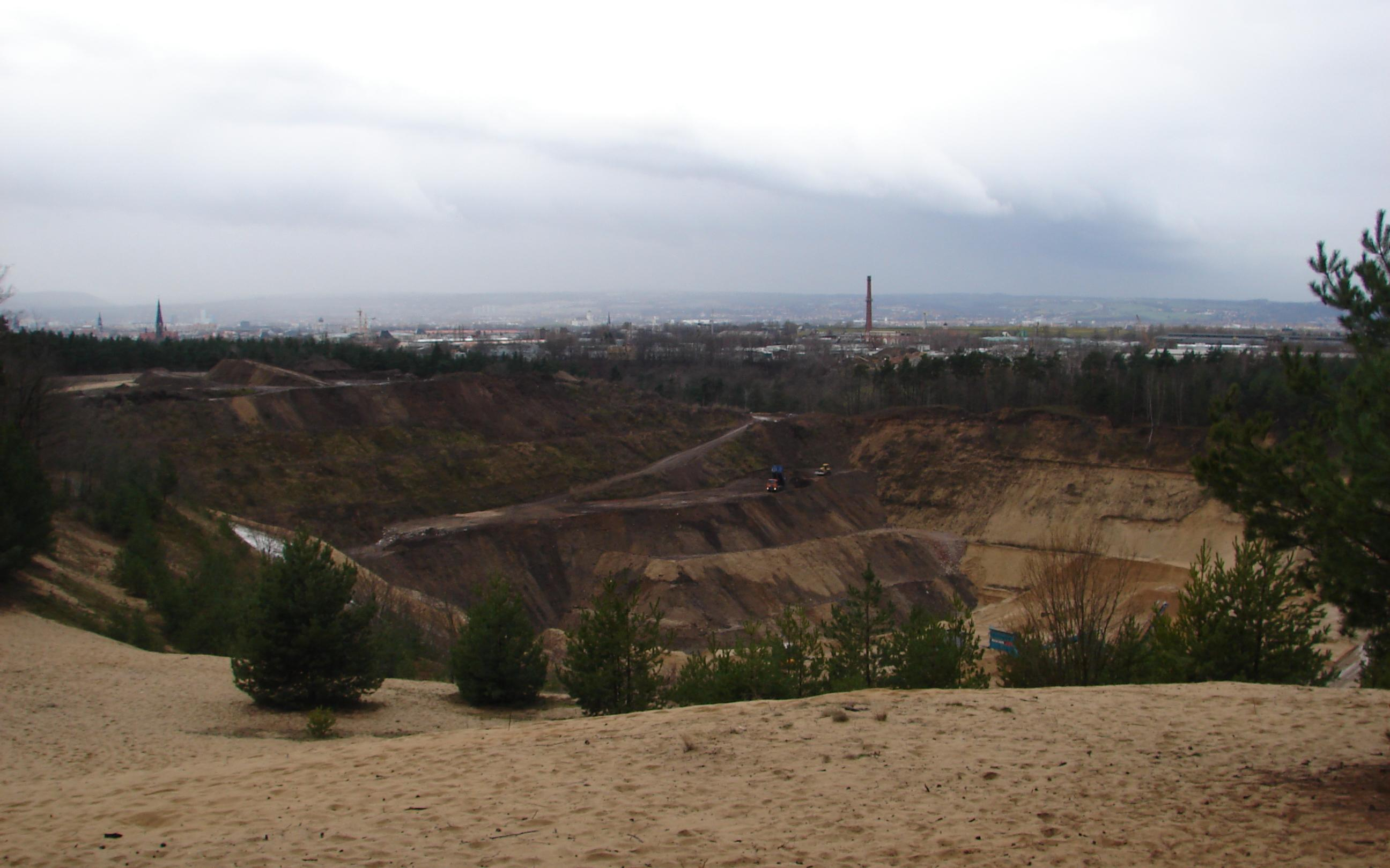
Die große Sandgrube am Kannenhenkel wird an ihrer Südseite mit Bauschutt wieder aufgefüllt. Im Hintergrund links die Türme der Garnison- und Dreikönigskirche sowie der Windberg.

Bereits im 16. und 17. Jahrhundert gab es unterschiedliche Schürfversuche, hauptsächlich im Prießnitzgrund. Sie brachten jedoch keine nennenswerte Ausbeute an Erzen und wurden daher wieder eingestellt. An die recht erfolglose Suche nach Silber und anderen Edelmetallen erinnern noch Namen wie Erzberg, Silberwasser und Bergwerksbrücke.
In der Heide gab es an mehreren Orten Holzkohlemeiler. Noch immer taucht als Flurname der Kohlberg mehrfach auf. Als weitere wichtige Wirtschaftszweige der Heide seien die Zeidlerei (Erzeugung von Honig und Bienenwachs), Vogelstellerei, Fischzucht, Landwirtschaft (Heuernte) und das Hutungswesen genannt. An letzteres erinnern Namen wie Hutungsweg, Stallweg oder Ochsensteig. Besonders die Hutungen, aber auch die Nutzung als kurfürstliches Jagdgebiet und das sogenannte Streurechen, bei dem aufgerechtes Laub von den Bauern in ihren Stallungen als Viehstreu Verwendung fand, schadeten dem Wald. Es existieren mehrere ehemalige Granitbrüche, so im Prießnitzgrund nahe der Breiten Furt und dem Wasserfall oder an der Mordgrundbrücke.
In der Dresdner Heide werden in moderner Zeit Sande und Kiese industriell abgebaut. Eine große Grube befindet sich im Südwesten nahe der Albertstadt. Die ehemaligen Gruben in Klotzsche an der Langebrücker Straße sind entweder geflutet oder werden als Halde genutzt.

### Erholung

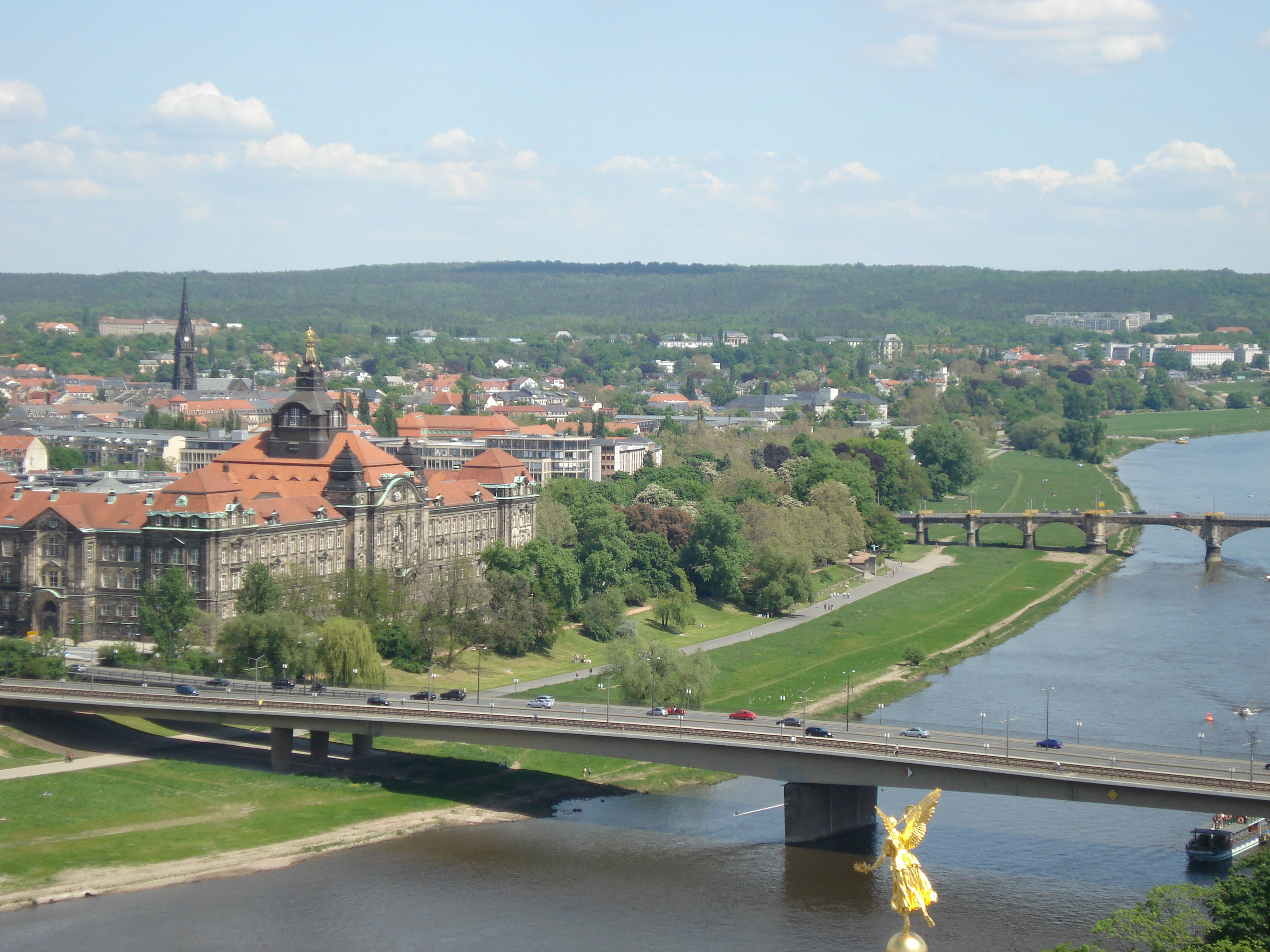
Die Dresdner Heide von der Frauenkirche aus gesehen: Im Vordergrund die Elbe und die Innere Neustadt, dahinter Äußere Neustadt, Albertstadt und Radeberger Vorstadt und schließlich die Dresdner Heide

Im ausgehenden 19. Jahrhundert entdeckten Wanderer, Naturfreunde und Erholungssuchende die Dresdner Heide. Am Rande des Waldgebiets entwickelten sich mehrere Kurorte, zum Beispiel Bad Weißer Hirsch und Klotzsche-Königswald, die zudem Waldparks mit Sportmöglichkeiten, Ruhe- und Konzertplätzen anlegten. Die Heide ist ein ausgedehntes Wandergebiet mit markierten Wegen mehrerer 100 Kilometer Länge. Reit- und Radwege sind ebenfalls vorhanden. Schon früh entstand ein Angebot verschiedener Sportarten, unter anderem Schwimmen und Tennis. Auf dem Gebiet der heutigen Waldgärten befand sich ein Golfplatz. Am Heiderand liegen mehrere Bäder, so das Waldbad Weixdorf, das Waldbad Langebrück und die Ullersdorfer Teiche beziehungsweise Marienbäder mitsamt angrenzendem Naherholungsgebiet bei Weißig. Auf der Fläche des ehemaligen Waldbads Klotzsche steht eine Freizeiteinrichtung, der Kletterwald.

### Militärische Nutzung
Weite Teilgebiete der Dresdner Heide wurden über einen Zeitraum von 150 Jahren intensiv militärisch genutzt. Ab 1827 ließ der Staat ein großes Stück, den heutigen Heller, roden, um Raum für einen Exerzierplatz der Königlich-Sächsischen Armee zu schaffen. Dadurch trennte sich die Junge Heide vom Hauptteil. Ab 1873 wurden die riesigen Kasernenanlagen der Albertstadt in die Heide gebaut und der Wald im Südwesten weit zurückgedrängt. Die Nutzung der an die neuen Gebäude angrenzenden Waldstücke als Schießbahnen erfolgte bis weit ins 20. Jahrhundert hinein. Die Armee ließ Bunker und Munitionsdepots anlegen und ein militärisches Sperrgebiet errichten. Noch befindet sich nahe der Langebrücker Straße bei Klotzsche ein vor allem durch Sportschützen genutzter Schießstand.

### Trinkwasser
Die Anwohner der Dresdner Heide nutzten jahrhundertelang deren Grund- und Oberflächenwasser als Trinkwasser. Bereits um 1476 verband eine Röhrfahrt den Eisenbornbach nahe dem Fischhaus mit dem Augustinerkloster in der Dresdner Neustadt. Das Wasserwerk Saloppe versorgte die Neustadt mit „Heidewasser“. Das Wasserwerk Trachau bezog Wasser aus der Jungen Heide. Die zahlreichen Quellen weisen ebenfalls Trinkwasserqualität auf.

## Geschichte

### Geschichte des Waldes
Ursprünglich war die Dresdner Heide gemeinsam mit Friedewald, Karswald, Harthe, Landwehr, Massenei, Niederforst, Laußnitzer und Königsbrücker Heide Bestandteil des riesigen zusammenhängenden östlichen Grenzwalds zwischen den sorbischen Gauen Nisan und Milska, aus denen sich die Mark Meißen und die Oberlausitz entwickelten. Sie setzte sich anfänglich im Innenstadtbereich Dresdens bis zum Elbufer fort und reichte nahtlos bis in die Lößnitz sowie in Form des Kaditzer Tännichts nach Kaditz. Archäologische Funde, wie bronzezeitliche Flachgräberfelder und Hügelgräber der Lausitzer Kultur sowie jungsteinzeitliche Schnurkeramik, belegen eine sehr frühe Siedlungstätigkeit in diesem Raum. Durch die Besiedlung des Waldgebiets schränkte sich dessen Fläche seitdem fortlaufend ein. Größere Rodungen im Zuge der deutschen Ostsiedlung im 12. und 13. Jahrhundert gaben ihm bereits in etwa seine heutige Gestalt. Allerdings erstreckte sich die Dresdner Heide noch immer weit in die Neustadt hinein, und die Junge Heide war noch nicht isoliert.

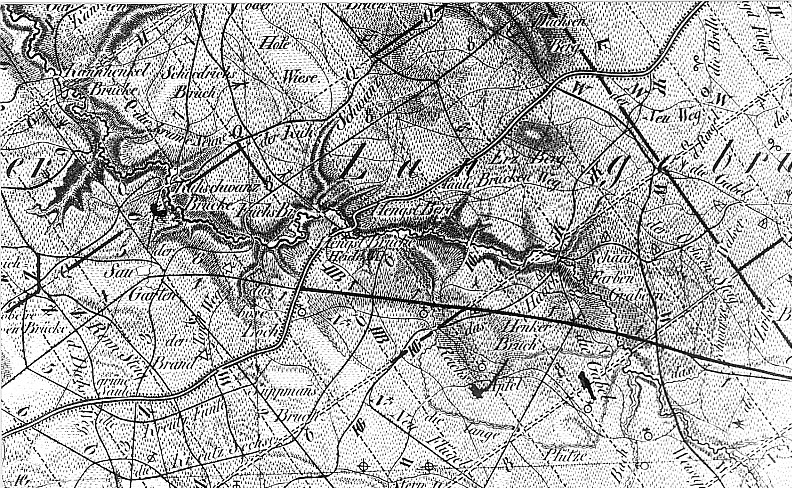
Karte aus dem Jahr 1821 vom Zentrum des Waldgebiets; in der Mitte die Heidemühle, links der Dresdner Saugarten

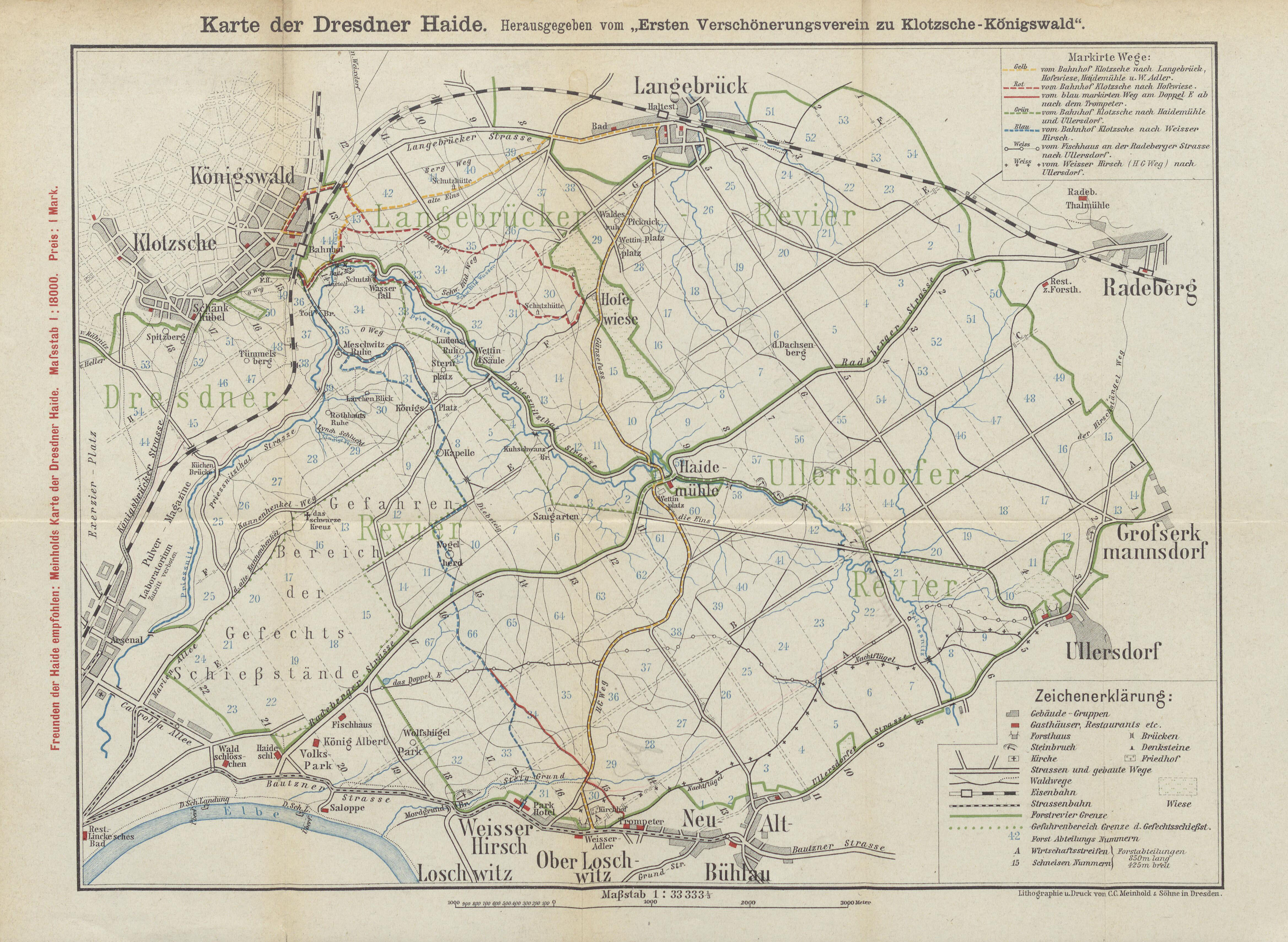
Karte der Dresdner Heide (um 1907/1908)

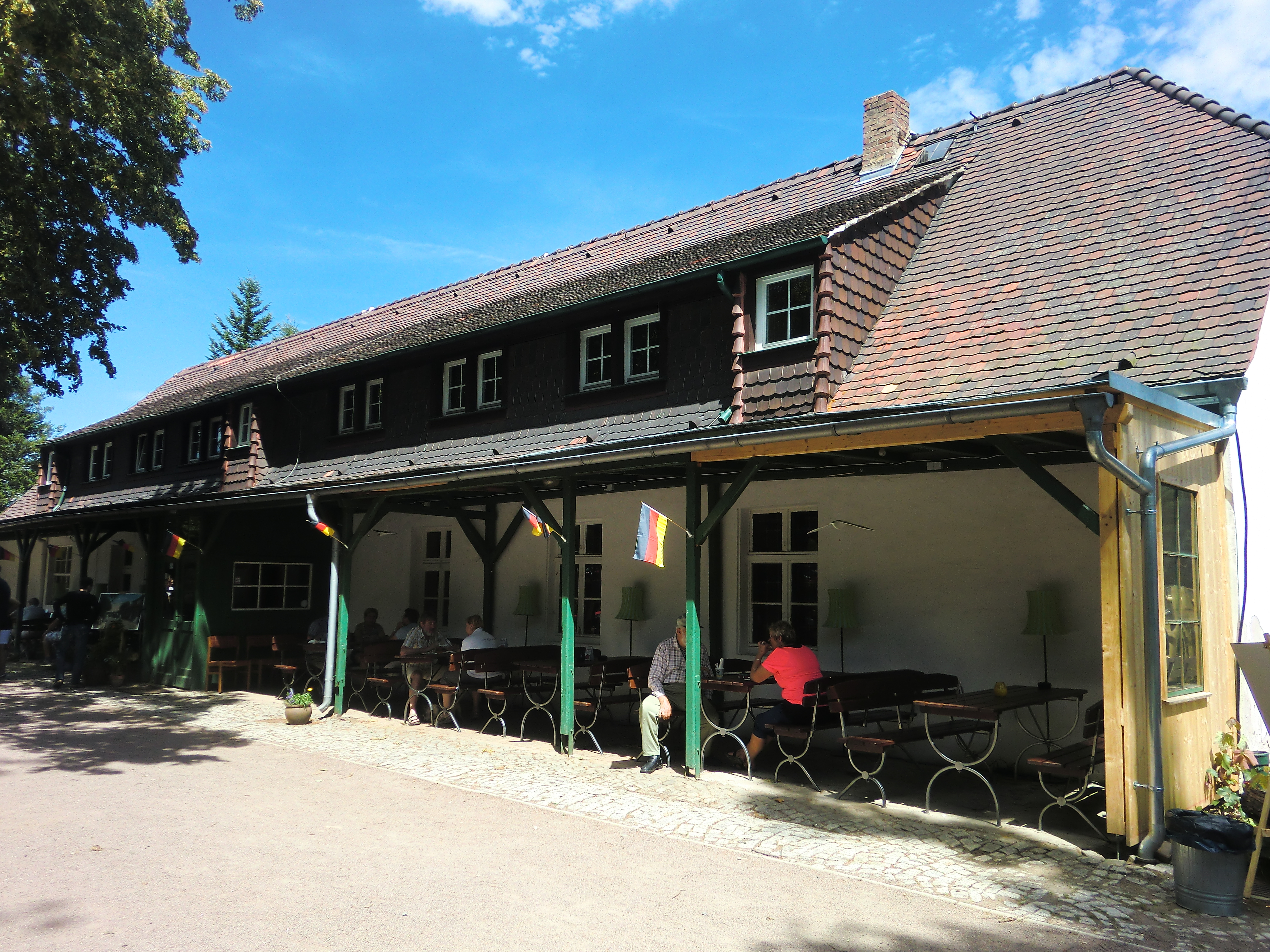
Landgasthof „Hofewiese“ 2016

Die Dresdner Heide war seit 1372 als landesherrliches Eigentum dem Amt Radeberg zugeteilt und diente dem sächsischen Hof ab dem Mittelalter bis zum Ersten Weltkrieg bei der Jagd als Zugang zu einem weitläufigen Revier. Das Jagdschloss Moritzburg konnte von Dresden aus „jagend“ erreicht werden. Von den Jagden in der Heide zeugen die so genannten vier Saugärten. Zwischenzeitlich nutzten Bauern Teile der Heide, wie die beiden Hofewiesen, landwirtschaftlich. Auf den leichten Sandböden verwüsteten solche Standorte jedoch oft und wurden wieder aufgeforstet oder bewaldeten sich erneut. Ab 1484 unterstand die Heide dem Forstamt Dresden. Zu größeren Schäden kam es im Verlauf des Dreißigjährigen Krieges, als feindliche Truppen Teile des Waldes niederbrannten und Dörfer im Umland plünderten. Der Siebenjährige Krieg brachte große Holzverluste durch die preußischen Besatzer. Im Jahre 1831 ging die Heide in den sächsischen Staatsbesitz über, blieb aber Jagdgebiet der Landesherrscher.
Anfang des 19. Jahrhunderts betrug die Fläche der Heide noch über 70 Quadratkilometer, das war das anderthalbfache des aktuellen Bestands. Sie breitete sich im Innenstadtbereich bis über den Bischofsweg aus; die Förstereistraße in der Neustadt ist nach einem damals dort befindlichen Forsthaus am Waldrand benannt worden. Dann aber verkleinerte sich die Heide zunächst allein aus militärischen Gründen um mehr als zehn Quadratkilometer. Großflächige Rodungen sollten ab 1827 einen Exerzierplatz für die Sächsische Armee schaffen und ließen den Heller entstehen. Ab 1873 erfolgte der Neubau von Kasernen im neuen Militärbezirk Albertstadt und verringerte die Fläche der Heide im Südwesten deutlich. Angrenzende Waldgebiete waren zudem viele Jahre lang durch die Nutzung als Schießbahnen unzugänglich. Gegen Ende des 19. Jahrhunderts begannen die damaligen Randbezirke und nördlichen Vorstädte Dresdens zu wachsen. Die Radeberger Vorstadt dehnte sich immer weiter in den Forst hinein aus. Vom Innenstadtbereich aus drängte der Mensch die Heide innerhalb weniger Jahre um zwei Kilometer zurück. Klotzsche wuchs ebenfalls zum Teil auf Kosten des Waldes zu einer Stadt heran. In Radebeul-Ost, Bad Weißer Hirsch, Klotzsche-Königswald und der Radeberger Vorstadt kam es überdies zur Umwandlung weiterer Randgebiete der Heide in Waldparks. Für kleinere Rodungen Anfang des 20. Jahrhunderts in der südlichen Heide ließen die zuständigen Behörden bereits Ausgleichsmaßnahmen vollziehen, so die Neupflanzung eines schmalen Waldstücks bei Liegau um 1910.
Die Trennung zwischen Dresdner und Junger Heide manifestierte sich durch den Ausbau von Verkehrsachsen wie der Radeburger und Königsbrücker Straße sowie durch die Anlage der Sächsisch-Schlesischen Eisenbahn und schließlich die 1937 eröffnete heutige Bundesautobahn 4 noch weiter. In der Zeit des Dritten Reichs zog erneut ein geplanter Autobahnbau diesmal den Nordosten des Waldes in Mitleidenschaft. Hier sollte, in direkter Fortsetzung der heutigen Bundesautobahn 13 vom Dreieck Dresden-Nord aus, die Autobahn Berlin–Dresden–Prag entstehen. Die Rodungen dafür im Gebiet zwischen Radeberg und Heidemühle waren bereits teils vollzogen, doch zum Baubeginn kam es während des Zweiten Weltkrieges nicht. Die Pläne wurden später wieder verworfen und um das Jahr 2000 als Bundesautobahn 17 mit anderer Streckenführung und ohne jegliche Beeinträchtigung der Heide ausgeführt. Die ebenfalls in den 1930er Jahren erwogene Verlängerung der (mittlerweile stillgelegten) Bahnstrecke Dürrröhrsdorf–Weißig entlang des Prießnitzgrundes – quer durch die Dresdner Heide – blieb im Planungsstadium. Seither wurde die Fläche des Waldgebiets nicht mehr durch Großbauwerke verringert.
Die Dresdner Heide gehört seit ihrer Eingemeindung am 4. März 1949 zum Stadtgebiet Dresden. Im Jahre 1967 wurde sie zum Sonderforst und Naherholungsgebiet erklärt und steht seit 1969 flächendeckend unter Landschaftsschutz. Inzwischen ist durch die forstwirtschaftliche Nutzung nahezu keine Fläche der Heide mehr „ursprünglich“. Noch immer sind Teile des Waldes als Folge der ehemaligen militärischen Nutzung oder der Anlage von Verkehrsbauwerken unzugänglich.

### Geschichte des Wegenetzes
Die Dresdner Heide weist ein sehr komplexes System historischer Wege auf. Deren Anlage geschah in verschiedenen, voneinander recht klar abgrenzbaren Epochen. Bereits in vorgeschichtlicher Zeit existierten Pfade durch den Wald, die die nachgewiesenen jungstein- oder bronzezeitlichen Siedlungsstellen miteinander verbanden. Zu einem zunächst unregelmäßigen System kamen nacheinander ein stern- und ein gitterförmiges Netz hinzu.

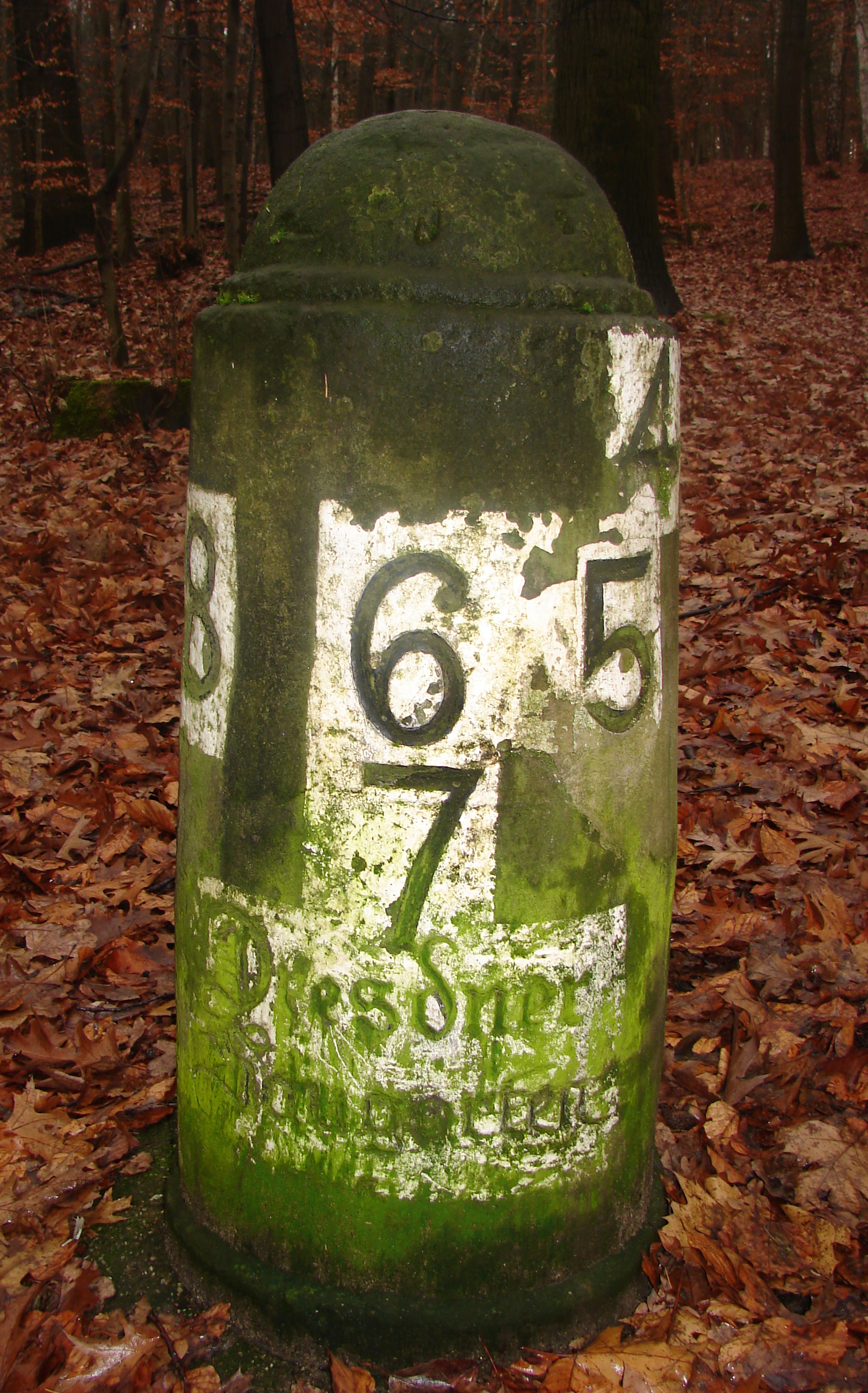
Die Wegesäule im Dresdner Saugarten ist der Mittelpunkt des um 1560 angelegten Sternflügelsystems. Hier trafen acht Flügelwege aufeinander.

Die frühesten, teils noch erhaltenen Strecken waren zumindest spätmittelalterliche Verkehrswege und hießen meist Steige. Dazu zählen beispielsweise der Kolmische und Tarische Weg zwischen Dresden und den nördlich davon gelegenen Dörfern sowie alte, außerhalb des sumpfigen Auenlandes angelegte Querverbindungen parallel zur Elbe, die Dresden im Norden umgingen, wie Rennsteig und Diebsteig. Insgesamt verliefen sie zwar grob in eine gewisse Richtung, waren aber oft sehr kurvig und nahmen Rücksicht auf das Gelände. Einige von ihnen werden noch als Hauptverkehrswege genutzt, so die Radeberger Land-, die Bautzner und die Königsbrücker Straße.
Um 1560 erschuf der Leipziger Mathematikprofessor Johannes Hommel (Humelius) unter Kurfürst August nach Kompass und zu Jagd- und Vermessungszwecken ein Sternflügelsystem. Es war 1589 in der ersten Heidekarte überhaupt von Matthias Oeder vermerkt. Sein Zentrum befindet sich im früheren Dresdner Saugarten in der Mitte der Heide. Von dort gingen im Abstand von jeweils 45 Grad acht Hauptachsen, sogenannte Hellen, aus, derer vier in etwa in die Haupthimmelsrichtungen wiesen. Diese Flügel waren im Uhrzeigersinn durchnummeriert, beginnend mit 1 im Osten. Die Achse 4 zeigt genau nach Südwesten auf den Hausmannsturm des Dresdner Schlosses, der als ideeller Mittelpunkt des Landes damals wichtig für die Orientierung und Anpeilung war. Fünf konzentrische, achteckige Ringwege, die man als Kreuz 2 bis Kreuz 6 bezeichnete, umgaben das Zentrum. An den Kreuzungen mit den Sternflügeln knickten sie jeweils 45 Grad ab. Schon vor 1735 wurden diese sogenannten Rundungen nach außen um einen kompletten (Kreuz 7) und einen halben Ring (Weg 8) erweitert, allerdings gingen schon früh die drei innersten Ringe verloren, die anderen vier blieben jedoch erhalten. Von allen Sternflügeln sind mehr oder weniger große Teile übrig, die als Alte 1 bis Alte 8 bezeichnet werden. Im Zentrum dieses sogenannten Hellensystems steht eine Steinsäule mit den Zahlen 1 bis 8. Im nahen Moritzburg befindet sich eine vergleichbare Anlage, in deren Zentrum das Hellhaus steht.
Heinrich Cotta, der Gründer der Forsthochschule in Tharandt, reformierte um 1832 das Wegesystem. Dies hatte forstwirtschaftliche Ursachen. Er legte parallele und geradeaus verlaufende neue Flügel an, die voneinander 200 Ruten (etwa 860 Meter) entfernt sind. Ihre Breite beträgt indes zwei Ruten, also 8,60 Meter, und bezeichnet waren sie von A im Südosten bis M bei Radebeul. Den Flügel D ließ Cotta aus, da sich in seinem Bereich die Radeberger Landstraße befindet. Im rechten Winkel dazu entstanden von Ost nach West durchnummerierte Schneisen, derer 20 im Territorium der eigentlichen Dresdner Heide liegen und weitere, bis hin zur Nummer 29, in der Jungen Heide. Dieses System wird forstwirtschaftlich genutzt.
In späterer Zeit, während des 19. Jahrhunderts, entstanden weitere Waldwege nach den Bedürfnissen der sächsischen Armee und der Naherholung. In den 1970er Jahren wurden im Zuge der Deklarierung der Heide als Landschaftsschutzgebiet neue Wanderwege und Markierungen geschaffen. An Rastplätzen erfolgte ferner die Aufstellung von Bänken und Schutzhütten. Mit der Lausitzer Schlange quert ein Fernwanderweg die Dresdner Heide.

#### Wegzeichen
Es hat sich in der Heide ein historisches Wegzeichennetz erhalten, dessen eigenartige Symbolik sich sehr von heutigen Wanderwegzeichen unterscheidet. Dazu entrindeten Ortskundige stückweise die Bäume, schnitten Symbole ein und malten diese rot aus. Dies geschah wahrscheinlich erstmals im 12. oder 13. Jahrhundert und daraus entwickelte sich der Beruf des Waldzeichenschneiders. Aus den amtlich-kursächsischen Vermessungsunterlagen, deren Erstellung Kurfürst August im 16. Jahrhundert anordnete, geht ein Waldzeichenwesen hervor, das sich zu diesem Zeitpunkt auf dem Zenit seiner Entwicklung befand.

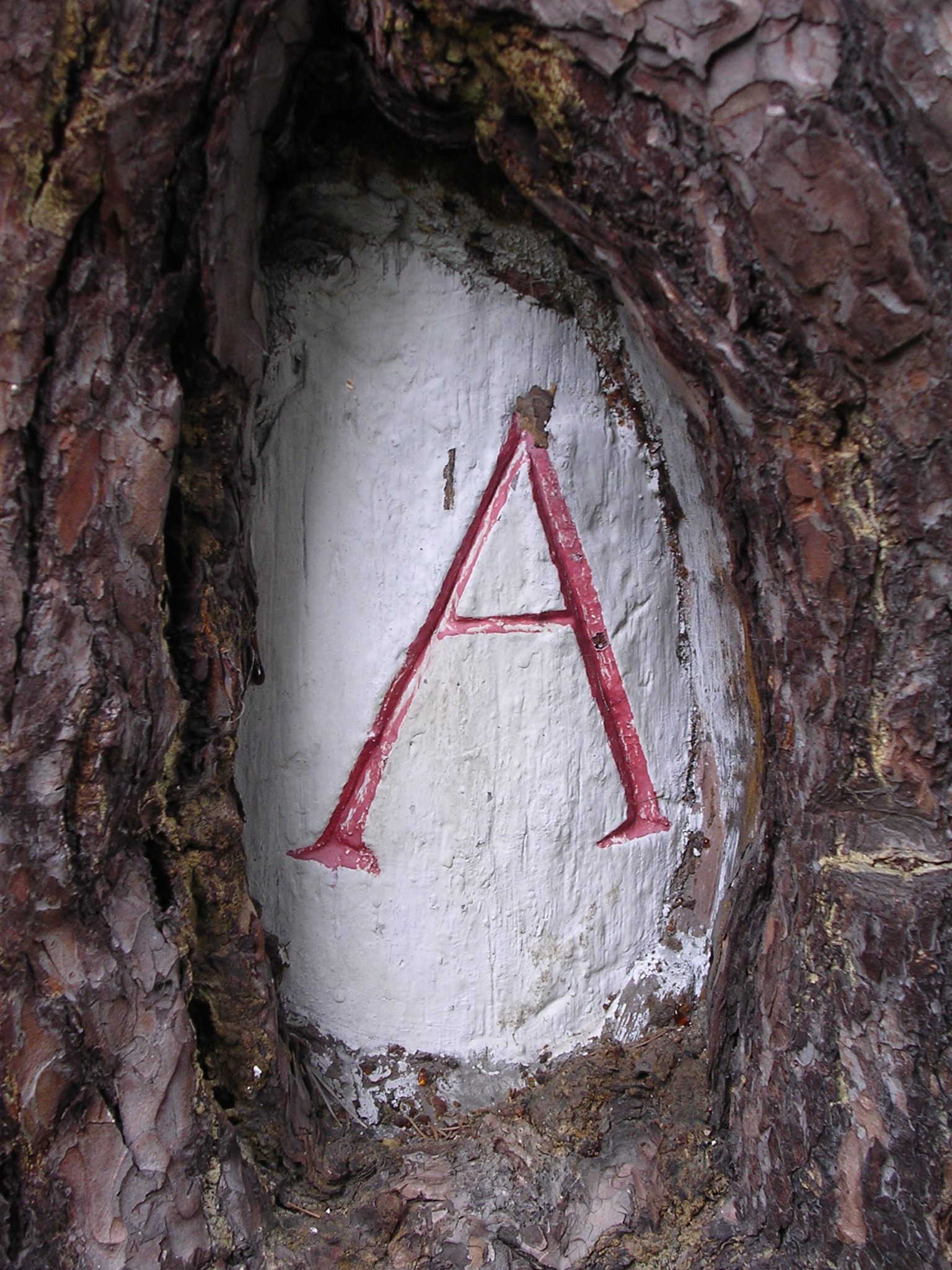
Geschnittenes Wegzeichen am Cottaschen A-Flügel in der Nähe von dessen Kreuzung mit dem Nachtflügel im Südosten der Dresdner Heide

Die mittelalterlichen Netze wurden später kartografiert und zu forstwirtschaftlichen und jagdtechnischen Zwecken mittels spezieller neuer Zeichen teils ausgebaut, so im 18. Jahrhundert mit Hilfe des Radeberger Waldzeichenschneiders Gottfried Hanicke. Somit besaß die Dresdner Heide mit alleine 124 roten Zeichen das größte, aber auch uneinheitlichste Zeichennetz in der gesamten Umgebung. Während im Friedewald, in der Laußnitzer Heide, um Königstein und im Tharandter Wald Alphabete und Spiegelalphabete als Wegezeichen dominierten, waren die Zeichen in der Dresdner Heide zu etwa 70 Prozent sehr symbolhaft oder stark abgewandelte Buchstaben. Der Rest bestand aus Buchstaben mit spiegelbildlichem Doppel, einem unvollständigen Alphabet punkteverzierter Buchstaben sowie kleinen Zahlengruppen. Rote Zeichen markierten die Waldwege.
Bis ins späte 18. Jahrhundert existierten außerdem rund 270 schwarze Symbole zur Kennzeichnung spezieller Orte. Dazu zählten Furten, Brücken, Hügel, Brüche, Quellen, markante Bäume, Weggabelungen sowie Bildstöcke und Kreuze. Die schwarzen Zeichen gab es nur jeweils einmal. Sie halfen wegen ihrer Ortskonstanz bei der Definition rechtlicher Dinge wie der Größe von Revieren und Waldhutungen anliegender Dörfer. Das Zusammenspiel roter und schwarzer Zeichen brachte mit seiner gewissen Systematik in einer Zeit ohne Landkarten trotzdem einen hohen Orientierungswert.
Im Laufe der Jahrhunderte erfolgten volksetymologische Deutungsversuche dieser Symbole. Dadurch entstanden die teilweise seltsamen Wegenamen in der Heide, wie Anker, Brille, Gänsefuß, Hütchen, Kreuzringel, Ochsenkopf, Reichsapfel, Schere, Türmchen und Zirkel.
Im 19. Jahrhundert endete der Gebrauch der Zeichen vorerst. Die letzten historischen Waldzeichen entstanden in geschnittener Form um 1890 im südöstlichen Heidegebiet. Zwischen 10 und 20 geschnittener Exemplare sind, halb verwachsen, noch immer an Kiefernstämmen zu sehen. Sie gelten als die einzigen erhaltenen alten Waldzeichen Sachsens. Später im 20. Jahrhundert wurde die Kennzeichnungsweise des historischen Wegenetzes verändert, indem die Zeichen auf weißem Grund lediglich aufgemalt wurden. Um 1980 wurden die Zeichen jedoch von offizieller Seite durch Übermalen oder Auskratzen unkenntlich gemacht. Dagegen erhob die 1985 gegründete „Interessengemeinschaft Dresdner Heide“ Einspruch und bemühte sich um Wiederherstellung der Wegezeichen. Die Zeichen wurden schließlich in historisch angepasster Weise erneuert.
Bedingt durch unterschiedliche Formen der Alterung muss in Abständen von etwa 10 Jahren eine Erneuerung der Zeichen erfolgen. Diese Pflege wird gegenwärtig durch Mitglieder des im Landesverein Sächsischer Heimatschutz verankerten „Arbeitskreises Dresdner Heide“ geleistet, zudem beteiligen sich Privatpersonen und eine Sportgruppe regelmäßig an der Erhaltung. Die alten Wegezeichen der Dresdner Heide finden sich erneut an vielen Baumstämmen wie in Wanderkarten und auf Internetseiten von OpenStreetMap wieder.

## Ausgewählte Wege

### Bischofsweg und Augustusweg
Der Bischofsweg war die spätmittelalterliche Verbindung zwischen dem Bischofssitz auf der Burg in Meißen und der Burg in Stolpen, die nach 1218 der Nebensitz war. Gesichert ist sein Verlauf im Dresdner Stadtgebiet in Ost-West-Richtung vom Elbübergang am Burgward Briesnitz aus etwa über Pieschen und die noch als Bischofsweg bezeichnete Hauptstraße in der Dresdner Neustadt. Nach der Radeberger Vorstadt traf er auf die Bautzner Straße, um dieser über Bühlau zum Karswald zu folgen. Zunächst verlief er also weitgehend außerhalb der heutigen Dresdner Heide, wobei ihn städtischer und bischöflicher Verkehr gemeinsam nutzten. Vermutlich im Zuge der kurfürstlichen Straßenordnung von 1462 erfolgte eine Trennung des weltlichen Wagenverkehrs und des kirchlichen Verkehrs. Der Bischofsweg musste die Bautzner Straße fortan umständlich im Norden über Ullersdorf umgehen. Er verlief wahrscheinlich auf schon vorhandenen Abschnitten des Hämmerchens, Doppel-E und HG-Wegs zur Breiten Furt, wo er die Prießnitz zu queren hatte. Dieser Abschnitt ist nur noch bruchstückhaft erhalten und heißt nicht mehr Bischofsweg, da die nur etwa ein Jahrhundert lang bestehende Umgehung in nachreformatorischer Zeit teilweise rückgängig gemacht wurde. Ab der Breiten Furt nach Ullersdorf hieß er vor 1800 wohl nach seinem vermutlich eine Bischofsmütze darstellenden Zeichen volkstümlich Hakschar. In Ullersdorf verließ er das Heidegebiet und zog nördlich der Bautzner Straße weiter nach Stolpen.
Ein gemeinsames System mit dem Bischofsweg bildete offenbar der Augustusweg, der drei bis vier Kilometer weiter nördlich verlief. Dieser 1624 ersterwähnte Verkehrsweg verband (wohl) Meißen und Stolpen und lässt sich nahezu lückenlos durch die Junge Heide verfolgen. Bemerkenswert ist, dass er fast überall dort, wo er noch als abschnittweise zur Straße ausgebauter Weg verläuft, auch Augustusweg heißt. Der am Weißen Ross in Radebeul beginnende Augustusweg zieht sich als ehemalige Haupt- und Weinbergserschließungsstraße durch Oberlößnitz. Am Ostrand dieses Radebeuler Stadtteils tritt der Augustusweg auf das Gebiet der Jungen Heide über und trifft dort auf die Boxdorfer Baumwiese. Von hier an zieht er sich von West nach Ost durch Hellerberge, nur wenige 100 Meter südlich der Siedlungsgrenze von Wilschdorf und Hellerau, und passiert den „Waldmax“, die Deutschen Werkstätten sowie die Infineon-Chipfabrik, in deren Nähe er endet. Unterbrochen wird der Augustusweg kurz in Höhe der Anschlussstelle Dresden-Hellerau der A 4. Im Bereich des Hellers durchzieht er teilweise waldloses Brachland.

### Auge, Kannenhenkel und Kuhschwanz
Bei diesen drei Wegen handelte es sich wohl um sehr alte Verbindungen Dresdens mit drei nördlichen Nachbarorten. Sie begannen an der deshalb so genannten Prießnitzfurt Drey Stegen des Bischofswegs und sind in ihren südlichen Abschnitten bis auf den teils zur öffentlichen Straße ausgebauten Kannenhenkel nicht mehr vorhanden, da sie von den militärischen Anlagen der heutigen Offizierschule des Heeres überbaut worden sind. Ihre Waldzeichen entstammen dem punktierten Alphabet und lauten nacheinander O, P und Q, was deren gemeinsamen Bezug zueinander verdeutlicht.
Das Auge, auf Grund seines Wegzeichens (ein in seiner Mitte punktiertes O) so oder auch als O-Weg bezeichnet, ist der westlichste der drei Wege. Sein anderer, vermutlich älterer Name lautet Todweg. Es beginnt wegen der großen Sandgrube erst kurz vor seiner Kreuzung mit dem Diebssteig und folgt später dem Osthang des Prießnitzgrundes, um sich an der Lynchschlucht kurz mit dem Kannenhenkel zu vereinen. Dann wendet sich das Auge nach Norden und überquert die Sandbrücke in der oberen Sandschlucht. Weiter geht es, teils als Hohlweg, nach Nordwesten in den Grund der Prießnitz hinab und überquert diese mittels der Todbrücke. Auf der anderen Seite des Baches steigt das Auge unmittelbar südlich des Nesselgrundes wieder an und durchquert den Waldpark Klotzsche. In dem Stadtteil selbst verliert sich seine Spur wieder, da es dort überbaut ist. Jedoch läuft es zuletzt etwa auf Altklotzsche zu.
Der Kannenhenkel, so genannt wegen seines P-förmigen, an eine schmale Kanne mit großem Henkel erinnernden Waldzeichens, hieß im Mittelalter Kollmischer Weg. Dieser Name leitet sich wohl von Kulm ab, ein altes deutsches Wort für Berg. Er führt von der Dresdner Innenstadt nach Langebrück und wurde im 20. Jahrhundert in weiten Abschnitten zu einer Forststraße (Gebauter Kannenhenkel) ausgebaut, die auch einige seiner alten Abschnitte, fortan Alter Kannenhenkel genannt, umging. Er durchläuft als Marienallee die Graf-Stauffenberg-Kaserne und passiert nacheinander die Sandgrube, das Schwarze Kreuz (katholisches Gebetskreuz, bereits um 1572 urkundlich erwähnt als Drebisch Kreuz) und den Königsplatz, um dann per Kannenhenkelbrücke die Prießnitz zu überqueren. Danach umgeht er nördlich die Langebrücker Hofewiese und erreicht Langebrück als Waldstraße.

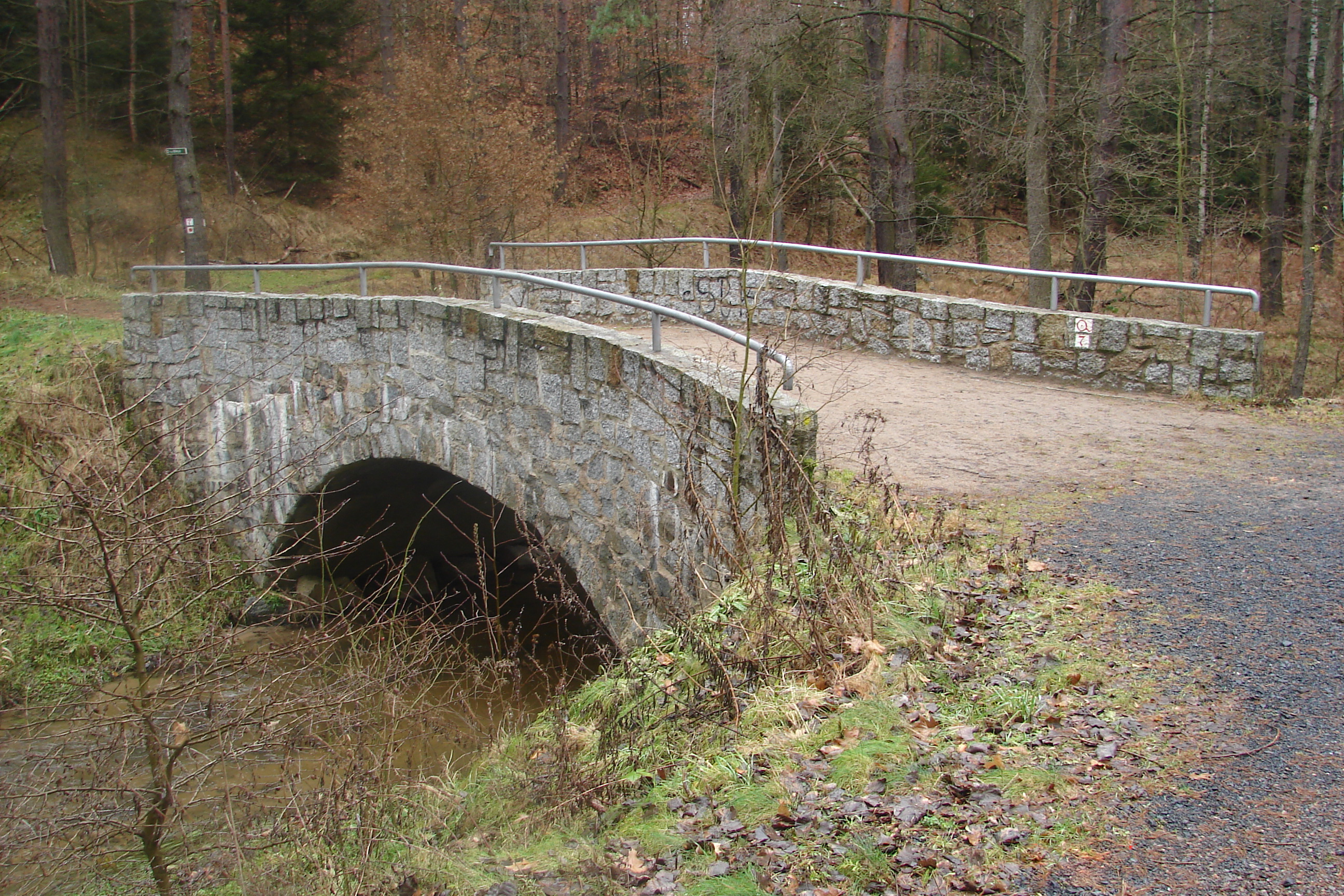
Die Kuhschwanzbrücke über die Prießnitz

Der nach seinem Wegzeichen, einem punktierten Q, benannte Kuhschwanz beginnt im militärischen Sperrgebiet und verbindet Dresden mit Lotzdorf und Liegau. Bereits von 1572 datiert seine erstmalige Erwähnung als Tarischer Weg, was sich wohl von altsorbisch tor (Steg, insbesondere Pilgersteg) ableitet. Auf weiten Strecken seines Anstiegs ist er als Hohlweg ausgebildet. Zufälligerweise stimmt der Kuhschwanz großteils in etwa mit dem E-Flügel überein, sodass er mit diesem abschnittsweise dieselbe Trasse nutzt. Die Arbeiten Heinrich Cottas bewirkten somit eine teilweise Begradigung, während der neue Flügel untypischerweise minimale Kurven aufweist. Die Prießnitz wird durch die Kuhschwanzbrücke nördlich des Saugartens überquert. In seinem weiteren Verlauf führt der Kuhschwanz südlich an der Hofewiese vorbei und knickt, nicht weit vom Dachsenberg entfernt, nach Norden ab. Anschließend passiert er die Forellenteiche, bildet kurz den Heiderandweg und läuft nahe dem Liegauer Saugarten entlang, wo er Dörnichtweg heißt, anschließend endet er. In der Äußeren Neustadt ist ein kurzer Abschnitt des Weges als Arno-Holz-Allee zur öffentlichen Straße ausgebaut.

### Moritzburg-Pillnitzer Weg
Dieser Weg ist eine um 1770 entlang eines alten Heidewegs namens Mundstück angelegte, recht geradlinige und angemessen ausgebaute Verbindung zwischen den Schlössern Pillnitz und Moritzburg und war somit für die Wettiner von besonderer Wichtigkeit. Eine alternative Bezeichnung lautet Küchenweg, da hier oftmals die kurfürstlichen Küchenwagen entlangfuhren. Zunächst heißt er, von Pillnitz kommend, Pillnitz-Moritzburger Weg und wird durch das Zeichen PM markiert. So nutzt er bis Loschwitz die Pillnitzer Landstraße und führt dann im Verlauf der heutigen Schillerstraße aus dem Elbtal heraus zur Mordgrundbrücke, wo er das gleichnamige Tal überquert. Weiter verläuft er, nun auf Heidegebiet, im Albertpark entlang etwa zum Fischhaus. Dort wechselt er auf die andere Seite der Radeberger Landstraße und nähert sich dem Verlorenen Wasser unterhalb des Jungferngrundes.
Hier wechselt er seinen Namen und wird von nun an als Moritzburg-Pillnitzer Weg mit der Markierung MP bezeichnet. Er überbrückt mehrere kleine Heidegewässer, zum Beispiel auf der Großen und Kleinen Wettinbrücke. In seinem weiteren Verlauf nach Nordwesten wird er durch die große Sandgrube unterbrochen. Wenig später geht er in den Prießnitzgrund hinab und quert den Bach, gemeinsam mit dem Diebsteig, auf der 2001 erneuerten Küchenbrücke. Am Nordende des Industriegeländes unterquert er zunächst die Eisenbahnstrecke und trifft dann auf die Königsbrücker Straße. Von hier an ist er als Straße ausgebaut und führt unter dem offiziellen Namen Moritzburger Weg an den Deutschen Werkstätten vorbei weiter in Richtung Moritzburg.

### Rennsteig, Schwestersteig und Diebsteig

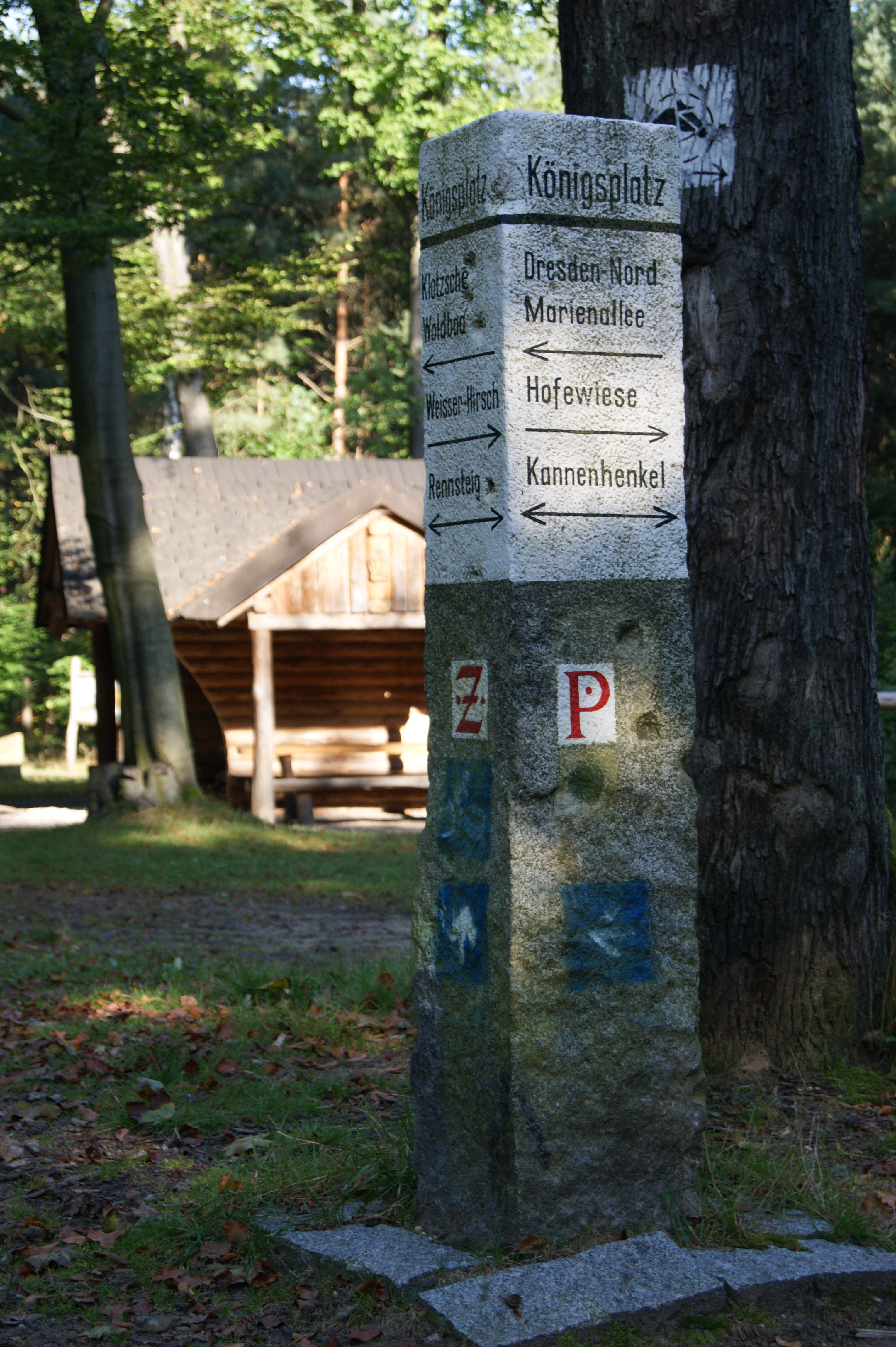
Auf dem Königsplatz kreuzen sich Kannenhenkel und Rennsteig

Diese drei Steige waren funktionell aneinander gebunden und stellten somit offenbar ein komplexes Straßensystem dar. Dies kommt durch ihre nah miteinander verwandten Waldzeichen zum Ausdruck: Der Rennsteig hat ein rechts und links punktiertes, der Schwestersteig ein von einem Kreuz gekröntes und der Diebsteig ein senkrecht durchgestrichenes Z. Letzterer ist der elbnächste beziehungsweise südlichste, ersterer der elbfernste der drei Steige. Es handelt sich um eine alte rechtselbische Höhenstraße, die sich nahezu durchgehend von Weinböhla über Sebnitz und Schönlinde zum Tollensteinpass verfolgen lässt. Auch in anderen Abschnitten wird sie teilweise noch als Diebsstraße bezeichnet.
Der Rennsteig war im Mittelalter die nördliche hochwasserfreie Umgehung der sumpfigen Elbniederung. Seinen Namen verdankt er, ähnlich wie mehr als 200 äquivalente Wege im gesamten deutschen Sprachraum, sogenannten Rennern, also schnellen Boten. Ursprünglich wurde er als Roßsteig bezeichnet, da er als einer der wenigen Wege in der Heide mit Pferdewagen befahren werden konnte. Er verlief von der Elbefurt Serkowitz kommend über den Rundling des damaligen Dorfes Radebeul geradewegs durch die Junge Heide nach Klotzsche. Ab dem dortigen Schenkhübel war er im Verlauf und auch namentlich deckungsgleich mit der Salzstraße, die quer durch die Heide nach Bühlau zog. Um 1455 verlor er seine Bedeutung, da die Salzstraße in das Weichbild Dresdens umgeleitet werden sollte.
Sein Verlauf durch den Hauptteil der Dresdner Heide ist noch weitgehend bekannt, allerdings ist er nicht überall begehbar, wie in Höhe der Klotzscher Bahnanlagen. Vom Schenkhübel aus führt er durch den Waldpark Klotzsche parallel zur Kurwiese und am Großen Kretzschelgrund hinunter zur im Jahre 2000 renovierten Kuttenbrücke über die Prießnitz. An der Meschwitzruhe vorbei steigt er in Richtung Königsplatz wieder an. Dann geht er, in vielen Abschnitten direkt an den alten Dünen entlang, weiter nach Südosten und knapp südlich am Dresdner Saugarten und am Kranichsee vorbei. Nahe der Rehwiese, unweit der Waldgärten, vereinigt er sich mit der Alten Zwei und lässt sich nach Bühlau verfolgen.
In Radebeul zweigten südlich die beiden anderen Steige ab, wobei der Schwestersteig der mittlere Weg war. Er ist nur noch zwischen Bühlau und der Radeberger Landstraße erhalten. Vom Diebsteig sind hingegen noch weite Abschnitte existent. Zunächst verläuft er in Ost-West-Richtung durch die Junge Heide, vorbei am ehemaligen Waldpark Radebeul-Ost und dem „Umwurf“, um südwestlich des Heidefriedhofes vorläufig an der Autobahn zu enden. Oberhalb des Wilden Mannes begann er, das waldlose Terrain des Hellers zu durchziehen, ist hier aber weitgehend verschwunden. Am Nordende des Industriegeländes nutzt er die Küchenbrücke zur Prießnitzquerung. Dauerhaft bergan geht er geradewegs auf den Dresdner Saugarten zu, trifft jedoch kurz davor auf den Rennsteig und wendet sich hier scharf nach Süden ab. Diese Kreuzung ist der einzige Ort seit dem Radebeuler Abzweig, an dem die drei Wege aufeinandertrafen, in historischer Zeit also auch der Schwestersteig. Weiter im Süden der Heide ist der Diebsteig teilweise mit der Alten Drei identisch, passiert die Degelequelle im Mordgrund und strebt dann durch den Weißen Hirsch der Plattleite nach Loschwitz entgegen.

## Ausgewählte Orte

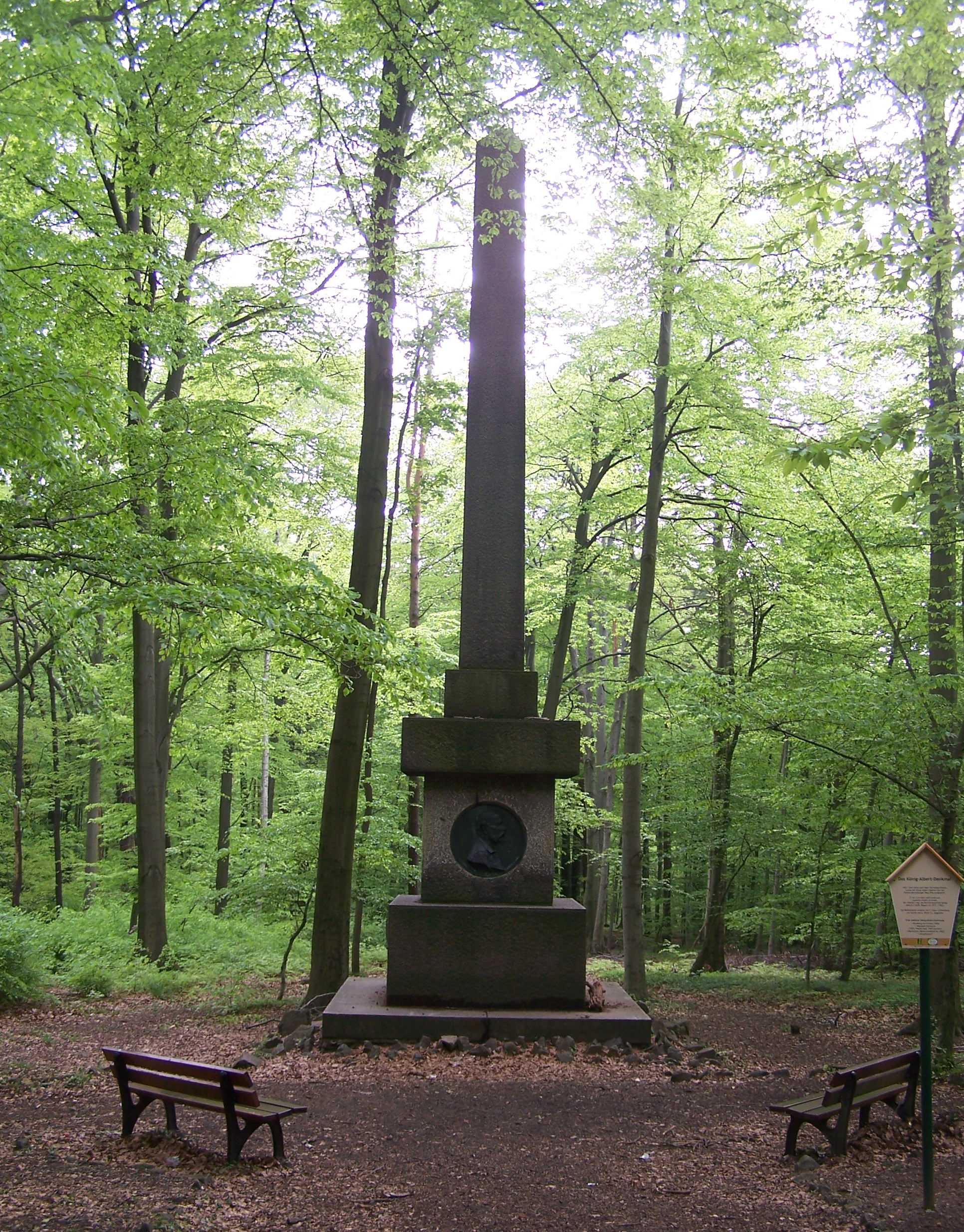
Obelisk mit Porträtmedaillon von König Albert

### Albertpark
Hierbei handelt es sich um einen zum Schutz des alten Heidewaldes und des Trinkwassereinzugsgebiets der Saloppe im Jahre 1898/1899 durch den Rat der Stadt Dresden aufgekauften Waldteil, der seitdem im Unterschied zum Rest der Heide in der Gemarkung Neustadt liegt. Dieser Naturschutzpark trägt seinen Namen, da er mit Mitteln der König-Albert-Stiftung erworben wurde. Er füllt den spitzen Winkel zwischen der Radeberger Vorstadt und den Elbschlössern, genauer gesagt zwischen Fischhaus- und Bautzner Straße, aus und liegt am westlichen Fuße des Wolfshügels. Der Albertpark ist 118 Hektar groß und weist zusammenhängende alte Laubwaldbestände auf. Hier befinden sich unter anderem die Brücke des Moritzburg-Pillnitzer Küchenwegs über den Gutebornbach und daneben ein Obelisk mit einem Porträtmedaillon König Alberts von Sachsen. Ein kleinerer Teil im Norden des Albertparks ist als Heidepark bekannt, auch das Fischhaus steht hier.

#### Fischhaus

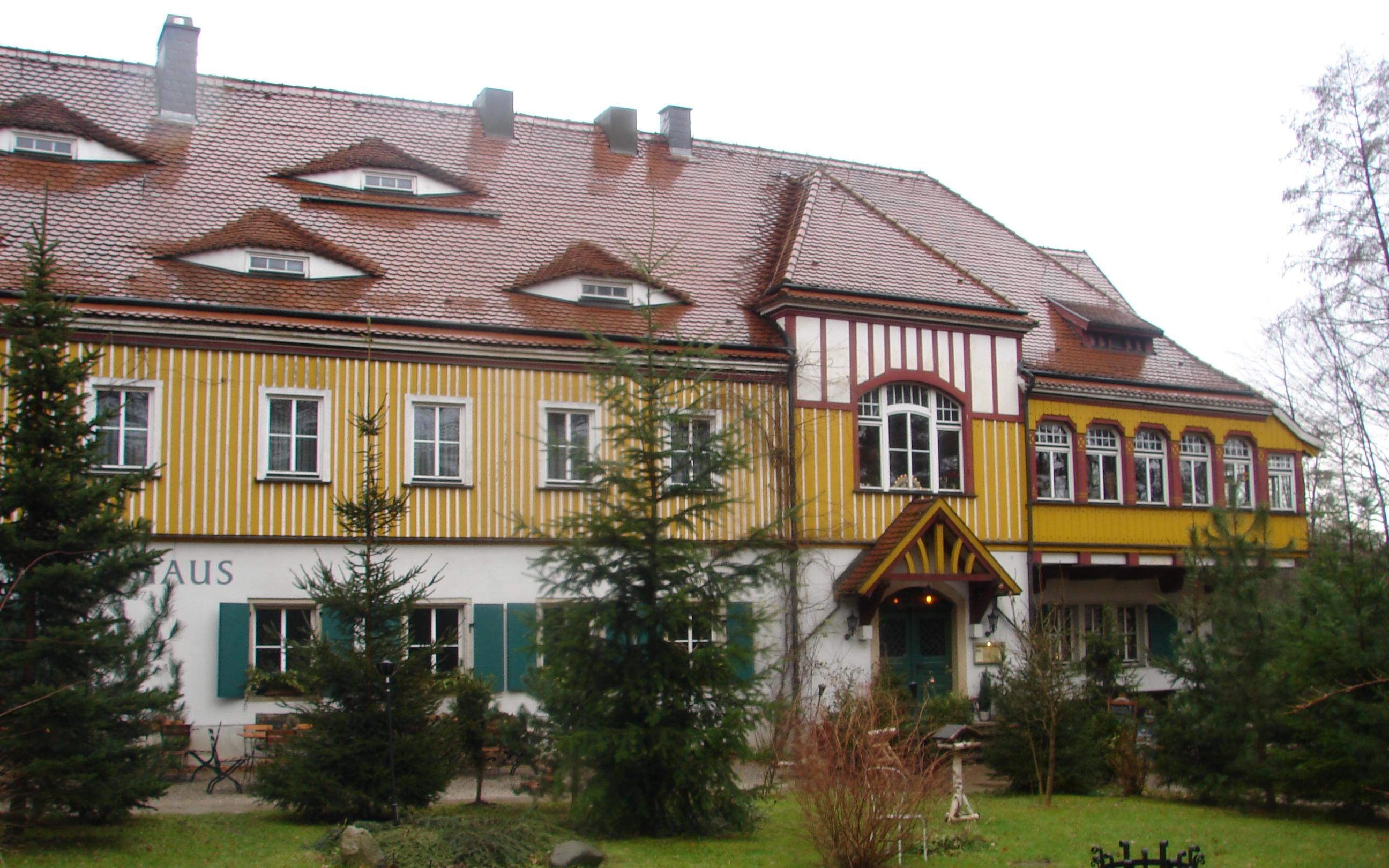
Das Fischhaus ist eine Ausflugsgaststätte.

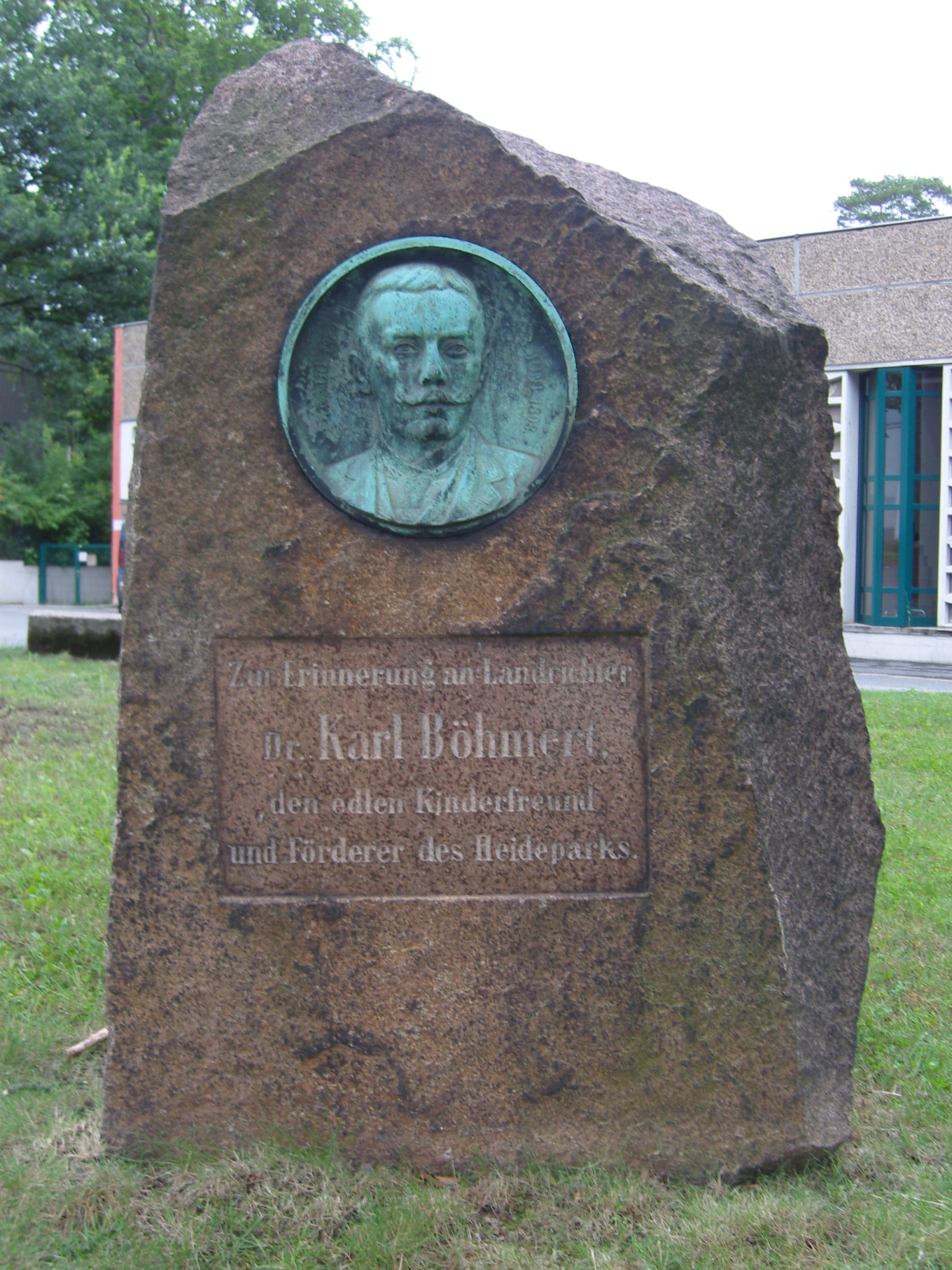
Gedenkstein für Karl Böhmert

Im 15. Jahrhundert kam es in der Dresdner Heide zur Verlegung einer Rohrleitung, die für die Wasserversorgung des Augustinerklosters in Altendresden bestimmt war. Die extra dafür angestauten Speicherteiche im Verlauf des Eisenbornbachs, am Fuße des Steilanstiegs der Lausitzer Störung, aber vor dessen Eintritt in den engen Schotengrund gelegen, ließ der sächsische Hof im 16. Jahrhundert zur Fischzucht nutzen. In dem Zusammenhang entstand nahe diesen Fischmannsteichen an der Radeberger Straße ein im Jahre 1575 erstmals erwähntes Teichwärterhäuschen. Dieses Fischhaus genannte Gebäude behielt trotz der baldigen Einstellung der Fischerei bislang seinen Namen. Hier hatte danach das kurfürstliche Forstamt seinen Sitz. Das Gebäude war ab 1650 mit dem Schankrecht ausgestattet. Im 18. Jahrhundert erfolgte die Einrichtung von Gästezimmern, im 19. Jahrhundert dann die vorübergehende Verwahrlosung. Im Jahre 1901 öffnete das Fischhaus erneut als Waldgaststätte. Kurz vor der Wende begann eine allerdings nicht rechtzeitig abgeschlossene Sanierung des historischen Bauwerks. Es stand anschließend leer, bis ab dem Jahre 2000 hier wieder eine Gaststätte einzog.

#### Heidepark
Im Jahr 1888 gründete Viktor Böhmert die Genossenschaft Volkswohl, die auf die Schaffung von Bildungs- und Erholungsmöglichkeiten für Arbeiter und deren Kinder zielte. Bereits ein Jahr später pachtete er aus diesem Grund ein Teilstück der Dresdner Heide an der Fischhausstraße vor den Toren der Großstadt und ließ es zum Waldspielplatz umgestalten. Die preiswerte Parkgaststätte Volksheim und ein Naturtheater entstanden im Jahre 1893. Sechs Jahre später kaufte die Residenzstadt Dresden das Gelände als Teil des Albertparks. Ab 1923 konnte die hier errichtete Waldschule zum Zwecke des naturnahen Unterrichts von Schulklassen besucht werden, im Zweiten Weltkrieg und den Jahren danach diente das Volksheim als Kindererholungsstätte. In den 1960er-Jahren entstanden ein Garagenhof sowie ein Sportplatz, der Gaststättenbetrieb war seit Kriegsende eingestellt. Die zunehmende Anknüpfung an alte Traditionen nach der Wende ließ einen Waldspielplatz entstehen. An die Verdienste von Viktors Sohn Karl Böhmerts erinnert ein 1899 aufgestellter Gedenkstein.

#### Luthereiche
Im Bereich der ehemaligen Walderholungsstätte Prinzeß-Margarethen-Park wurde am 28. Oktober 1917 anlässlich des 400. Jahrestags der Reformation eine Luthereiche gepflanzt. Sie steht etwa einen Kilometer östlich des Fischhauses. Am Fuß des Baums findet sich ein als Kulturdenkmal in der Heide geschützter Gedenkstein mit vergoldeter Inschrift aus Zitaten Johann Gottfried Herders und Martin Luthers. Die Luthereiche ist der einzige verbliebene Dresdner Gedenkbaum in der Heide, wo es einst mindestens zwei weitere Luthereichen sowie eine Bismarckeiche und mehrere Wettineichen gab.

#### Wolfshügel

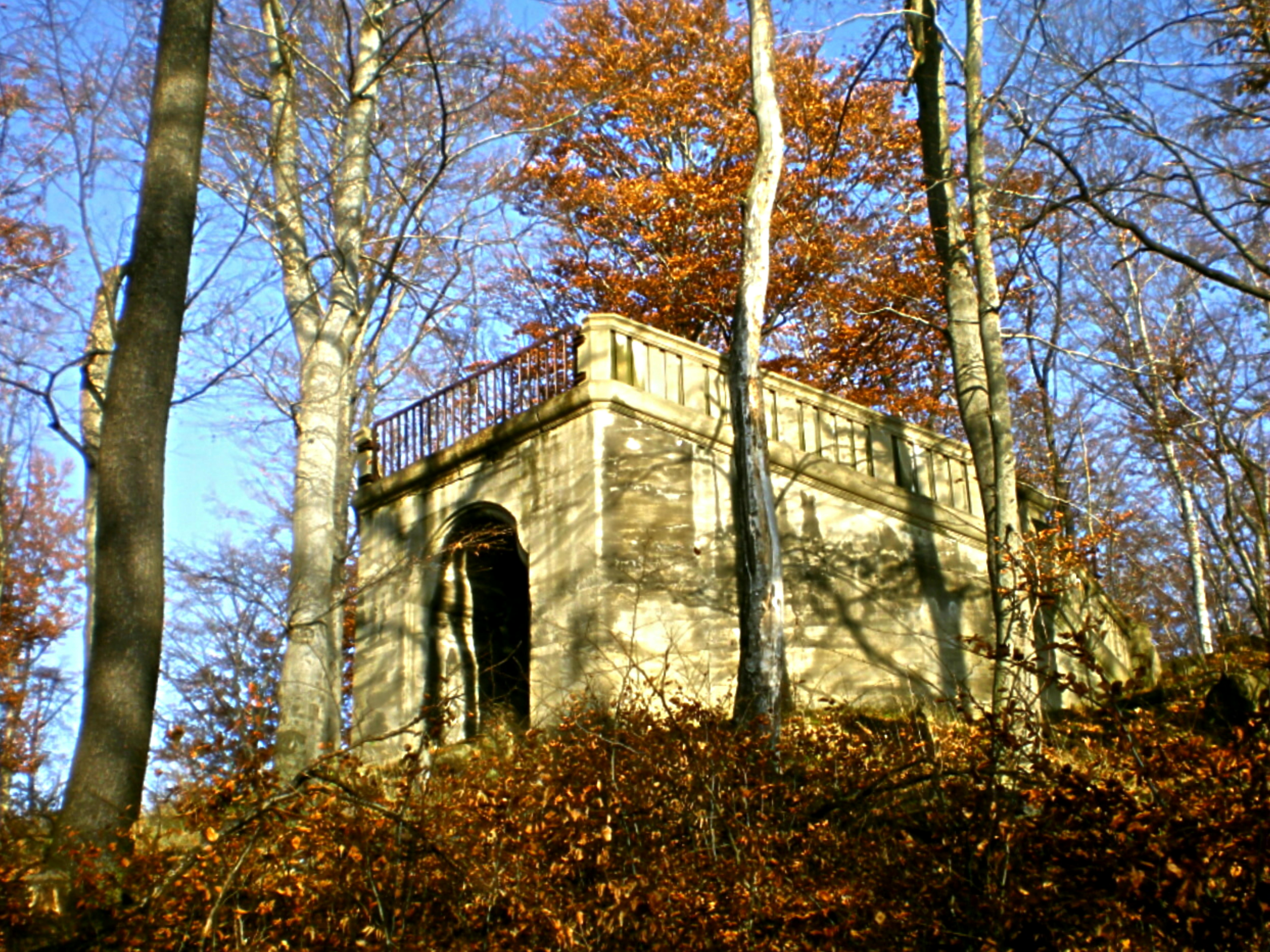
Anhöhe des Wolfshügels mit den Resten des alten Erlwein-Aussichtsturms

Der Wolfshügel ist eine 211 Meter hohe Erhebung im Zuge der Lausitzer Verwerfung am Ostrand des Albertparks. Sein Name erinnert an den ehemals in der Nähe befindlichen, im 16. Jahrhundert ersterwähnten Wolfsgarten, in dem Wölfe für Hetzjagden gehalten wurden. Ein seit 1886 bestehendes, hölzernes Aussichtsgerüst konnte 1911 durch einen 25 Meter hohen, steinernen Turm nach Plänen von Hans Erlwein ersetzt werden. Mit seinem dem Luisenhof vergleichbaren weiten Ausblick über die Stadt Dresden war er ein beliebtes Ausflugsziel. Während der letzten Kriegstage im Mai 1945 sprengte die Wehrmacht den Turm, um ihn nicht als Beobachtungsposten in sowjetische Hände zu übergeben. Die Fundamente und Trümmer des Wolfshügelturms sind erhalten, ein wiederholt geplanter Wiederaufbau ist jedoch kostspielig.

### Dachsenberg

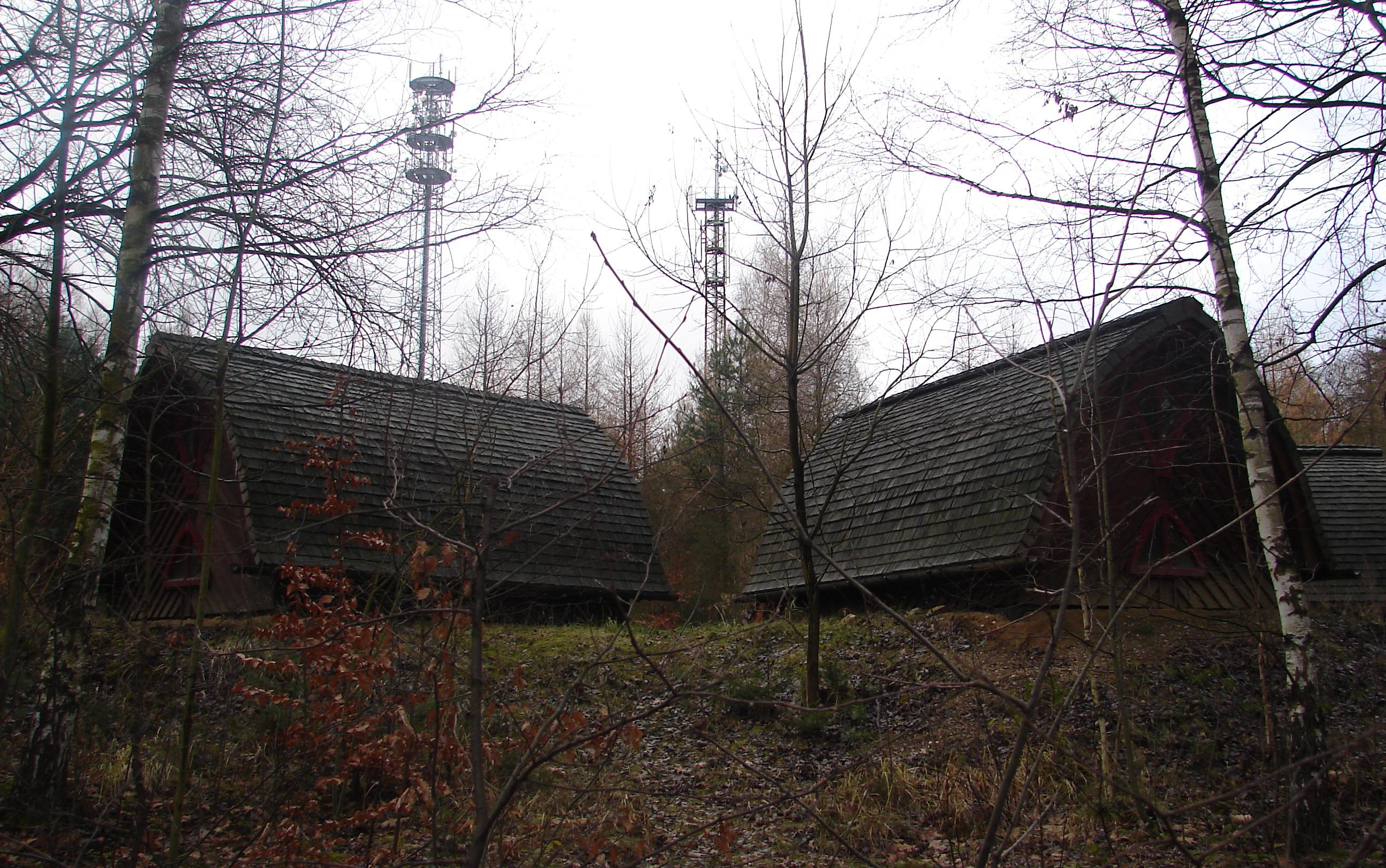
Gebäude der Naturschutzjugend Dresden und Sendemasten auf dem Dachsenberg, der höchsten Erhebung der Heide

Der Dachsenberg ist mit 280,6 m über NN die höchste Erhebung der Dresdner Heide. Sein Name geht der Überlieferung nach auf einen hier in früherer Zeit angeblich befindlichen besonders großen Dachsbau zurück. Am Südwesthang weist ein Hügelgrab auf eine bronzezeitliche Besiedlung hin. Der Gipfel war zu DDR-Zeiten bis 1989 größtenteils unzugänglich, da dort das Ministerium für Staatssicherheit eine Sendestation betrieb. Nach der Wende wurde das Gelände allerdings wieder an das Forstamt übergeben. Ein ehemaliges Gebäude des MfS wird seitdem durch die Naturschutzjugend Dresden als Naturschutzstation genutzt. Die restlichen Gebäude und Absperranlagen wurden entfernt. Für die Naturschutzstation wurden später zusätzlich noch fünf Holzhütten errichtet. Ferner befinden sich zwei Sendemasten auf dem Berg, je einer durch die Deutsche Telekom und durch Vodafone betrieben.

### Elbschlösser
In der Mitte des 19. Jahrhunderts wurden dort, wo die Heide der Elbe am Nächsten kommt, die drei Elbschlösser errichtet. Sie stehen an der Oberkante des Elbhanges, gehören zu Loschwitz und heißen im Einzelnen Schloss Albrechtsberg, Lingnerschloss und Schloss Eckberg. Das Gebäudeensemble ist sehr repräsentativ. Im mittleren Bauwerk, das auch Villa Stockhausen genannt wird, hatte das „Welterbezentrum“ des damaligen Weltkulturerbes Dresdner Elbtal seinen Sitz.

### Friedhöfe

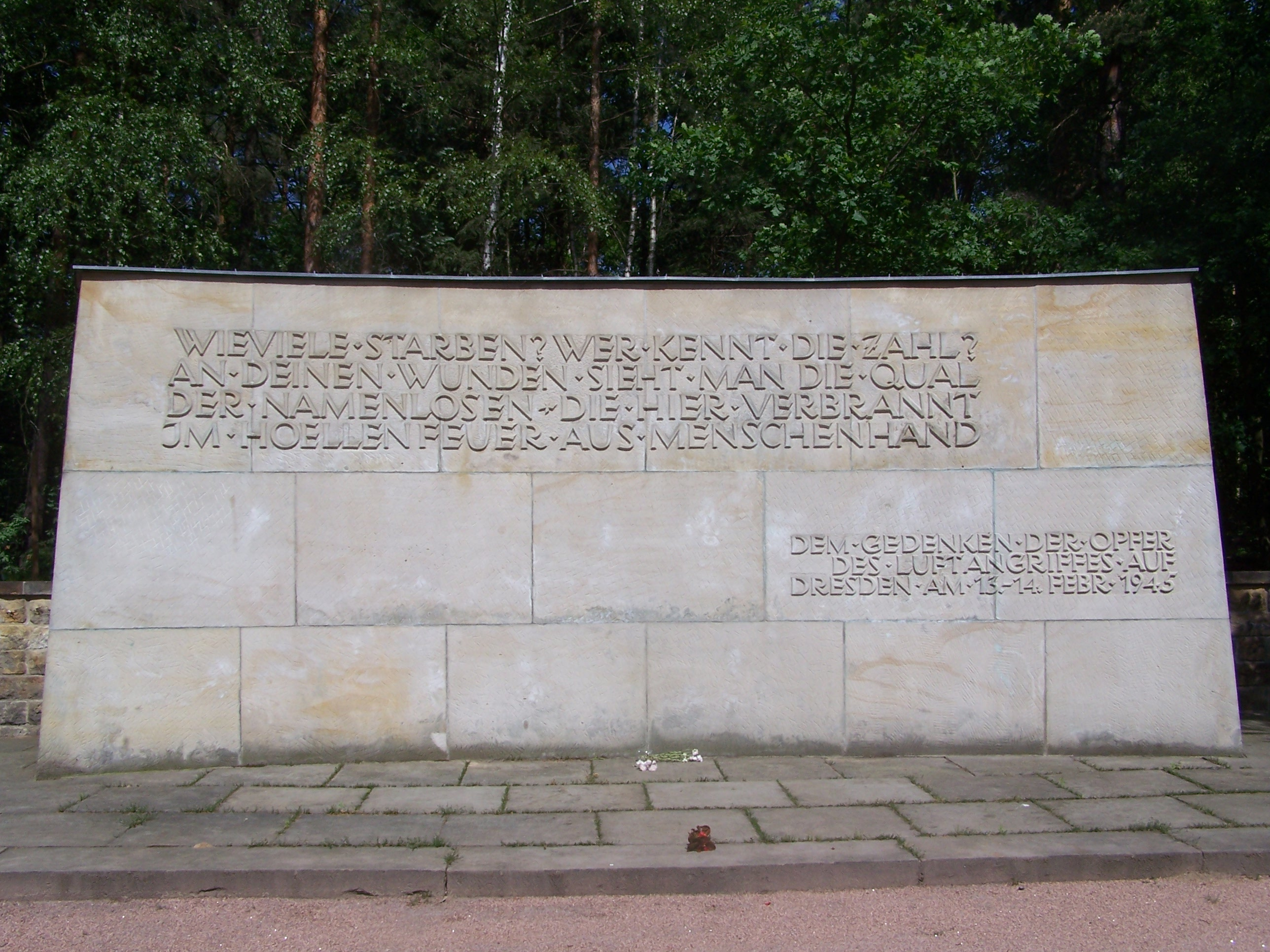
Die Sandsteinmauer zum Gedenken der Opfer des Luftangriffs auf Dresden im Heidefriedhof

#### Heidefriedhof
Der bekannte Heidefriedhof befindet sich in der Jungen Heide. Er wurde in den 1930er Jahren entlang des als Hauptachse fungierenden Cottaschen L-Flügels angelegt und ist mehr als 50 Hektar groß. Mehr als 10.000 Opfer der Luftangriffe auf Dresden liegen hier begraben, für die es eine Gedenkstätte gibt. Weitere Gedenkanlagen existieren auf dem Friedhof, so der Ehrenhain für die Verfolgten des Nationalsozialismus, ein Rondell als Mahnmal mit verschiedenen Namen zerstörter Orte und Konzentrationslager sowie ein kleiner Ehrenhain für Antifaschisten auch anderer Nationen.

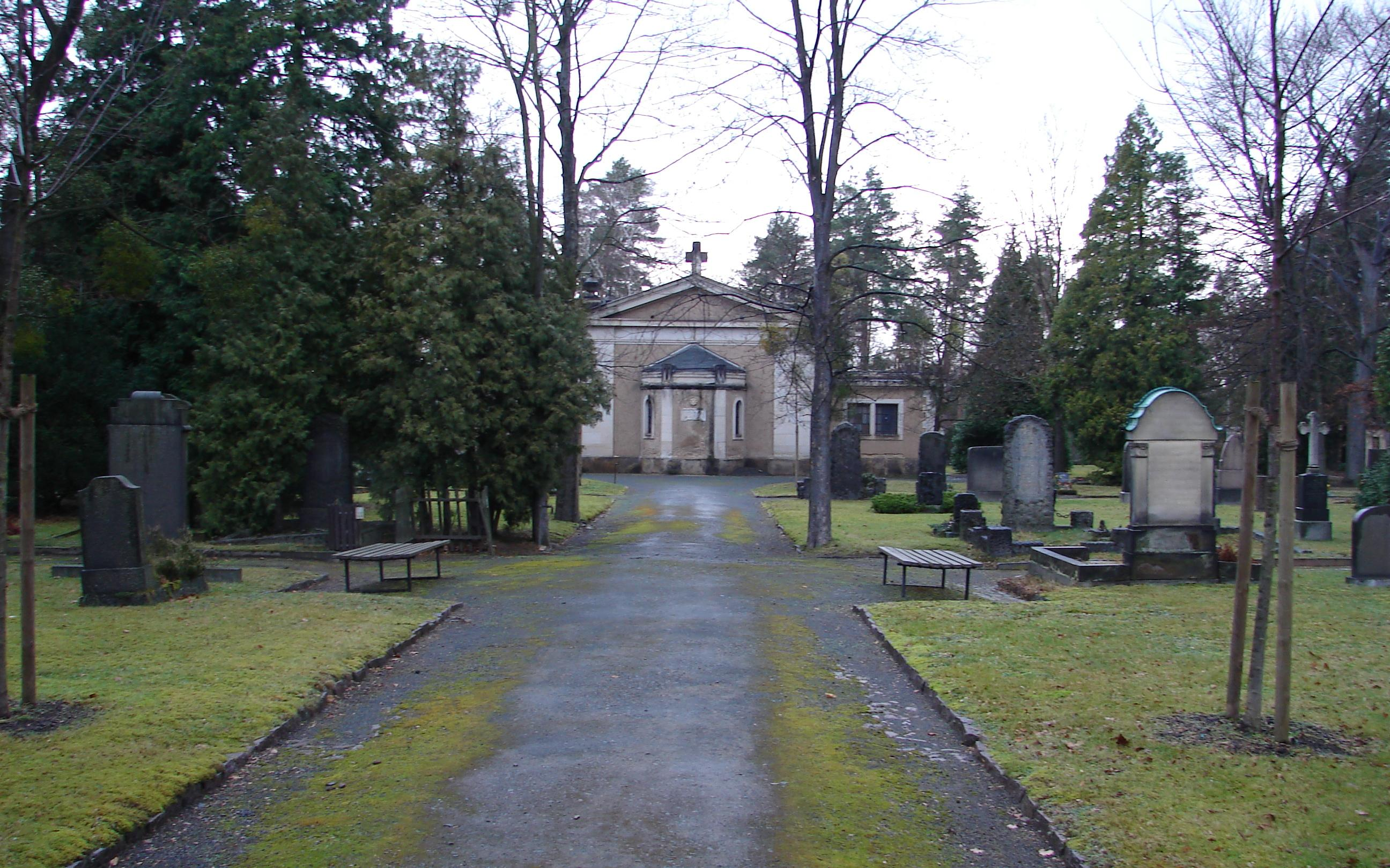
Auf dem Nordfriedhof liegen viele bedeutende Personen der sächsischen Militärgeschichte begraben.

#### Nordfriedhof
Der Nordfriedhof ist der alte Garnisonfriedhof der Albertstadt und liegt an Marienallee beziehungsweise Kannenhenkel etwas nördlich der heutigen Offizierschule des Heeres. Er wurde im Jahre 1901 eingeweiht und umfasst eine Fläche von 4,3 Hektar. Der älteste Teil ist allseitig von Mauern umgeben, 1917 kam außerhalb der ursprünglichen Anlage ein Ehrenhain für die Gefallenen des Ersten Weltkrieges hinzu, von denen mehrere tausend hier bestattet sind. Neben Reichswehrsoldaten betrifft dies auch ausländische Kriegsgefangene. Im Jahre 1930 erfolgte die Umbenennung des Garnisonfriedhofs in Standortfriedhof, 1945 in Nordfriedhof. Während des Zweiten Weltkrieges wurden hier ab 1940 zunächst deutsche Soldaten, hingerichtete oder durch Suizid verstorbene Wehrdienstverweigerer sowie Zwangsarbeiter anderer Nationalität begraben, später ein kleiner Teil der Dresdner Bombenopfer vom 13. Februar 1945. Der Nordfriedhof wird seit 1951 zivil und öffentlich genutzt und steht seit 1987 unter Denkmalschutz.

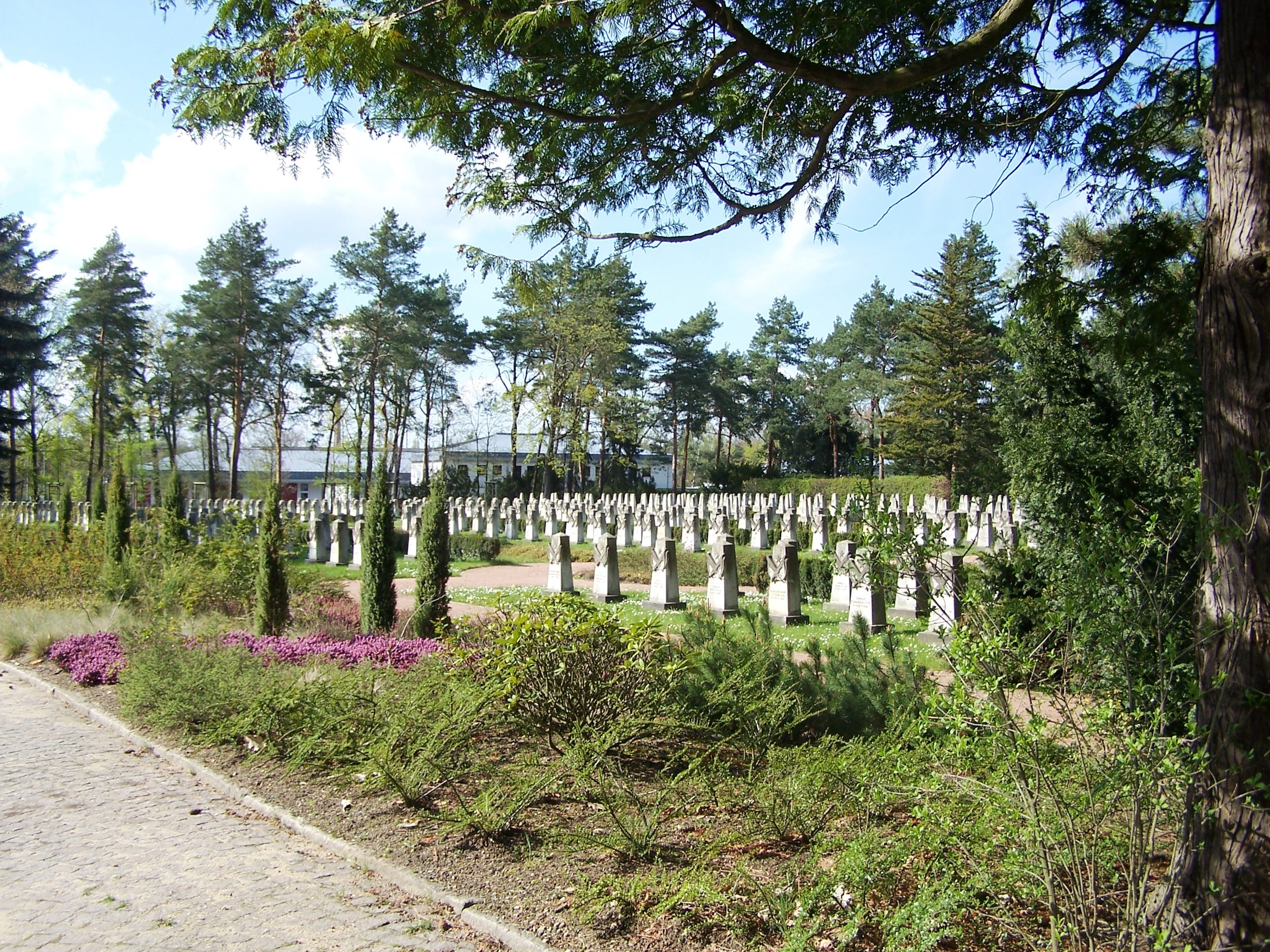
Der Sowjetische Garnisonfriedhof

#### Sowjetischer Garnisonfriedhof
Die sowjetische Besatzungsmacht hatte die benachbarten früheren Wehrmachtskasernen übernommen und legte in der unmittelbaren Nachkriegszeit ihren Garnisonfriedhof an. Er befindet sich schräg gegenüber dem Nordfriedhof, am Eingang des Waldes. Hier wurden sowjetische Soldaten bestattet, die während der letzten Tage des Zweiten Weltkrieges im Kampf gegen das Dritte Reich gefallen sind, außerdem Soldaten, die in den Jahren der Besatzungszeit verstarben. Auch Familienangehörige des Militärs oder ehemalige NS-Zwangsarbeiter fanden hier ihre letzte Ruhe. Die Grabstätten sind einheitlich gestaltet. In den Jahren 1947 und 1957 stellten die Sowjets hier zwei Mahnmale auf, darunter einen 16 Meter hohen Obelisk. Das letzte Begräbnis fand 1987 statt, seit 1994 wird der Sowjetische Garnisonfriedhof nach dem Abzug der GUS-Truppen von Sachsen verwaltet und vom benachbarten Nordfriedhof aus mitbetreut.

#### Ullersdorfer Försterhain

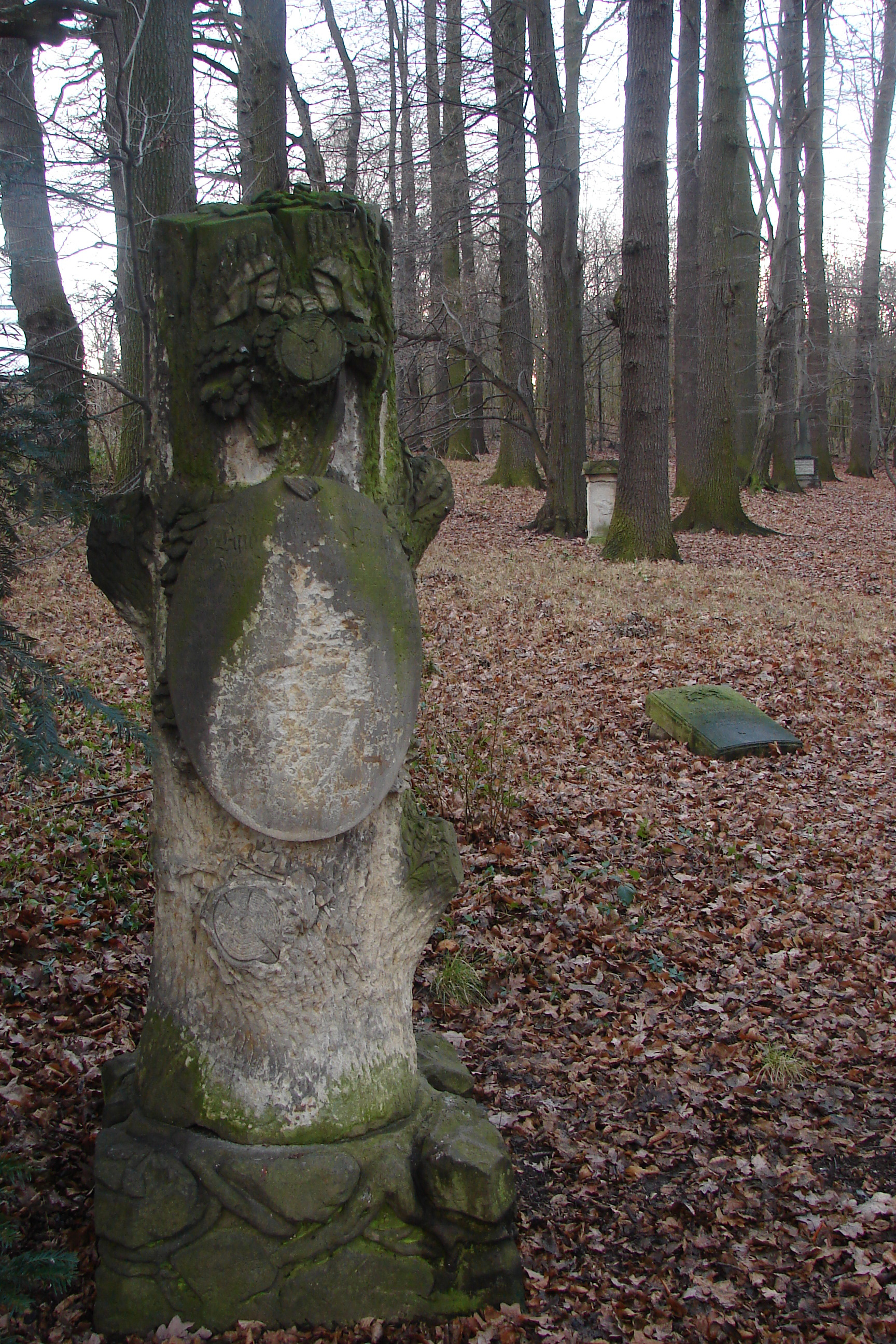
Gedenksteine auf dem Ullersdorfer Försterhain

Nahe Ullersdorf befindet sich ein kleiner umfriedeter Ehrenhain, in dem an sechs Ullersdorfer Forstbeamte des 19. Jahrhunderts gedacht wird. Dazu wurden am Beginn des 20. Jahrhunderts auf Veranlassung eines Försters deren Grabsteine vom Großerkmannsdorfer Friedhof hierhin umgesetzt. Gräber befinden sich hier nicht, und die Inschriften sind nur noch schlecht lesbar. Im Jahre 1992 konnte der Ehrenhain wieder in einen insgesamt würdigen Zustand versetzt werden.

### Hofewiesen
In der Dresdner Heide befanden sich mehrere Hofewiesen, die ihren Namen deshalb tragen, weil auf ihnen Bauern der Nachbarorte als Frondienst Heu ernteten, das für die Fütterung des Jagdwildes des sächsischen Hofes benötigt wurde. Diese Bauern erhielten im Gegenzug das Hutungsrecht in Teilen der Dresdner Heide. Zwei der Wiesen existieren noch.

#### Langebrücker Hofewiese

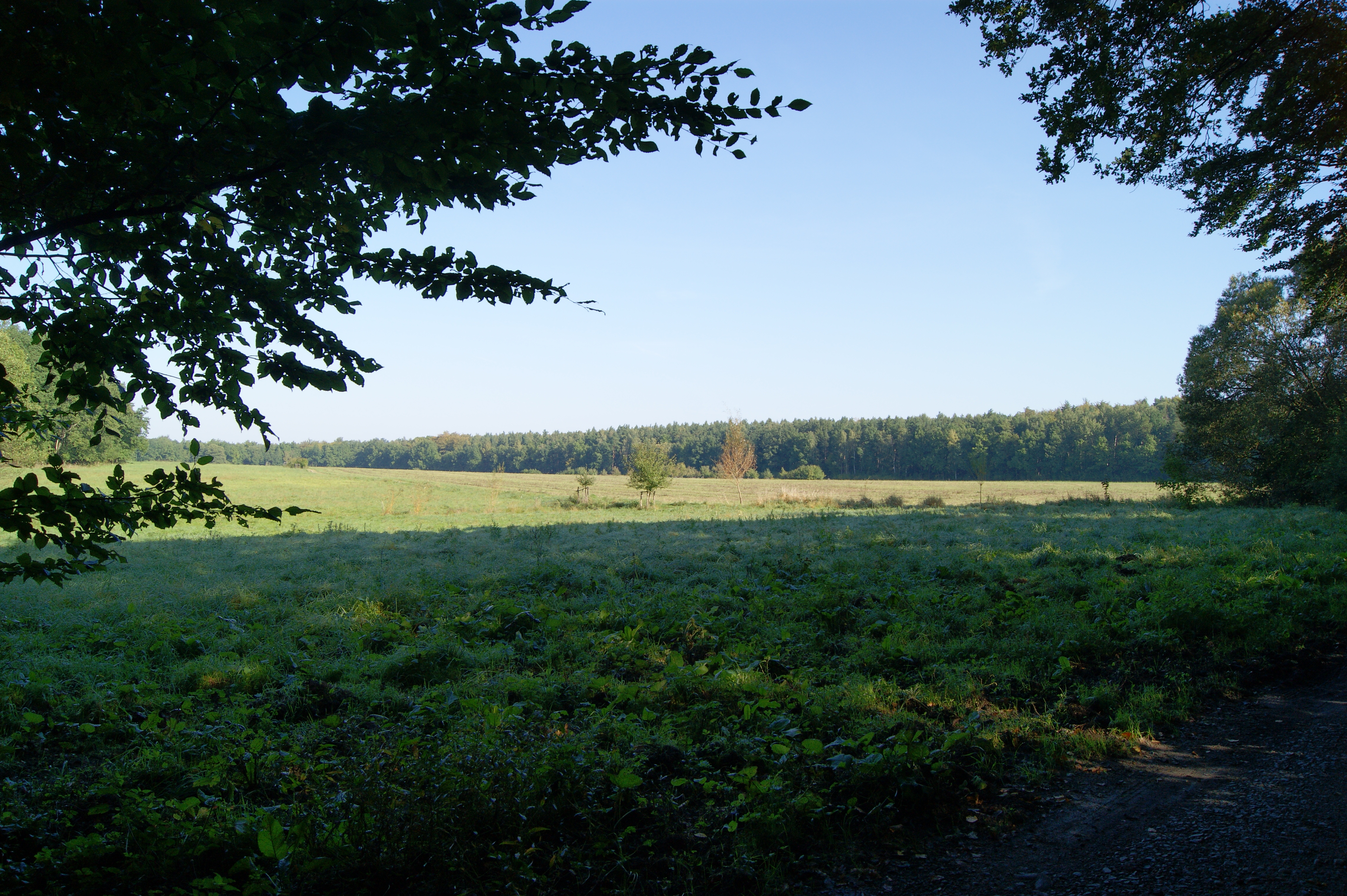
Die Langebrücker Hofewiese ist die größte unbewaldete Fläche in der Dresdner Heide.

Die 1547 erstmals urkundlich erwähnte Langebrücker Hofewiese, ob ihrer Größe von knapp 50 Hektar auch als die Hofewiese bezeichnet, liegt zwischen der Heidemühle und Langebrück, vollständig von Wald umschlossen. Das Ostravorwerk verwaltete sie, weshalb sie früher Vorwerkswiese hieß. Der sächsische Kabinettsminister Graf Camillo Marcolini ließ hier 1804 ein Gebäude errichten und die komplette Wiese mit 56 weitgehend noch erhaltenen Sandsteinsäulen einfassen, die mit der Jahreszahl 1804, seinen Initialen und den Kurschwertern geziert sind. Seit 1828 im Besitz König Antons, wurde die Hofewiese zur Pferdezucht genutzt und durch einen Wiesenvogt verwaltet. Ab 1877 mit dem Schankrecht ausgestattet, erfolgte im Jahre 1935 die Erweiterung des Gaststättengebäudes und danach anschließend der Betrieb für weitere 50 Jahre bis 1985 sowie zwischen 1993 und 2000 ein Kioskbetrieb. Er steht auf Grund baulicher Mängel leer, soll aber saniert werden. 2016 ging die Hofewiese in den Besitz von Holger Zastrow über. Vorerst eröffnete Pfingsten 2016 ein Biergartenbetrieb. Der Gasthof soll ab 2019 saniert werden und als Eventgaststätte wiedereröffnen. Ab Juli 1945 diente das Lokal für einige Monate als Internats-Parteischule der KPD. Der die Wiese überquerende Gänsefuß-Weg wurde 1973 zur Straße ausgebaut. Seit April 2009 ist der Abschnitt zwischen Hofewiese und Heidemühle aber wieder offiziell ein Waldweg und die Zufahrt für Kraftfahrzeuge nur noch über Langebrück gestattet. Für das Rot- und Rehwild der Heide ist die Hofewiese ein wichtiger Brunft- und Äsungsplatz.

#### Ullersdorfer Hofewiese
In Ullersdorf hat sich ebenfalls eine Hofewiese erhalten. Sie ist zwar nahezu komplett durch Dresdner Stadtgebiet und Wald eingeschlossen, gehört aber dennoch zu Radeberg. Früher war die 1605 erstmals erwähnte Ullersdorfer Hofewiese in ihrer Größe und Bedeutung mit ihrem Langebrücker Pendant vergleichbar und griff mit drei Zipfelwiesen tief in die Heide ein. Die Döhnertszipfelwiese ist wieder bewaldet, die Grüne Zipfelwiese wird noch immer landwirtschaftlich genutzt. Der nördlichste Abschnitt der Ullersdorfer Hofewiese heißt Tanzzipfelwiese, was mit einer Legende verbunden ist. Danach soll August der Starke nach einer Heidejagd demjenigen die Wiese als Eigentum zugesichert haben, der sie ohne Unterbrechung umtanzt. Dies sei einem Jägerburschen gelungen.

### Junge Heide
Die Junge Heide ist ein vom Hauptteil des Waldes isoliertes Gebiet zwischen Trachau und Wilschdorf. Ihr Name ist nicht auf ihr geringeres Alter zurückzuführen, sondern dass sie jahrhundertelang ein schmaler, verjüngter Fortsatz der Dresdner Heide in Richtung Westen war. Die Bezeichnung ist erstmals im Jahre 1560 belegt. Die Abtrennung der Jungen Heide vom übrigen Heidewald erfolgte ab 1827 durch die Rodung des Hellers. Durch den Bau verschiedener Verkehrsanlagen verstärkt, entsteht der Eindruck, es handele sich um einen völlig eigenständigen Wald. Die Junge Heide wird fast vollständig von Siedlungen umgeben. Die Stadt Dresden gemeindete bereits 1927 einen Teil von ihr ein, um dort später den Heidefriedhof zu errichten. Der Rest gehört seit 1950 durch die Eingemeindung des gesamten Staatsforstes Dresdner Heide zu Dresden.

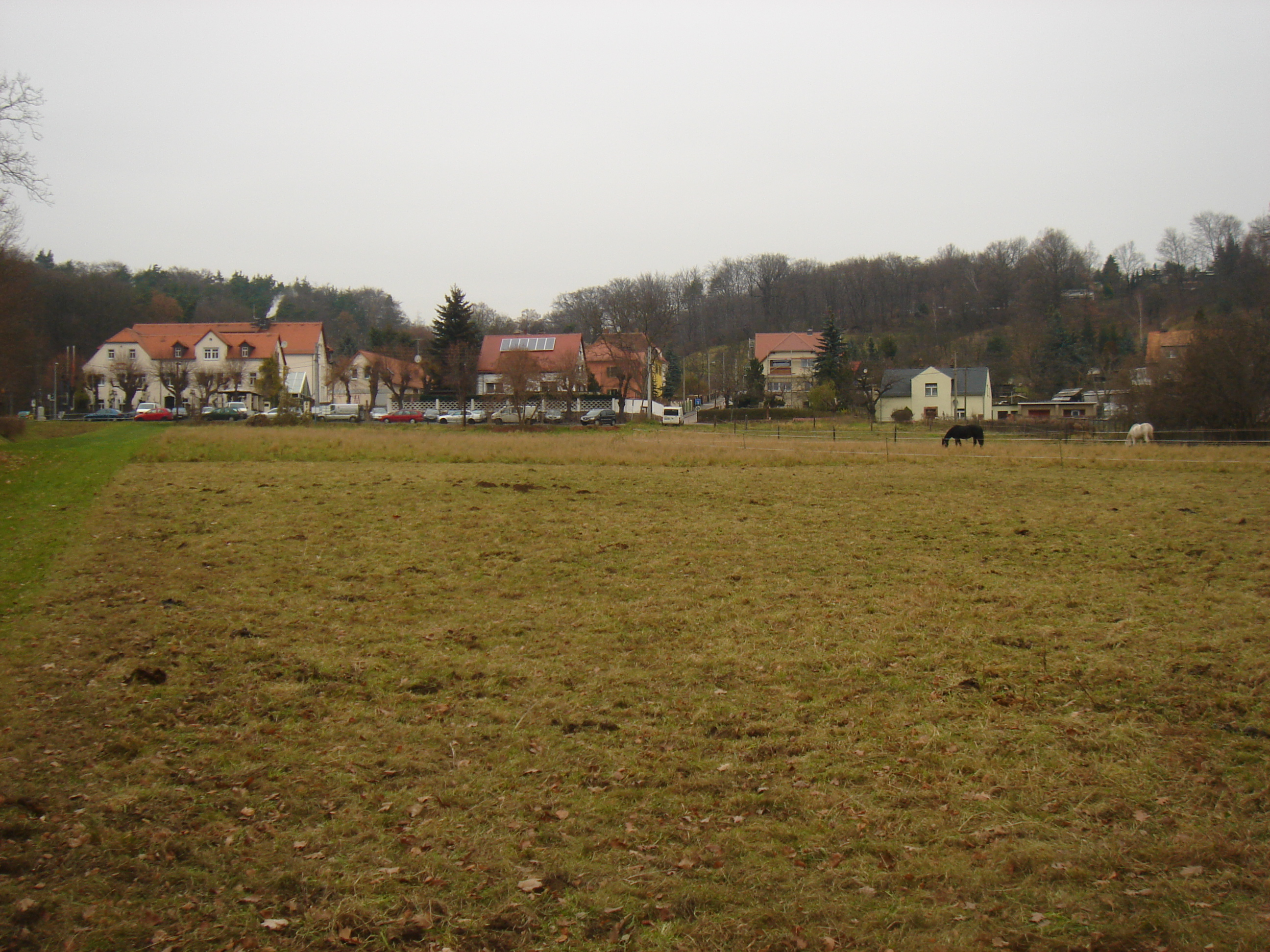
Blick über die Baumwiese bei Boxdorf, links der Gasthof

#### Baumwiese und Umgebung
Die in der Mitte des 16. Jahrhunderts erstmals erwähnte Baumwiese hieß 1578 nach den Wildwechselpfaden (Wildbahnen) in diesem Gebiet Bahnfelderwiese und später nur noch Bahnwiese, woraus sich wahrscheinlich der heutige Name entwickelte. Die hier befindliche gleichnamige Ausflugsgaststätte hat bereits seit dem 17. Jahrhundert das Schankrecht. In unmittelbarer Nachbarschaft betrieben Anwohner zudem bis 1885 Weinbau, woran noch ein altes Weinberghaus aus dem Jahre 1660 erinnert. Weitere, teilweise noch erhaltene Weingüter aus dieser Zeit sind die in der Nähe befindlichen Lindenhof und Waldhof. Östlich der Baumwiese steht seit 1922 die bekannte Ausflugsgaststätte Waldmax.

#### Oltersteine, Olterteich und Roter Teich

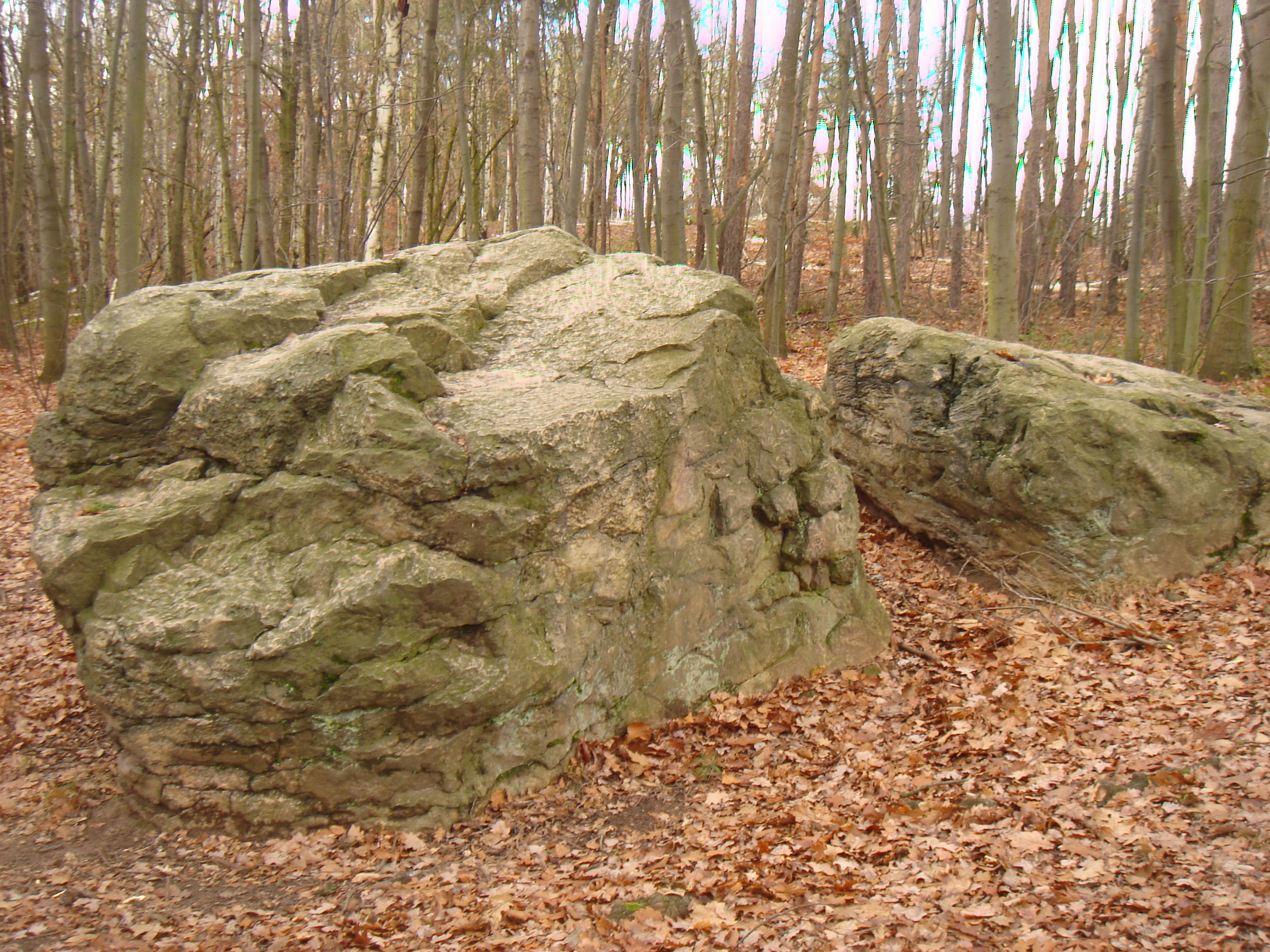
Die beiden Oltersteine nahe Hellerau

Im Osten der Jungen Heide liegen die Oltersteine. Hierbei handelt es sich um zwei Blöcke aus Tertiärquarzit, die während der Elsterkaltzeit als Gletschergeschiebe aus dem Gebiet des heutigen Lausitzer Reviers kamen. Sie sind 1,50 Meter hoch, 3 Meter lang und stehen seit 1937 unter Naturschutz. Heidnische Priester gebrauchten sie eventuell als Kultstätte für Opferhandlungen, weshalb der Name der Steine mit Altar in Verbindung gebracht wird.
Vielleicht hatte die Nutzung der Formation einen astronomischen Hintergrund. Darauf weisen einige Vertiefungen hin. So zeigt der südliche Olterstein das Profil eines Männerkopfes und ein ungleichseitiges Dreieck aus drei senkrecht eingebrachten Bohrungen. Die Seitenhalbierende der westlichen Dreiecksseite zeigt exakt nach Osten. Bei der Vermessung dieses prähistorischen Symbols stellte sich außerdem ein Umfang von 166,6 cm heraus, also das Doppelte einer Megalithischen Elle.
In der Nähe der Oltersteine befinden sich zwei Teiche. Der 1725 als Olter Teichelgen erwähnte, 80 Meter lange Olterteich direkt südlich der Steine ist geschützt, da er seltene Pflanzen- und Tierarten beheimatet. In der Vergangenheit nutzten Bauern ihn als Viehtränke, da er einer der wenigen ganzjährig mit Wasser gefüllten Heideteiche ist, weshalb er aber früher in den Sommermonaten einen erheblich niedrigeren Wasserstand aufwies. Südwestlich davon liegt in Autobahnnähe der noch kleinere Rote Teich, ein Himmelsweiher. Sein Name leitet sich vom in diesem Bereich zu Tage tretenden rötlichen Cenomanium-Sand ab.

#### Umwurf
Der Umwurf ist ein Platz an der Kreuzung des Diebsteigs mit dem Sternweg, nahe dem Cottaschen L-Flügel. Hier verunfallte Herzog Heinrich der Fromme im Jahre 1539 mit seinem Schlitten. Die 1650 an dieser Stelle aufgestellte Bildtafel ist verschollen.

#### Ehemaliger Waldpark Radebeul-Ost

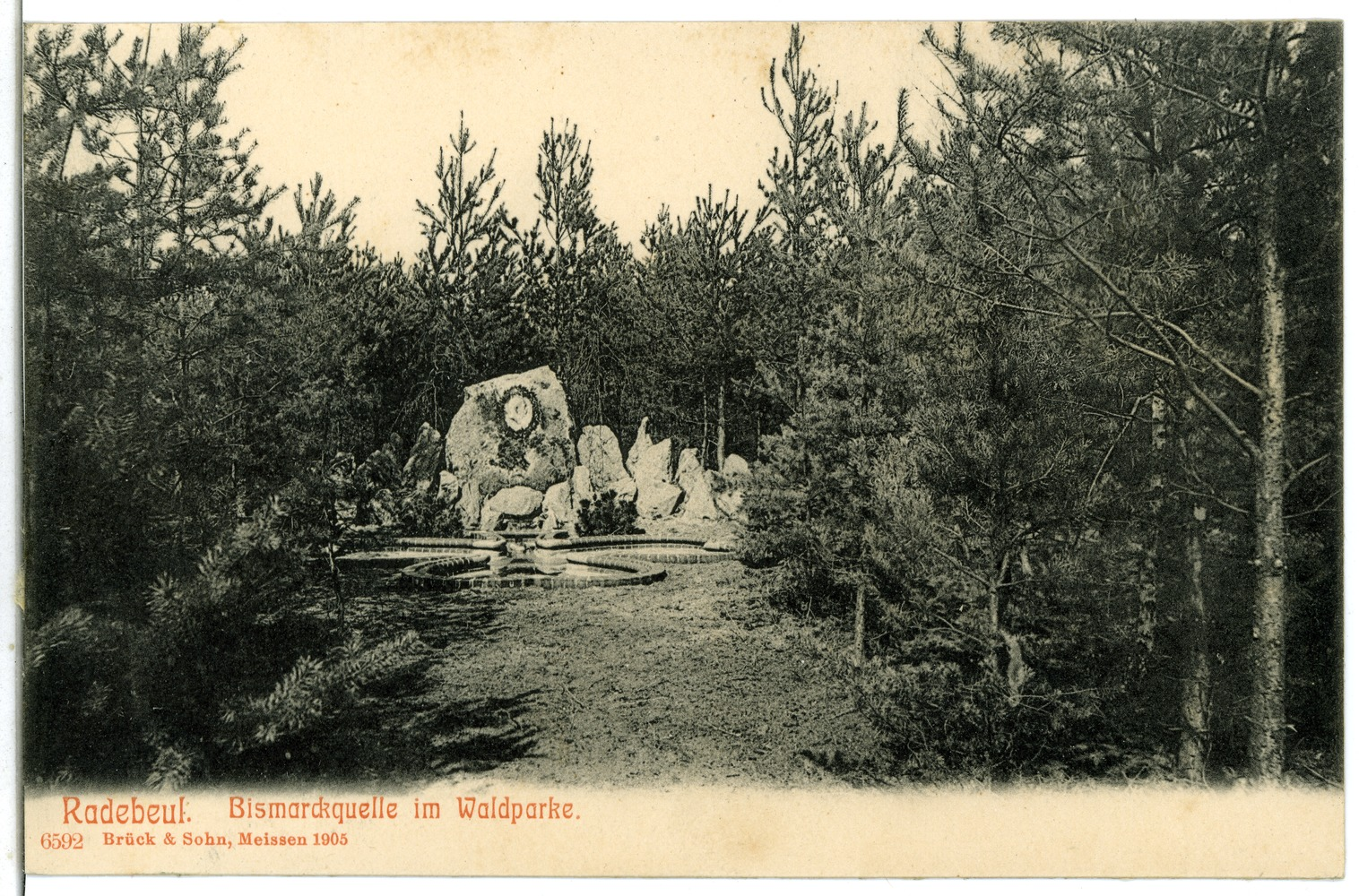
Bismarckquelle im Waldpark, 1905

Zur gleichen Zeit, da im Westen der Lößnitzortschaften der dortige Waldpark entstand, richtete der Verschönerungsverein für die Lößnitz für den Osten der Region ebenfalls einen Waldpark ein. Dazu pachtete er zu Beginn des 20. Jahrhunderts am äußersten westlichen Ende der Dresdner Heide ein etwa zwölf Hektar großes Stück des Staatsforstes, da die Gemeinde Radebeul selbst kein geeignetes Gelände besaß. Der Verschönerungsverein ließ es durch den Baumeister Wilhelm Eisold und den Landschaftsgärtner Gustav Adolf Pietzsch in eine Parkanlage mit Springbrunnen, Schutzhütte und Spielplätzen umwandeln. Die Bismarck-Quelle, ein Planschbecken, Tennisplätze und eine öffentliche Bedürfnisanstalt gehörten zu dem Areal, das 1908 anlässlich eines Besuches des damaligen Königs den Namen Friedrich-August-Park erhielt. Anlässlich desselben Besuchs erhielt der auf der Hangkante gelegene Promenadenplatz und Aussichtspunkt des im Westen gelegenen Parks den Namen König-Friedrich-August-Höhe.
Seit dem Ersten Weltkrieg umzäunt und von mehreren Wächtern beaufsichtigt, wurde der Park trotzdem mehrfach Ziel vandalisierender Übergriffe. Da der finanzschwache Verein die Kosten für Betrieb und Instandsetzung nicht mehr aufbringen konnte, gab er 1922 die Verwaltung an die Gemeinde Radebeul ab.

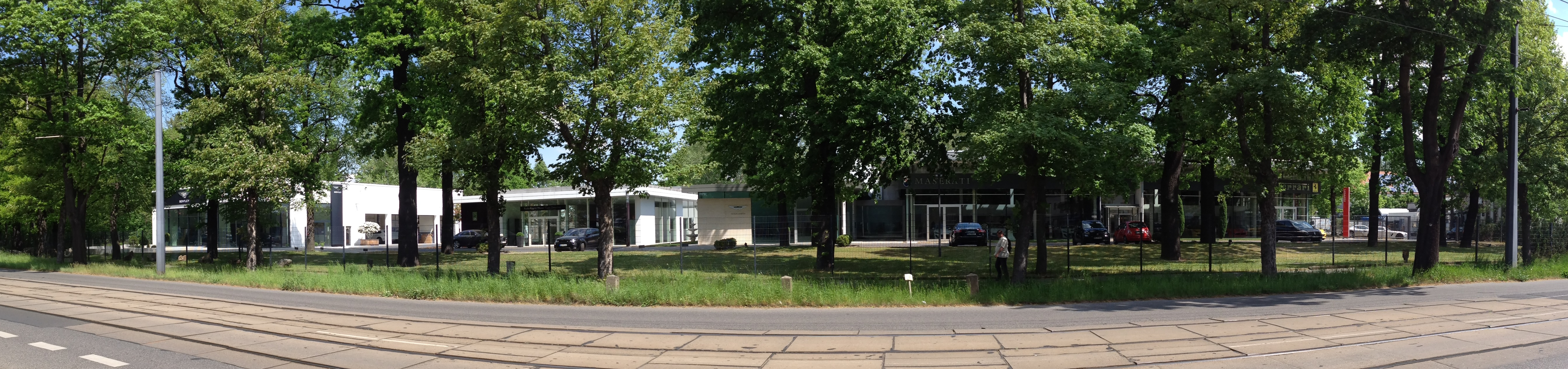
Thomas Automobile am Rande des ehemaligen Waldparks

Diese Gelegenheit nutzte die gegenüberliegende Chemische Fabrik v. Heyden und kaufte im gleichen Jahr einen Teil des Geländes. Sie errichtete 1924 ein Aufenthaltsgebäude für ihre „Beamten“, das 1934 durch ein Casino erweitert wurde. Im Jahr 1939 entstand ein Sportplatz auf dem Areal. Im und unmittelbar nach dem Zweiten Weltkrieg erfolgte größtenteils die Rodung der Fläche. Im Rahmen einer Brachland-Aktion der Kleingartenstelle der Stadt Radebeul wurde von der Bevölkerung auf dem größten Teil zunächst Gemüse angebaut. Diese temporären Brachland-Parzellen wurden ab 1950 in eine reguläre Kleingartenanlage „Am Waldrand“ umgewandelt. Nur noch wenige Dinge erinnern an den einstigen Waldpark, wie ein Brunnenbecken an der Einstein-, Ecke Lessingstraße, der zeitgleich angelegte Tennisplatz und einige ältere Einzelbäume in der Anlage. An der Ecke zur Forststraße folgte 1955 die Errichtung der Ausbildungsstätte „Freie Jugend“, ein Schulungszentrum der Chemischen Fabrik. Ein Mehrmarken-Autohändler bebaute nach 2000 den Sportplatz mit einem Autohaus für Luxuswagen (Rolls-Royce, Ferrari, Aston Martin, Maserati).

### (Ehemalige) Kurorte am Heiderand

#### Augustusbad
In dem etwas entfernt von der Heide gelegenen Augustusbad wurde im Jahre 1717 im Tannengrund bei Bergbauversuchen eine schwach kohlensäure- und radiumhaltige Quelle entdeckt und später zu regelmäßigem Bade- und Kurbetrieb verwendet. Im Jahre 1896 kaufte ein Apotheker das Bad und richtete zehn Jahre danach eine Stiftung für Krankenkassenmitglieder ein. Der Kurort vereinigte sich mit Liegau im Jahre 1922 zu Liegau-Augustusbad.

#### Königswald und Waldpark Klotzsche
Ebenso wie der Weiße Hirsch war das in der zweiten Hälfte des 19. Jahrhunderts entstandene Klotzscher Villenviertel Königswald bestrebt, als Kurort anerkannt zu werden. Aus diesem Grunde ließ es um 1890 auf einer 180 Hektar großen, durch die Gemeinde Klotzsche erworbenen Fläche den Kur- beziehungsweise Waldpark Klotzsche am Nordwestrand der Dresdner Heide einrichten. Neue Wege, Ruhe- und Tennisplätze wurden angelegt und der vorhandene Baumbestand mit einbezogen. Daran erinnert ein im Jahre 2000 erneuerter Gedenkstein. Außerdem entstand 1905 in Würdigung des verstorbenen Königs Albert ein Denkmal, das diesen in Jägerkleidung zeigte und an seine häufigen Heidebesuche erinnern sollte. In der Nachkriegszeit fiel es einer gezielten Zerstörungsaktion der FDJ zum Opfer. An das Denkmal erinnert der noch erhaltene Sockel im Park, auch die Trümmer wurden wiederentdeckt. Die im Park gelegene Kurwiese ist ein Flächennaturdenkmal.

#### Langebrück
Das 1288 erstmals erwähnte Langebrück wurde als deutsches Waldhufendorf angelegt. Um 1862 wurde es von der Dresdner Stadtbevölkerung als Luftkurort entdeckt. Daraufhin entstand nach und nach im Süden des Ortes zwischen dem alten Dorfkern und der Dresdner Heide ein neuer Ortsteil mit vielen Villen, allerdings ohne eigenen Waldpark.

#### Weißer Hirsch mit Waldpark
Der Weiße Hirsch ist ein südlich der Heide gelegener Dresdner Stadtteil und war bis 1921 als Bad Weißer Hirsch selbstständig. Die erstmalige Erwähnung der namensgebenden Schankstätte Zum Weißen Hirsch datiert von 1688. Seit 1828 war der Ort eine Sommerfrische, ab 1874 entwickelte er sich zum Kurort. Im Januar 1888 öffnete schließlich Lahmanns Sanatorium, das ein international bekanntes Institut werden sollte. Durch die Kurortsbestrebungen ließ die Gemeinde zwischen dem Ort und dem Stechgrund den Kur- beziehungsweise Waldpark Weißer Hirsch anlegen und ihn um 1900 durch ein Luftbad, Tennisplätze und einen Konzertplatz erweitern. Auch ein Golfplatz, aus dem die Bühlauer Waldgärten hervorgingen, kam in einiger Entfernung dazu. Vergleichbar entwickelten sich Königswald und der Waldpark Klotzsche.

### Meschwitzruhe

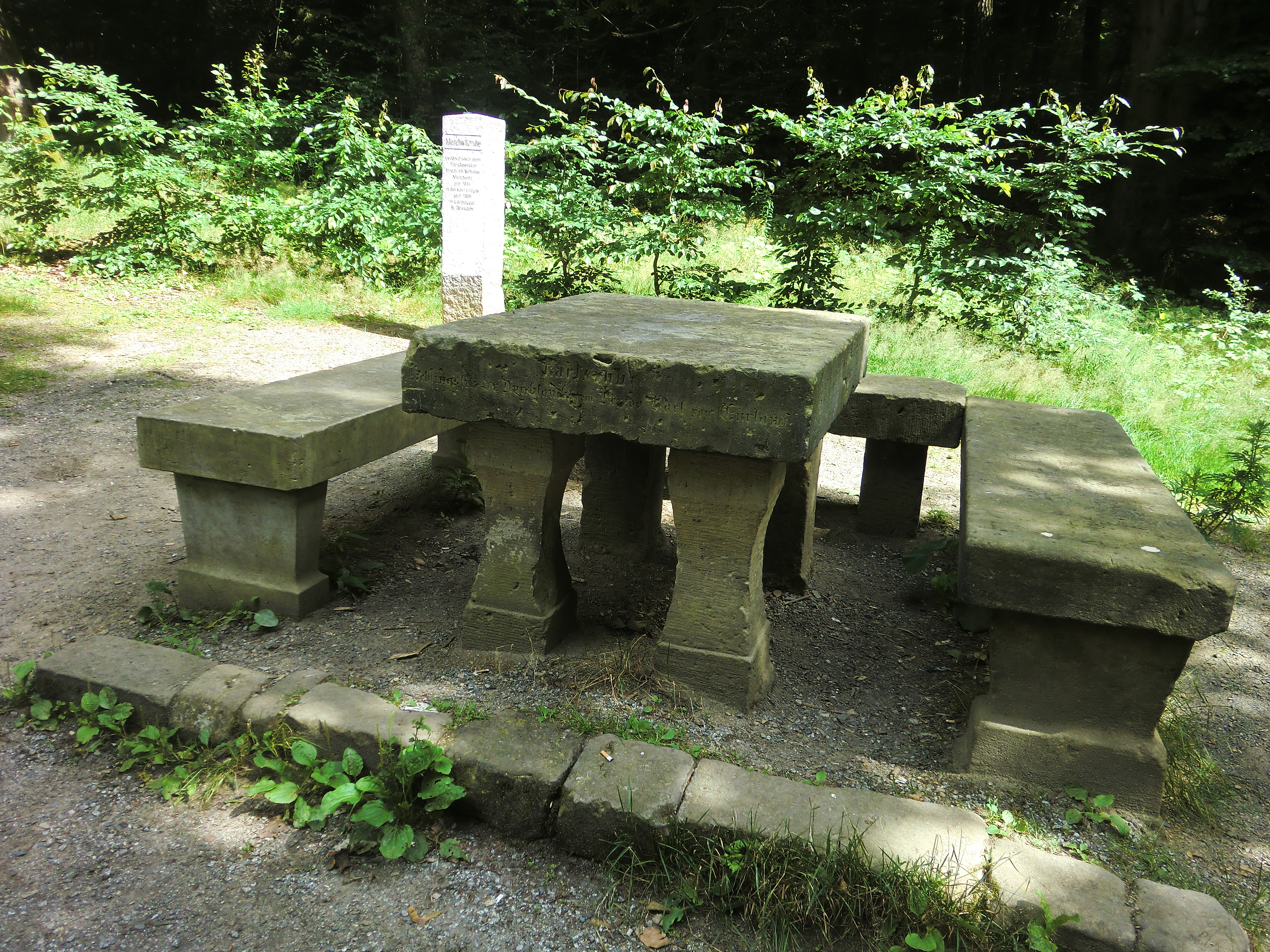
Meschwitzruhe mit neuer Beschriftung von 2016

Dieser Ruheplatz liegt an der Einmündung der Sandschlucht in den Prießnitzgrund in der Nähe von Klotzsche. Ein hier befindlicher 1,50 m hoher Gedenkstein erinnert an den Forstinspektor Friedrich Wilhelm Meschwitz (1815–1888), der im 19. Jahrhundert einen großen Anteil an der Erschließung des Waldgebietes für den Fremdenverkehr hatte. So leitete er in den 1870er Jahren den Ausbau des Sandschluchtweges und initiierte die Pflanzung der Bäume entlang der Marien- und Stauffenbergallee. Unmittelbar neben der Gedenksäule steht ein steinerner Tisch mit Sitzbänken, im 18. Jahrhundert der Lieblingsplatz des Herzogs Karl von Kurland, eines Enkels Augusts des Starken. Nahe der Meschwitzruhe liegt die Kuttenbrücke, auf der der Rennsteig die Prießnitz überquert.

### Mühlen

#### Heidemühle

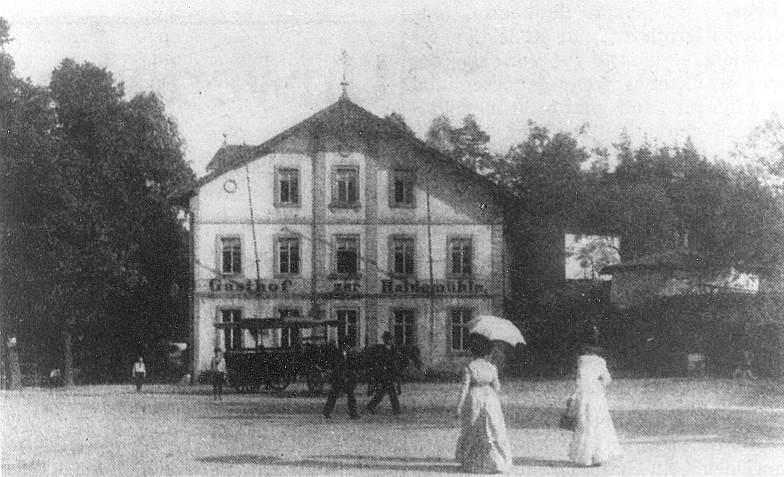
Heidemühle um 1900

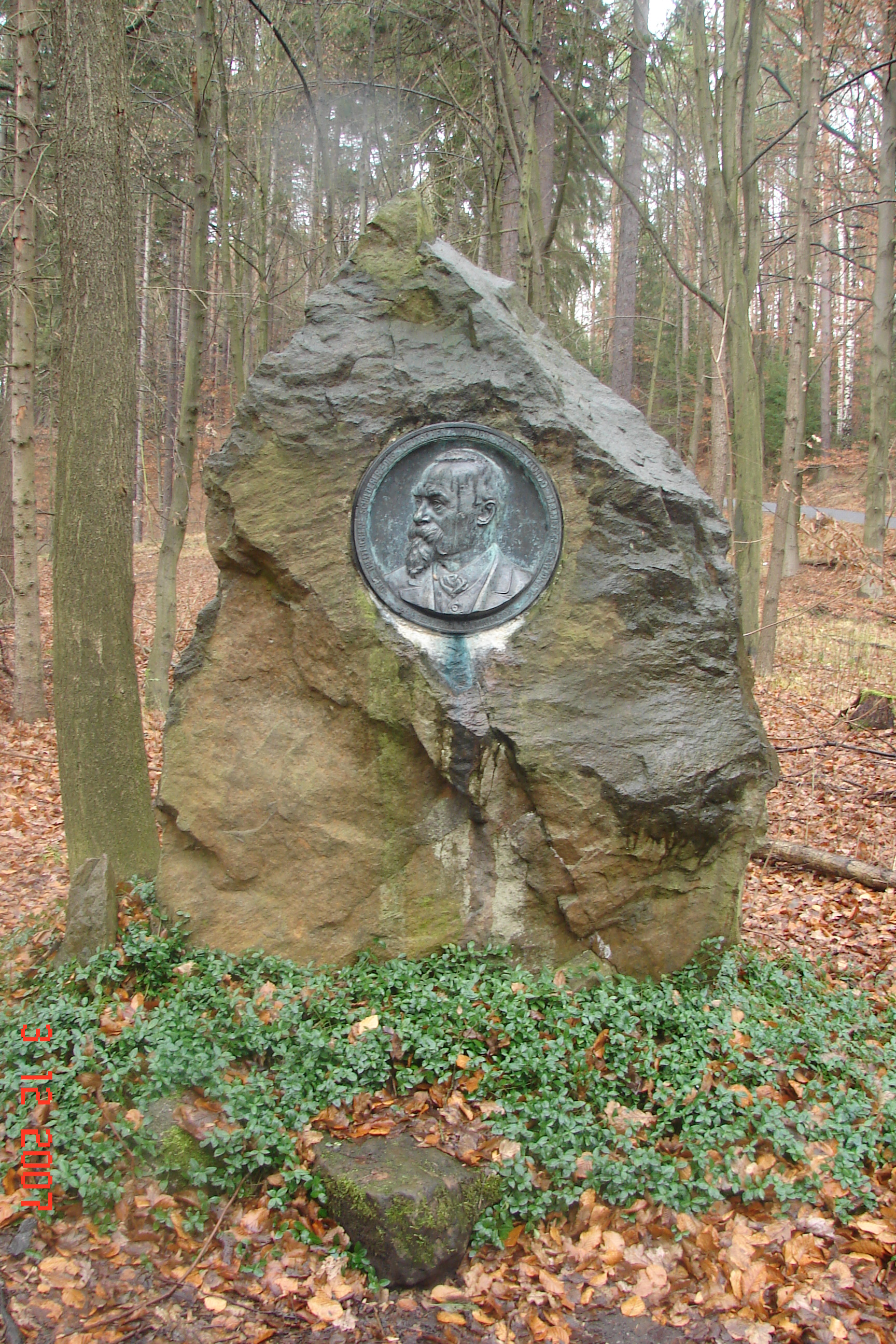
Der Guido-Hammer-Gedenkstein erinnert an einen Heidemaler.

Die Heidemühle befindet sich in der Mitte der Dresdner Heide, wo die Radeberger Straße die Prießnitz überquert. Die bereits 1558 in Stein erneuerte frühere Holzbrücke heißt Große Hengstbrücke und war die Hauptvoraussetzung eines Mühlenbaus an diesem Ort. An Stelle der jetzigen Heidemühle befand sich vorher eine Sägemühle. Schon Ende des 18. Jahrhunderts gab es mehrere Versuche, hier eine Gastwirtschaft einzurichten. Dagegen erhob die Stadt Radeberg jedoch erfolgreich Einspruch, da der Ort in ihrer Bannmeile lag, in der nur Radeberger Bier ausgeschenkt werden durfte.
Die Heidemühle ist nach einer früher wesentlich weiter flussaufwärts, nahe dem Heiderand bei Weißig gelegenen gleichnamigen Mühle benannt, die mindestens seit dem zeitigen 16. Jahrhundert existierte. Im Zuge des Ausbaus der Radeberger Straße zu einem größeren Verkehrsweg um 1840, entschied sich der Weißiger Müller, an dieser einen Schankbetrieb einzurichten und die alte Heidemühle bei Weißig, von der noch Spuren des alten Mühlgrabens und Mühlteichs erkennbar sind, aufzugeben. Er brach sie 1842 ab. Die neue Heidemühle eröffnete an ihrem heutigen Standort als Mahl-, Schneide- und Brettmühle.
Das jetzige Gebäude errichtete man 1881 im Schweizerhausstil, nachdem der Vorgängerbau am 16. Dezember 1880 vollständig niederbrannte. Hohe Anziehungskraft als Ausflugsgaststätte entwickelte sie, als über mehrere Jahre in ihrer Nachbarschaft ein kleiner Tierpark eingerichtet worden war. Nahe der Heidemühle befindet sich an der Kreuzung des Gänsefußes und der Prießnitztalstraße ein Gedenkstein, der an den Schriftsteller und Maler Guido Hammer erinnert, welcher die Dresdner Heide porträtierte und beschrieb.

#### Todmühle

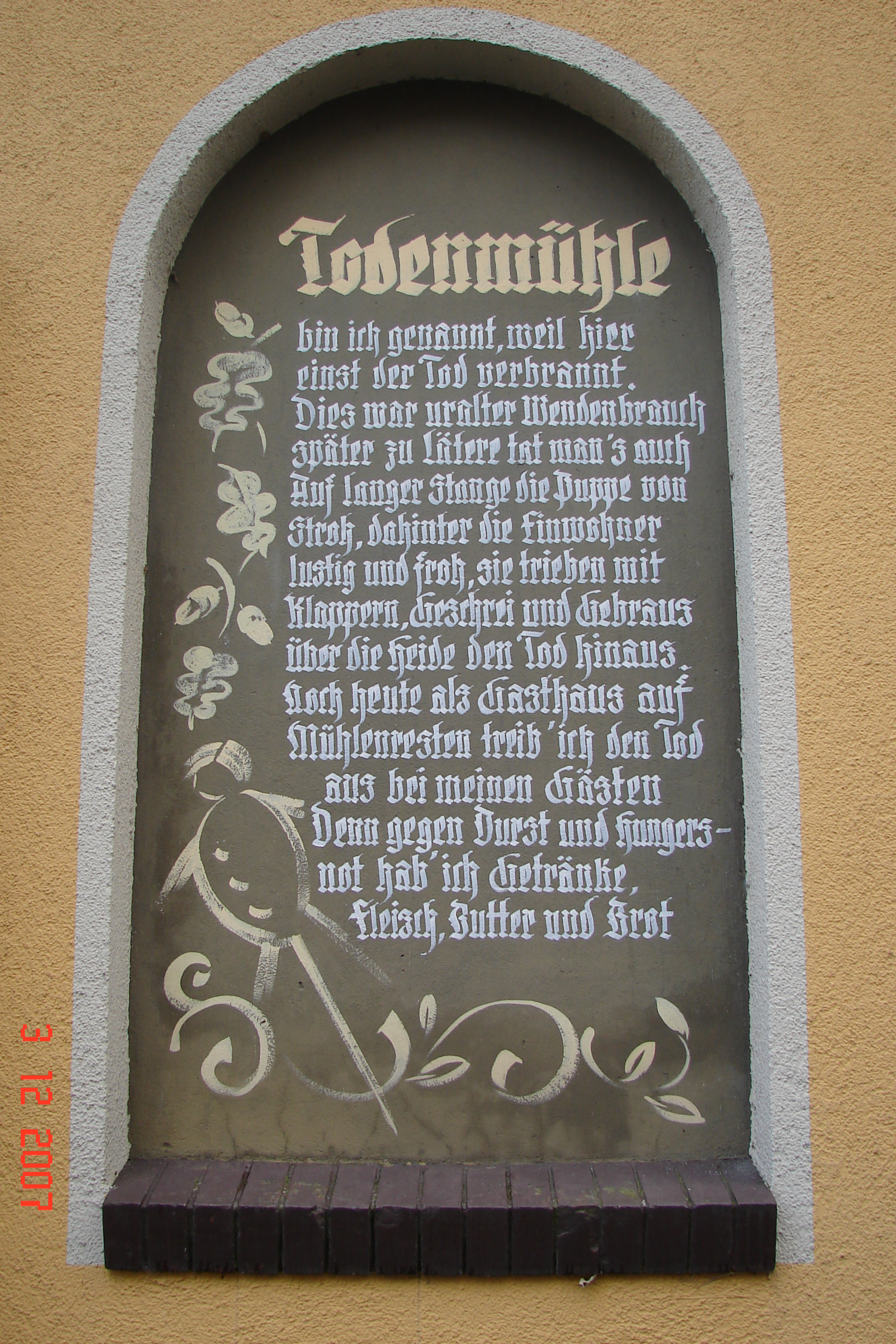
An der Fassade der Todmühle kann man dieses Gedicht lesen.

Die Todmühle befindet sich am Ostrand der Dresdner Heide bei Ullersdorf. Hier überquert die Ullersdorfer Landstraße mittels der 1568 erstmals erwähnten Todbrücke die Prießnitz, deren Wasserkraft die Mühle antrieb. Der Name geht zurück auf den alten Brauch des Todaustreibens. Am Sonntag Laetare (dritter Sonntag vor Ostern) verbrannten Dorfbewohner jährlich eine Strohpuppe als Sinnbild des Vergänglichen und trieben damit den Winter aus. In Verbindung damit steht ferner der Todberg am Heiderand, direkt nördlich von Ullersdorf. Ab dem Jahre 1745 untersagten die Stadt Radeberg und die Kirche den alten Brauch. In der Nähe der eigentlichen Todmühle befindet sich die Uhrenmanufaktur Lang & Heyne (früher Gaststätte Todmühle oder Todenmühle).

### Sauerbusch und Rieseneichen
Der nördlichste Teil der Dresdner Heide, gelegen zwischen den beiden Bahnstrecken nach Königsbrück und Görlitz, wird als Sauerbusch bezeichnet, was auf die feuchten Bodenverhältnisse in diesem Gebiet hindeuten könnte. In älteren Karten heißt er auch Lausaer Holz oder Lausaer Seite. Teile des Sauerbuschs, in dem Stiel- und Sumpf-Eichen dominieren, bildeten den Gutswald des Ritterguts von Hermsdorf.
Besonders erwähnenswert sind die beiden Rieseneichen, die sich am Ostrand des Sauerbuschs befinden und etwa 50 Meter voneinander entfernt sind. Dabei handelt es sich um bereits 1679/89 als Zwo Alte Eichen erwähnte Bäume, die also schon damals durch ihre Stattlichkeit auffielen. Somit sind sie wahrscheinlich die ältesten Bäume der Dresdner Heide und deshalb als Naturdenkmal ausgewiesen. Einer der Bäume ist vor wenigen Jahren abgestorben. Die zweite Eiche hat einen Brusthöhenumfang von 6,60 m (2016).

### Saugartenmoor und Böses Loch

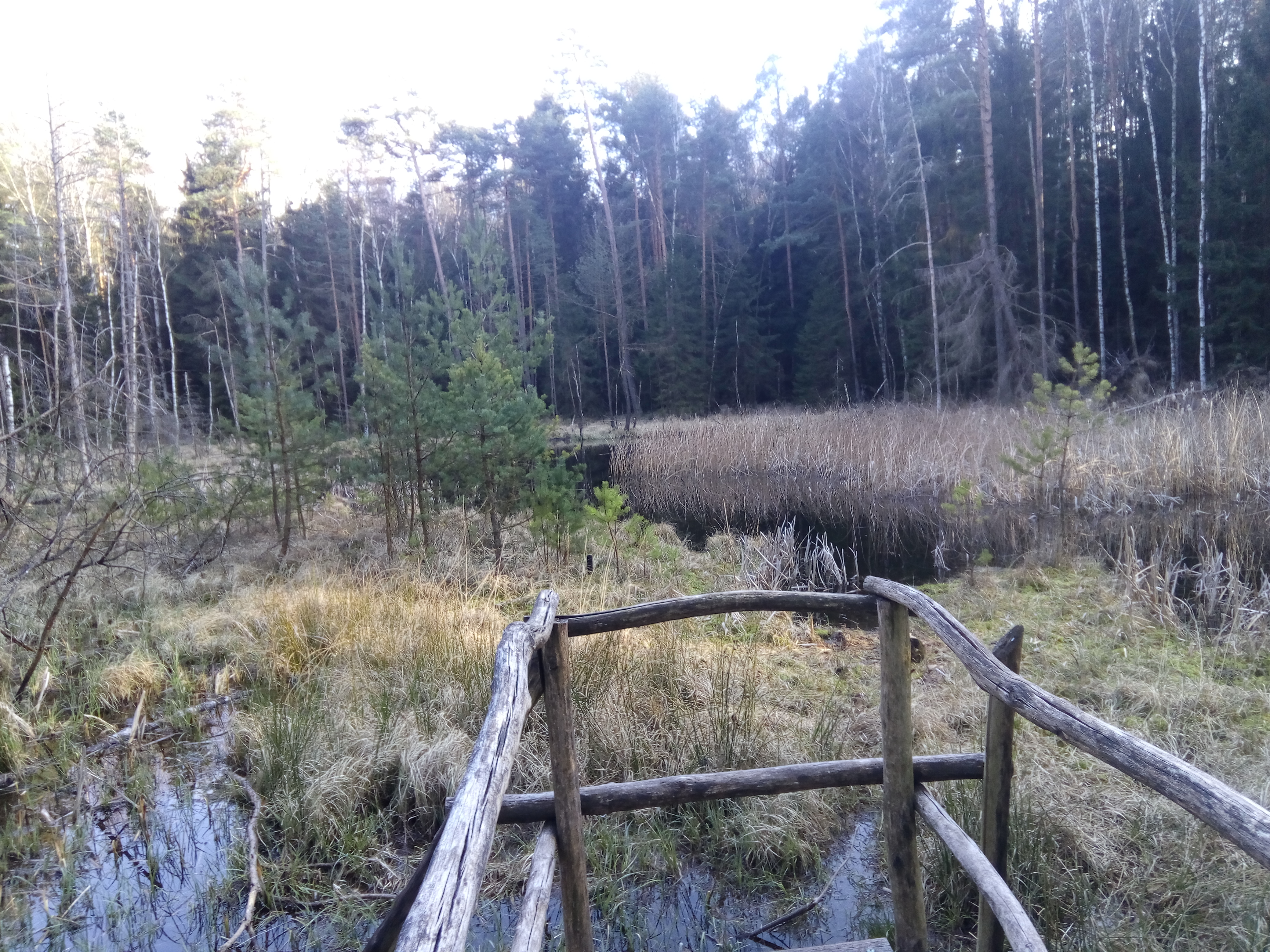
Das „Saugarten-Moor“ gehört zu dem in Sachsen seltenen Typ eines Schwingmoors mit ausgedehnten Schwingrasenzonen.

Etwa 200 Meter nördlich des Dresdner Saugartens liegt das Saugartenmoor, welches als Flächennaturdenkmal geschützt ist. In älteren Karten wird es auch als Saugartenteich bezeichnet. Es gehört zu dem in Sachsen seltenen Typ des Schwingmoors. Das Entwicklungsstadium eines echten Moors wurde nicht erreicht. Alle Torfablagerungen entstanden im Flachmoor. Wenige 100 Meter südöstlich des Saugartenmoors befindet sich das Böse Loch. Hierbei handelt es sich ebenfalls um ein Moor, das am Rand derselben Düne liegt und ebenso in die nahe gelegene Prießnitz entwässert wird. Es ist als Naturdenkmal ausgewiesen.

### Saugärten
In der Dresdner Heide bestanden vier Saugärten, um bis in die 1820er Jahre Wildschweine für höfische Jagden zu halten. Die Saugärten waren ummauert und enthielten ein kleines Gehöft. Saugärten gab es in der Mitte der Heide („Dresdner Saugarten“) sowie in der Nähe der nördlichen Heiderandorte Liegau-Augustusbad, Langebrück und Lausa.

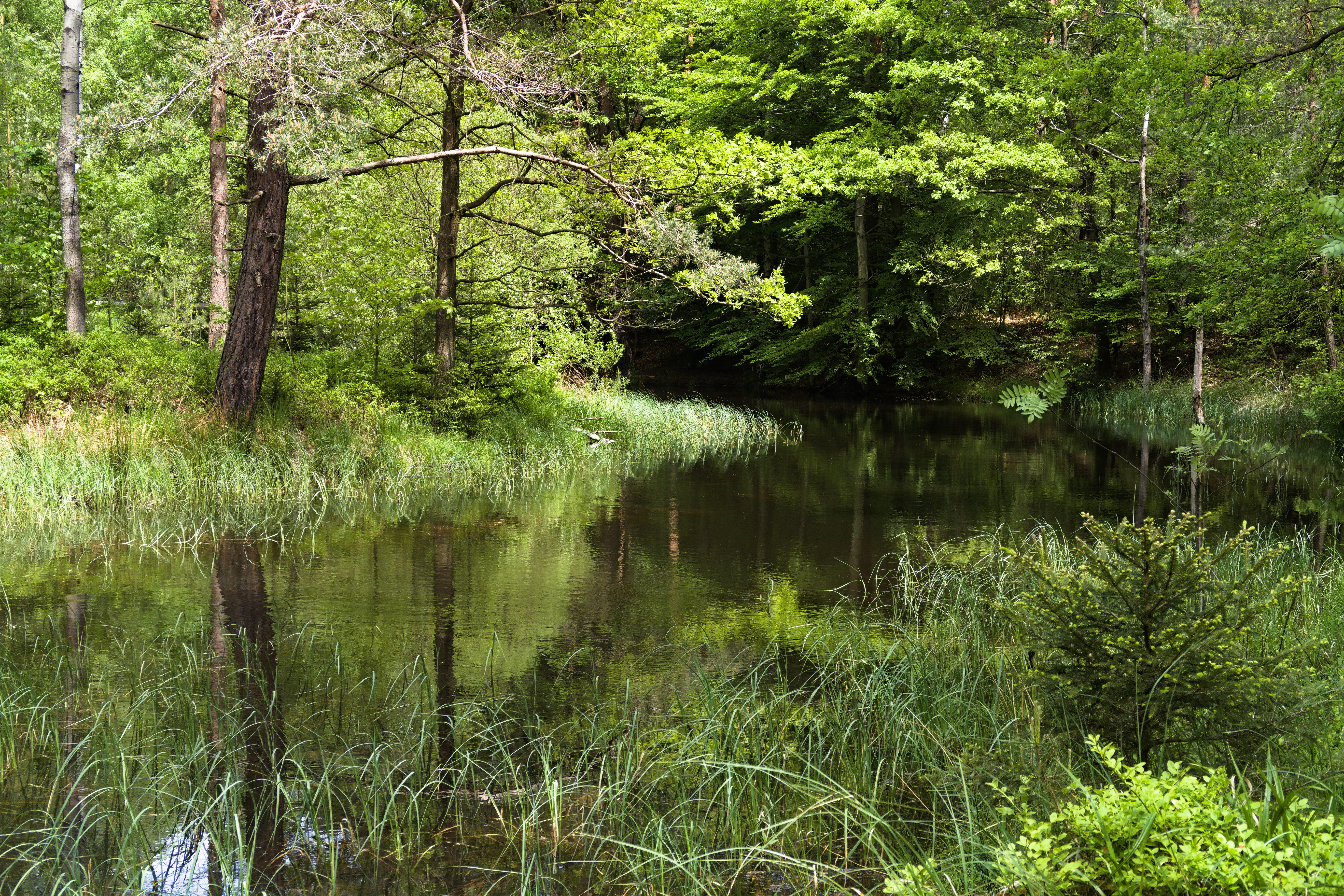
Das Krötenbruchwasser (auch Böses-Loch-Wasser genannt) zeichnet sich unter anderem durch ein Vorkommen seltenen Bärlapps und großen Bereichen mit Torfmoos Polstern aus.

### Schwarzes Kreuz

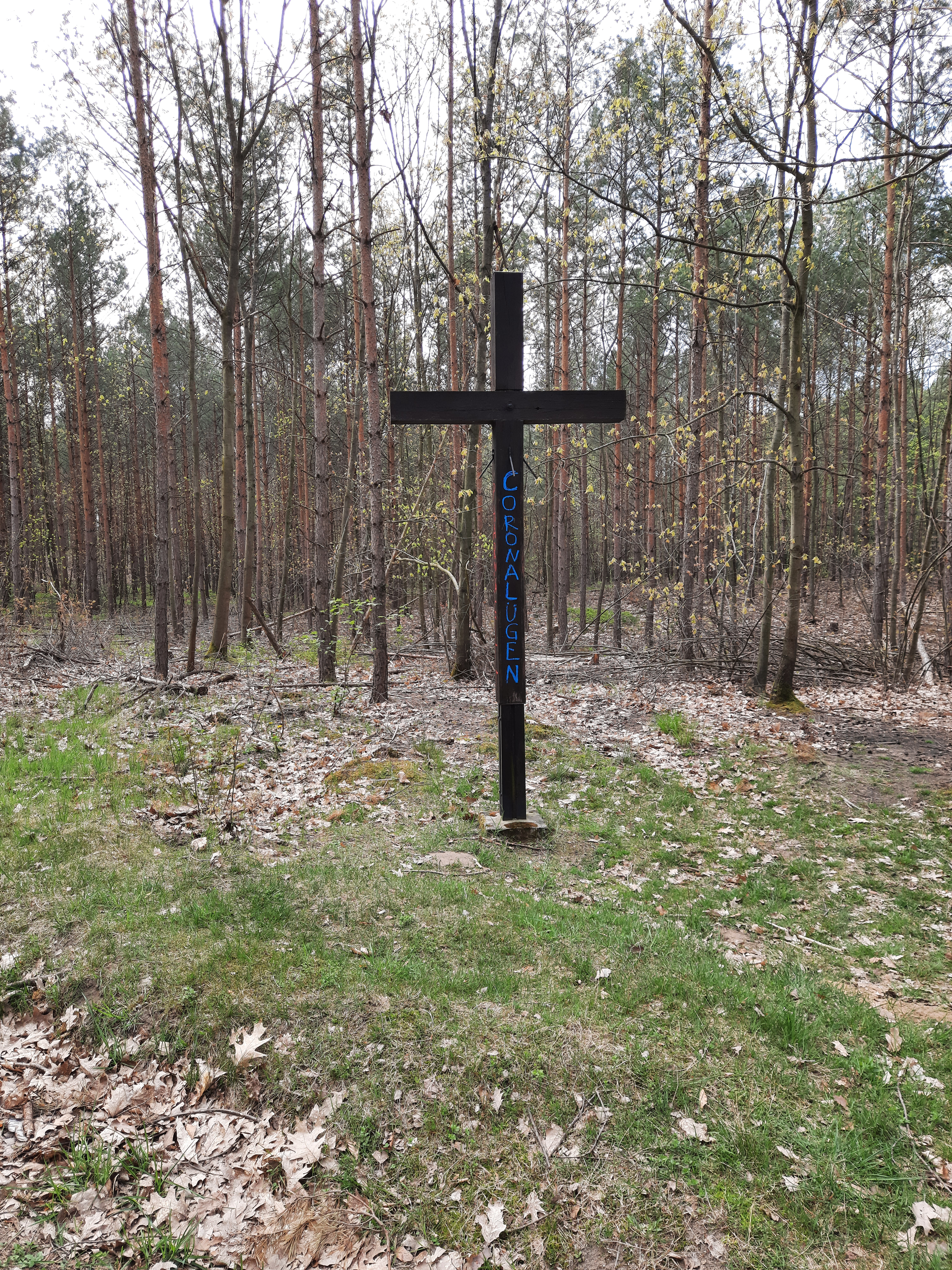
Das Schwarze Kreuz ist ein altes katholisches Gebetskreuz am Kannenhenkel.

Das Schwarze Kreuz ist ein im Südwesten der Heide am Kannenhenkel gelegenes altes katholisches Gebetskreuz aus vorreformatorischer Zeit. Wohl ein Mitglied der in den westlich der Heide gelegenen Dörfern verbreiteten Familie Trobisch hat es gestiftet. So wird es im Jahre 1572 als Drebischkreuz erwähnt, 1602 als Schwarzes Kreuz, was auf einen Brand zurückgehen kann. Im Jahre 1706 soll ein schwedischer Offizier aus der Armee von Karl XII. standrechtlich erschossen worden sein. Außerdem fand 1715 ein tödliches Duell zweier sächsischer Gardeoffiziere statt. Die Wiederherstellung des zwischenzeitlich nicht mehr existierenden originalen Kreuzes erfolgte 1993.

### Pilzdenkmal
Das Pilzdenkmal ist ein Jagddenkmal und wurde im Jahr 1827 errichtet. Es erinnert an die letzte Parforcejagd unter dem Sächsischen König Friedrich August dem Gerechten.

### Stechgrund und Mordgrund

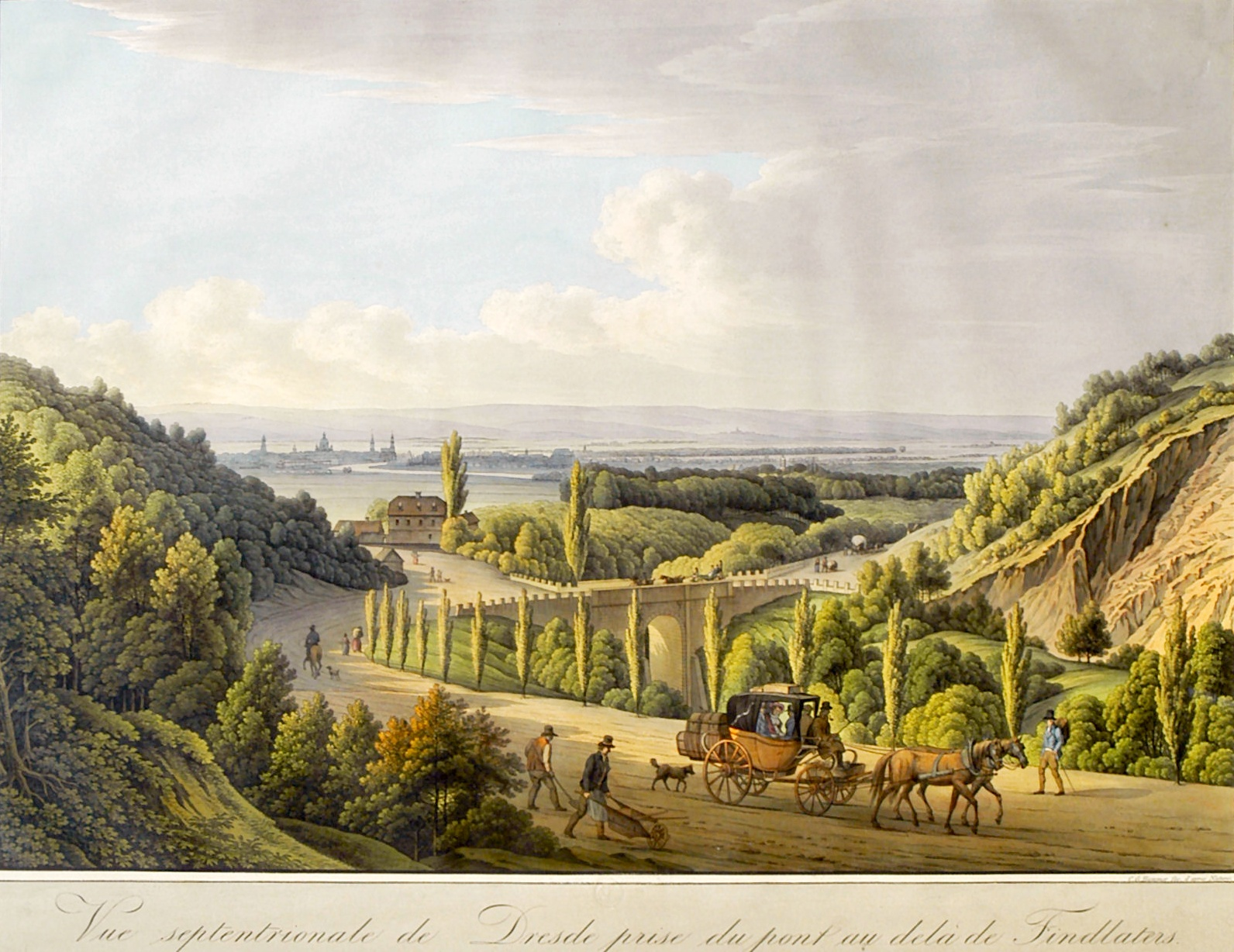
Christian Gottlob Hammer, 1805:
Blick von Lord Findlaters Besitzungen am Hirschberg nördlich von Dresden. Bildmitte: Die Mordgrundbrücke über den Stechgrund.

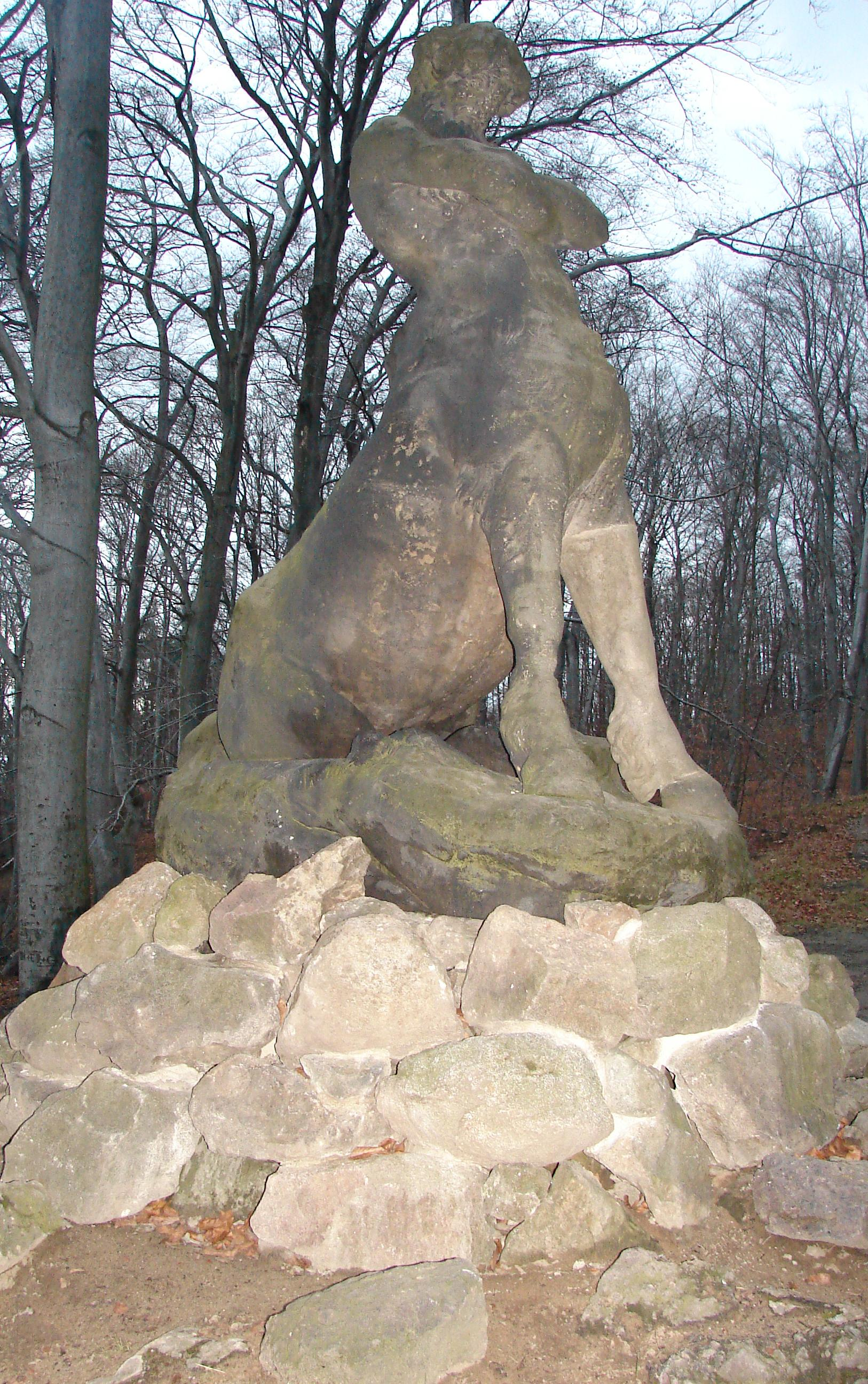
Sandsteinfigur des Zentauren Cheiron oberhalb der Mordgrundbrücke

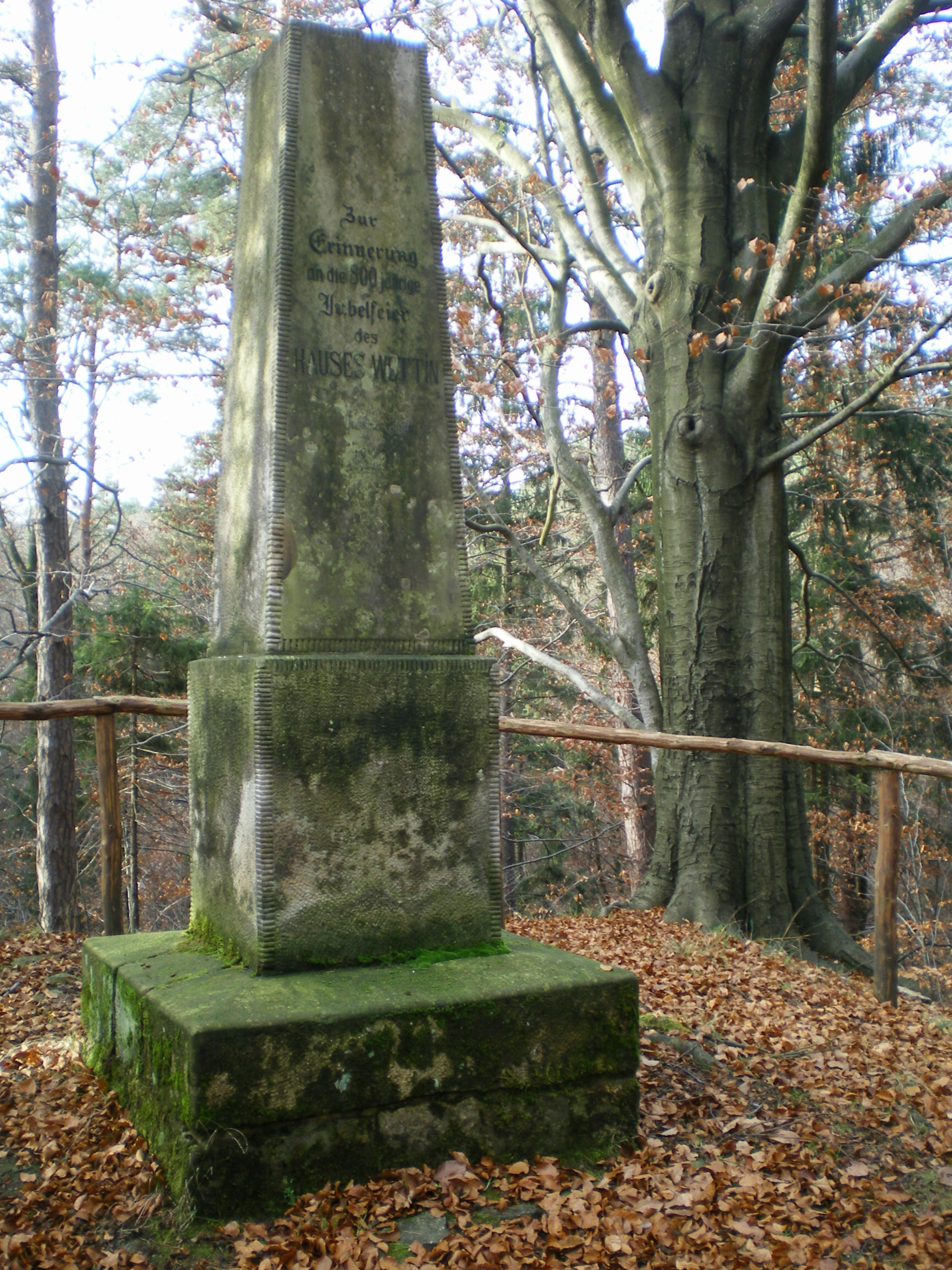
Wettinsäule 2009

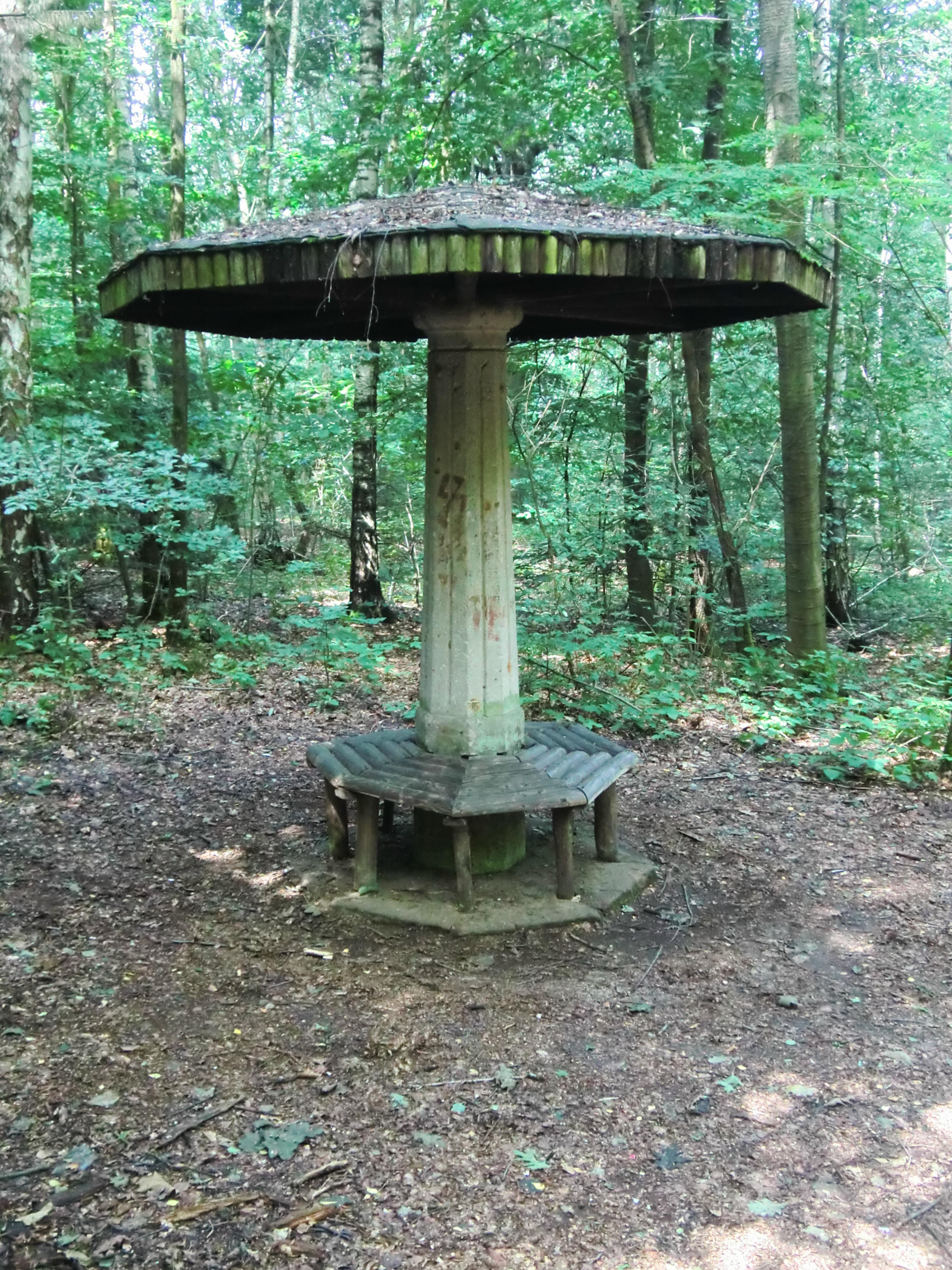
Pilzdenkmal 2016

Das im Süden der Dresdner Heide gelegene Kerbtal heißt im oberen, auf der Lausitzer Platte gelegenen Bereich Stechgrund und im unteren, westlichen, zur Mittelterrasse gehörenden Teilgebiet Mordgrund. Es verläuft in Ost-West-Richtung zur Elbe und wird vom Mordgrundbach, auch Mordgrundwasser oder Stechgrundbach genannt, durchflossen. Dieses beginnt im sogenannten Metizenbruch, das durch die Bühlauer Waldgärten umschlossen ist. Nach wenigen 100 Metern tritt es in den Oberen Stechgrund ein, der als Flächennaturdenkmal unter Schutz steht. In diesem Bereich trennt der Stechgrund den Waldpark Weißer Hirsch vom übrigen Heidegebiet ab. Nahe der Kreuzung mit dem HG-Weg stand die Präsidentenbuche. Etwa dort, wo der Diebsteig den Stechgrund durchquert, liegen zwei bekannte Quellen, die Degele- und die Schwesternquelle.
Im äußersten Westen des Stadtteils Weißer Hirsch wird das nun als Mordgrund bezeichnete Tal von der Mordgrundbrücke überquert, auf der die Bautzner Straße (B 6) verläuft. Die Brücke wurde 1420 erstmals erwähnt. Eine 1587 gebaute Steinbrücke wurde nach ihrem Einsturz im Jahre 1784 vorerst durch eine hölzerne Konstruktion und 1828 durch die heutige Steinbrücke ersetzt. Der Name Mordgrund ist zwar mit einer alten Sage verknüpft, hat seinen Ursprung aber offenbar in der deutschen Kolonisationszeit als Markgrund, was so viel wie Grenzgrund bedeutet. Im Hangwald des Mordgrundes steht eine von Otto Petrenz im Jahre 1902 geschaffene Sandsteinstatue des Zentauren Cheiron, der in der griechischen Mythologie als Meister der Jagd bekannt ist. Des Weiteren liegt hier ein Steinbruch, der als Naturdenkmal ausgewiesen ist. Darüber befindet sich die Napoleonschanze. Bereits 1758 während des Siebenjährigen Krieges von den Preußen im Kampf gegen Österreich aufgeworfen, nutzte sie der Kaiser der Franzosen am 26. August 1813 als Beobachtungsposten.

### Waldgärten

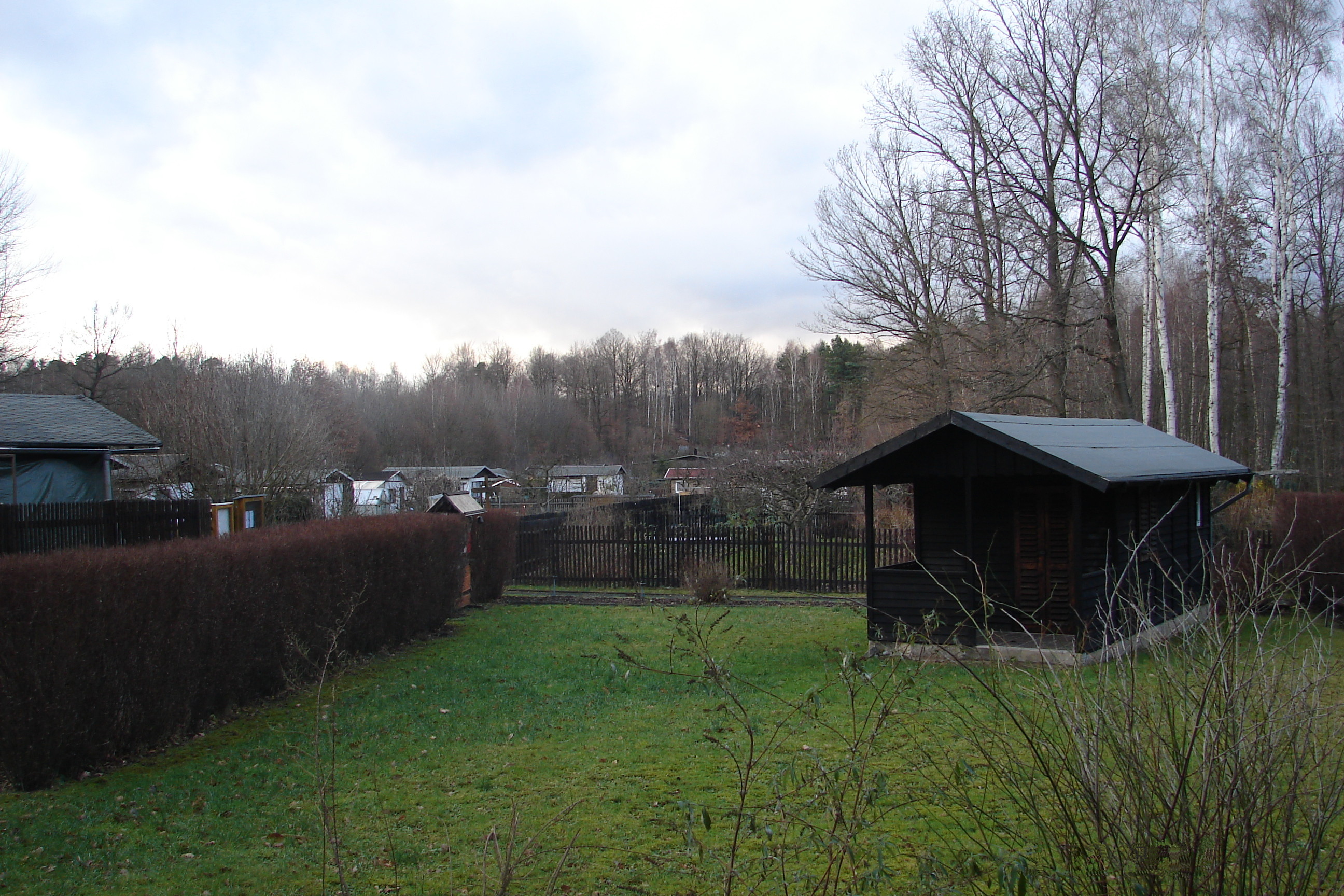
Die Bühlauer Waldgärten befinden sich auf einem ehemaligen Golfplatzgelände. Rechts im Bild die erhalten gebliebene Schöler-Laube.

Die Bühlauer Waldgärten sind eine etwa 350 Parzellen umfassende, sehr verwinkelte Kleingartenanlage im Süden der Dresdner Heide. Hervorgegangen sind sie aus einem Golfplatz nördlich des Kurparks Weißer Hirsch, der aus neun Spielbahnen bestand. Nach dem Zweiten Weltkrieg verblieb er ungenutzt, da sich die Bevölkerung ganz anderen Problemen gegenübersah, so zum Beispiel der Nahrungsknappheit. Aus diesem Grunde bauten Anwohner im Jahre 1946 auf dem Brachland Kartoffeln und Gemüse an. Anfänglich handelte es sich um Grabeland, dessen Nutzung unter dem Namen Gartenkolonie Golfplatz zunächst nur auf zwei Jahre befristet war. Tatkräftige Gartenfreunde gründeten jedoch später einen Kleingartenverein und konnten sogar die 1958 geplante Wiederaufforstung verhindern. Bestimmend für die Anlage war die sogenannte Schöler-Laube, ein nur dort existierender Gartenlaubentyp mit Waldhüttencharakter. Das einzige erhaltene, mittlerweile restaurierte Exemplar kann auf der Festwiese besichtigt werden. Unter Denkmalschutz steht das aus dem ehemaligen Golfclubhaus hervorgegangene, 1931 nach Plänen von Wilhelm Kreis verwirklichte Vereinsheim.

### Wettinsäule
Die Wettinsäule ist ein Denkmal im Prießnitzgrund nahe der Kannenhenkelbrücke. Sie ist als Obelisk ausgeführt und nach dem sächsischen Königshaus der Wettiner benannt. Dieses beging im Jahre 1889 anlässlich seines 800-jährigen Bestehens eine Jubelfeier, aus deren Anlass die Säule in Erinnerung daran aufgestellt wurde.

## Sonstiges
- In Langebrück erscheint regelmäßig eine nach der Heide benannte Stadtteilzeitschrift, der Ortsanzeiger Heidebote, in Klotzsche erscheint das Heideblatt.
- Nach der Heide wurden verschiedene Siedlungen benannt, so die Heidehäuser in Radeberg und der Heidehof in Langebrück.
- Ebenfalls nach der Heide benannt war die Dresdner Haide-Bahn, ein 1903/04 entlang der Königsbrücker Straße verkehrender Oberleitungsbus.